# Tchad
République du Tchad
(ar) جمهورية تشاد 
Le Tchad  (en arabe : تشاد, Tšād), en forme longue la république du Tchad (en arabe : جمهورية تشاد, Jumhūriyyat Tšād), est un pays d'Afrique centrale, sans accès à la mer, frontalier de la Libye au nord, du Soudan à l'est, de la République centrafricaine (ou Centrafrique) au sud, du Cameroun au sud-sud-ouest, du Nigeria à l'ouest-sud-ouest et du Niger à l'ouest. Sa capitale, N'Djaména (anc. Fort-Lamy), est également sa ville la plus peuplée.
Géographiquement et culturellement, le Tchad constitue un point de passage entre l'Afrique du Nord et l'Afrique subsaharienne. D'une superficie de 1 284 000 km2, c'est le cinquième pays le plus vaste d'Afrique (après l'Algérie, la république démocratique du Congo, le Soudan et la Libye) et le vingt-et-unième pays le plus grand du monde. Avec une population d'environ 19,32 millions d'habitants en 2023, il est le vingt-quatrième pays le plus peuplé d'Afrique et le soixante-neuvième pays le plus peuplé du monde. Le Tchad se divise en trois grands ensembles géographiques : du nord au sud, on trouve successivement une région désertique, un espace semi-aride, puis la savane soudanaise. Le lac Tchad, qui donne son nom au pays, est son principal plan d'eau, et le point culminant du pays est l'Emi Koussi, qui culmine à 3 415 m d'altitude, volcan éteint situé dans le Nord du pays et faisant partie du massif du Tibesti.
Les langues officielles du Tchad sont l'arabe et le français, et plus d'une centaine de langues sont parlées sur le territoire national, qui abrite plus de 200 groupes ethniques différents. Le Tchad est un pays laïc où la liberté religieuse est garantie par la loi ; l'islam (55,3 %) et le christianisme (40,6 %) sont les deux principales religions pratiquées.
Le territoire tchadien est occupé par les hommes dès la Préhistoire ; les populations humaines se sont massivement installées à partir du VIIe millénaire av. J.-C. dans le bassin tchadien. Différents États et empires, comme le royaume du Kanem-Bornou, le royaume du Ouaddaï ou le royaume du Baguirmi, se sont succédé dans la partie centrale du pays depuis la fin du Ier millénaire av. J.-C., en tentant de contrôler le commerce transsaharien.
De la fin du XIXe siècle au début du XXe siècle, la France affirme progressivement sa souveraineté sur l'ensemble du territoire actuel du Tchad, qu'elle incorpore à l'Afrique-Équatoriale française (A.-É.F.) en 1920. En 1940, le Tchad (alors nommé « Colonie du Tchad ») devient la première colonie française à se rallier à la France libre de Charles de Gaulle pendant la Seconde Guerre mondiale. Le pays obtient son autonomie le 28 novembre 1958, puis son indépendance en 1960, avec pour premier chef d'État le président de la République François Tombalbaye, qui a été assassiné lors du coup d'État d'avril 1975. Dès 1982, Hissène Habré dirige le pays avec fermeté, notamment pendant le conflit tchado-libyen. En 1990, il est renversé par un coup d'État et remplacé par Idriss Déby, qui reste président jusqu'à sa mort en avril 2021, à la tête d'un régime politique toujours considéré comme autoritaire. Son fils, Mahamat Idriss Déby, prend alors le pouvoir, en dépit des dispositions constitutionnelles.
Le pays est régulièrement le théâtre de troubles géopolitiques majeurs, dont trois guerres civiles de 1965 à 1979, de 1979 à 1982 et de 2005 à 2010. À partir de 2003, le Tchad ne parvient pas à faire face aux centaines de milliers de réfugiés soudanais qui vivent dans l'Est du pays, à cause de la guerre du Darfour (en cours depuis 2003), puis de la guerre entre milices au Soudan (en cours depuis 2023). Enfin, il subit les conséquences de la deuxième guerre civile libyenne (2014-2020).
L'économie du Tchad est très dépendante de la production de matières premières, minérales et agricoles. Le pays est devenu exportateur de pétrole à partir de 2003, alors que son économie reposait jusqu'alors principalement sur la production de coton, d'arachide, de gomme arabique et de bœuf, ce qui a considérablement renforcé les ressources financières de l'État. Le produit intérieur brut (PIB) du Tchad est de 13,15 milliards de dollars en 2023. Dans son rapport annuel de 2021, le Programme des Nations unies pour le développement (PNUD) classe le Tchad comme le deuxième pays le moins développé au monde (après le Soudan du Sud), malgré une augmentation de son IDH depuis 2000 en passant de 0,291 à 0,394. Le Tchad reste aujourd'hui l'un des pays les plus pauvres et les plus corrompus du monde ; en 2022, environ 30,8% des tchadiens vivaient dans la pauvreté avec moins de 1,90$ par jour, en tant qu'éleveurs et agriculteurs de subsistance.

## Géographie

### Localisation, frontières et superficie

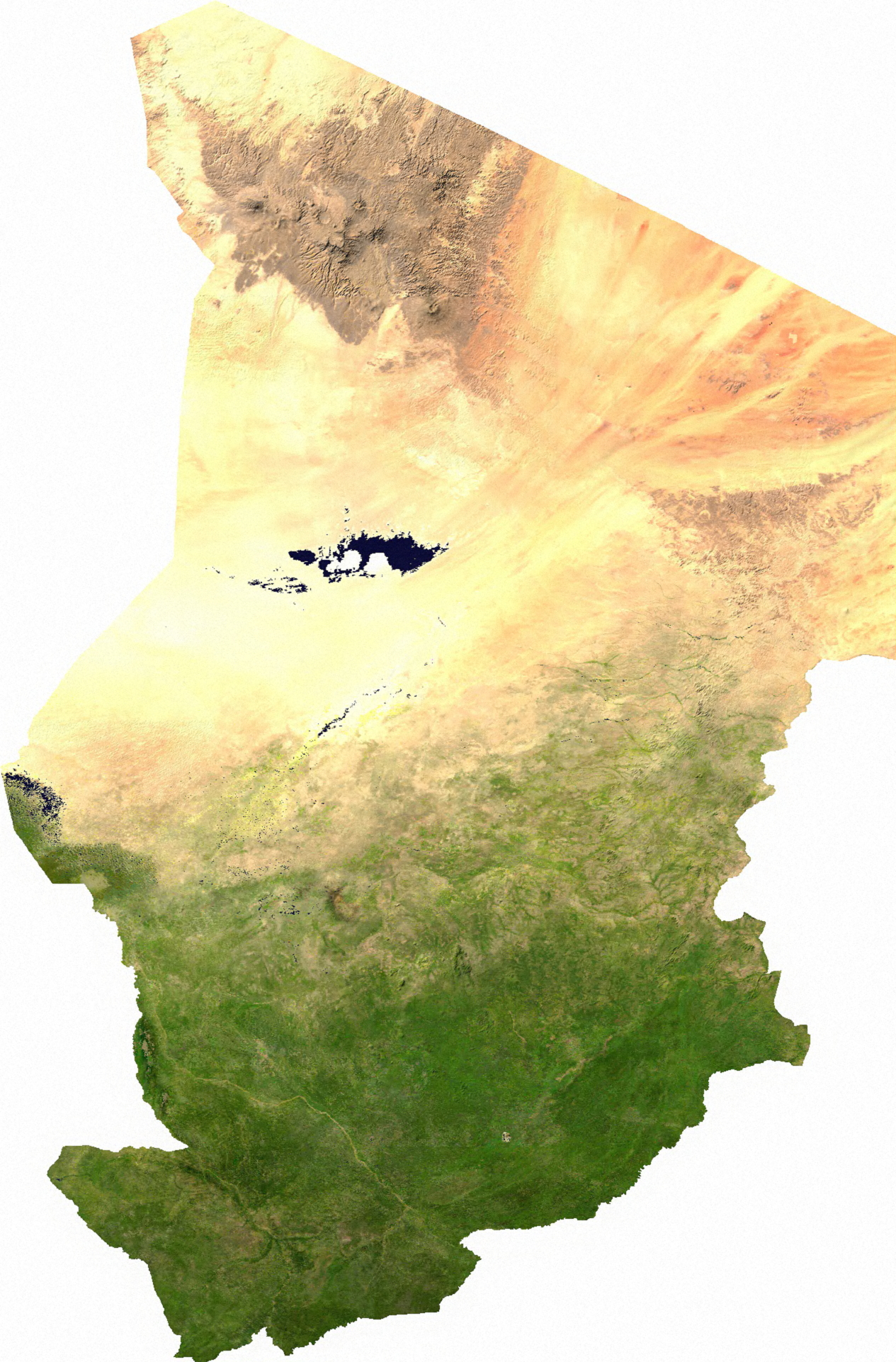
Image satellite du Tchad.

Le Tchad est l'un des plus grands pays enclavés du monde, à la fois dans le centre et le Nord de l'Afrique. Il couvre une superficie de 1 284 000 kilomètres carrés, située entre les latitudes 7° et 24° N, et les longitudes 13° et 24° E. Par sa superficie, il est classé vingt-et-unième plus grand pays du monde, et le cinquième du continent africain. Il est légèrement plus grand que d'autres pays de la bande sahélienne tels que le Niger ou le Mali, mais plus petit que le Soudan.
Au nord du Tchad, on retrouve la Libye. À l'est, se trouve le Soudan. À l'ouest, le Tchad est limitrophe avec le Niger, le Nigeria et le Cameroun. Enfin, au sud, les frontières tchadiennes sont ouvertes sur la République centrafricaine.

### Géomorphologie, climat et répartition de la population
Le Tchad compte 19,32 millions d'habitants en 2023, avec un tchadien sur huit vivant dans la capitale, N'Djaména. Cette ville, la plus grande du pays, est à 1 700 km du port maritime le plus proche, qui est à Douala, au Cameroun. En partie en raison de cette distance de la mer et du climat largement désertique du pays, le Tchad est un pays de faible densité humaine. Il connaît pourtant d'importants contrastes, et notamment trois grandes zones, aux limites variables en fonction des saisons, jusqu'à parfois même engendrer une quatrième zone.
Le centre du pays est constitué par un plateau, profondément creusé par les vallées de deux cours d'eau, le Logone et le Chari, les principaux cours d'eau du pays qui se jettent dans le lac Tchad depuis le sud-est. Ces deux systèmes fluviaux prennent leur source dans les hauts plateaux pluvieux de la République centrafricaine et du Cameroun, des régions qui reçoivent plus de 1 250 millimètres de précipitations par an. Alimenté par des rivières de la République centrafricaine, ainsi que par les rivières Bahr Salamat, Bahr Aouk et Bahr Sara du sud-est du Tchad, le fleuve Chari est long d'environ 1 200 kilomètres. Depuis ses origines près de la ville de Sarh, le cours moyen du Chari se fraie un chemin à travers un terrain marécageux ; le cours inférieur du Chari est rejoint par la rivière Logone près de N'Djaména. La rivière Logone est formée par des affluents provenant du Cameroun et de la République centrafricaine. Plus court et plus petit en volume que le Chari, il coule vers le nord-est sur 960 kilomètres ; son volume varie de cinq à quatre-vingt-cinq mètres cubes par seconde. À N'Djaména, le Logone se jette dans le Chari, et les deux cours d'eau combinés s'écoulent ensemble sur trente kilomètres à travers un large delta et dans le lac Tchad. À la fin de la saison des pluies, en automne, le fleuve déborde de son lit et crée une immense plaine d'inondation dans le delta.

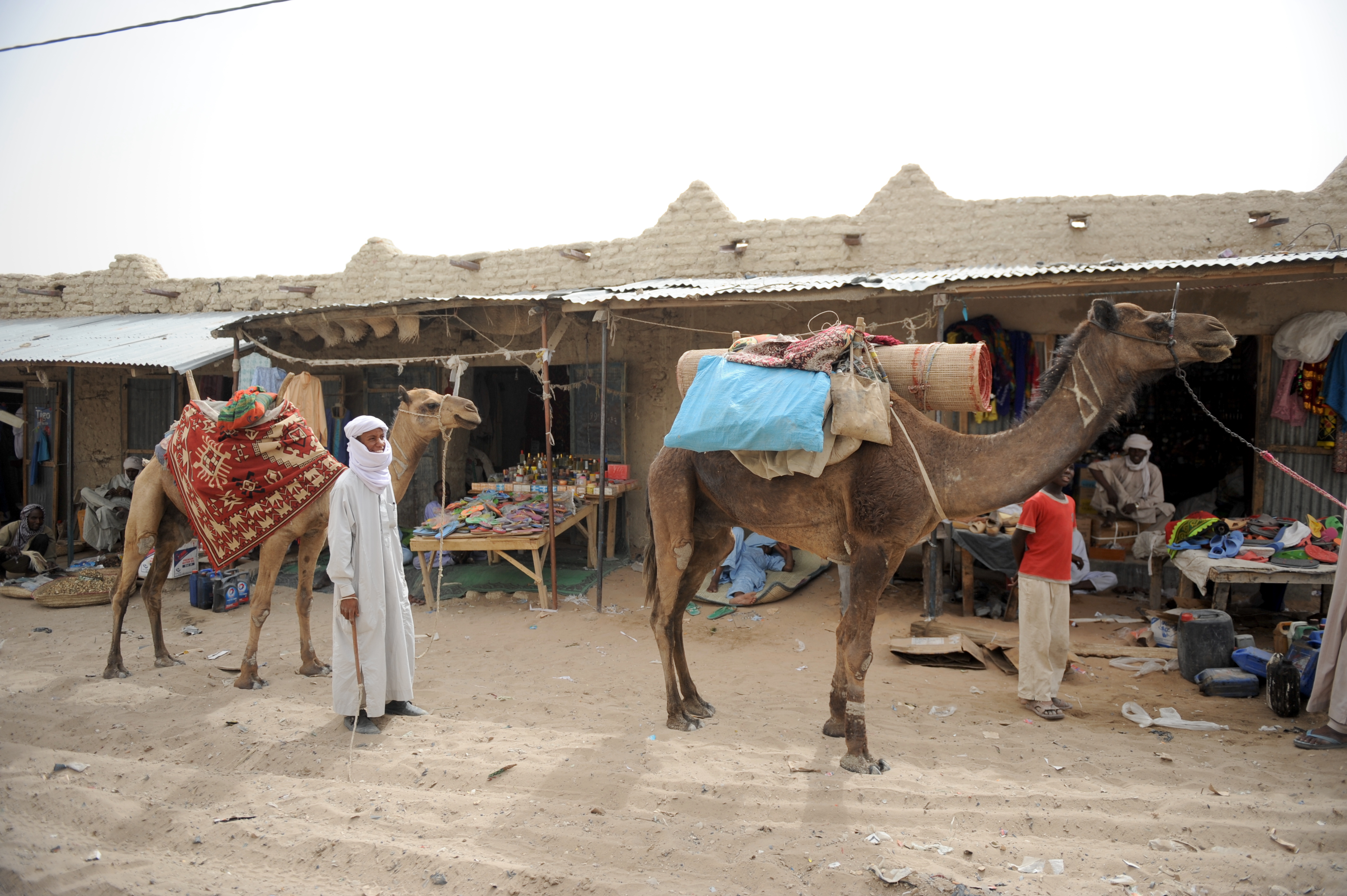
Dans une rue de Mao (Tchad), le 17 avril 2012.

Le tiers nord du pays fait partie du désert du Sahara, qui occupe une immense place, séparant ainsi physiquement les populations du Nord du Tchad avec celles du Sud. Il y pleut rarement et de manière peu régulière avec des précipitations de moins de 200 millimètres par an. Le climat est rude et peu propice à l'agriculture. La densité est très faible, avec environ 1 habitant au km2. Le Sahara tchadien est en fait un large bassin délimité à l’est par le plateau de l'Ennedi et au nord par les montagnes du Tibesti. Ce dernier, près de la frontière avec la Libye et difficilement accessible, est un massif volcanique de près de 75 000 km2, dans lequel culmine le volcan Emi Koussi qui se situe à 3 415 mètres d'altitude et constitue le plus haut sommet du pays. Dans l'Est, on trouve l'Ennedi, un plateau culminant à 1 450 mètres.
Au centre du Tchad se trouve la steppe sahélienne. La pluviométrie est variable (entre 200 et 800 mm par an) et la région compte seulement 2,5 millions d'habitants. On y trouve successivement, en allant de l'est vers l'ouest, différents paysages : le massif montagneux du Ouaddaï, les étendues sableuses du Mortcha, les dunes mortes du Kanem et le lac Tchad. Ce dernier, qui a donné son nom au pays, est le vestige d'un immense lac, peu profond, qui occupait 300 000 km2 il y a 7 000 ans. Il ne couvre plus que 17 806 km2 aujourd'hui. Il est la quatrième plus grande étendue d'eau du continent africain et le troisième plus grand lac clos de la planète.
Le Sud, enfin, est une région plate et très argileuse, en raison de la couverture sédimentaire formée par l'érosion des roches en climat tropical. Lorsqu'il pleut, en été et en automne, cette région tropicale se transforme en un immense marécage qui engendre une impossibilité de circuler, notamment entre le Logone et le Chari et dans le Salamat. Le fleuve Chari est deux fois plus grand que lors de la saison sèche. La végétation y est foisonnante. En moyenne, c'est ici, dans le Sud-Ouest, que les densités de population sont les plus élevées.
Au sens du Fonds mondial pour la nature, le Tchad abrite six écorégions terrestres, du nord au sud : les forêts claires xérophiles d'altitude du Tibesti et du Jebel Uweinat, les forêts claires xériques d'altitude de l'Est du Sahara, les steppe et forêts claires du Sud du Sahara, la savane sahélienne à acacias, la savane inondable du lac Tchad et la savane soudanienne orientale.
Le large éventail de latitudes du Tchad (qui s'étend vers le sud à partir du tropique du Cancer sur plus de 15°) est assorti d'une gamme climatique qui varie de la zone tropicale humide à la zone désertique, en passant par des zones tropicales plus ou moins sèches. La température moyenne annuelle est élevée et à peu près identique dans tout le pays avec deux maxima en avril-mai et en septembre-novembre et deux minima en décembre et août, ce dernier correspondant à un maximum des pluies. La saison des pluies représente la moitié de l'année dans le Sud, quatre mois seulement à la hauteur de N'Djaména, avec deux phases sèches, l'une froide en décembre-janvier et l'autre très chaude d'avril à juin, tandis que le Nord hyperaride n'a que des pluies brèves et irrégulières pendant l'été. Le mois d'août peut concentrer 30 % des précipitations. La saison sèche, qui dure de décembre à février dans tout le pays, est relativement fraîche, avec des températures diurnes comprises entre 20 et 30 °C et des températures nocturnes qui descendent entre 10 et 25 °C. À partir de mars, il fait très chaud jusqu'à l'arrivée des premières pluies abondantes. À N'Djaména, la capitale, les températures diurnes moyennes dépassent les 38 °C entre mars et juin. Les fortes pluies commencent à N'Djaména en juillet, et les températures diurnes moyennes tombent aux alentours de 30 °C mais les températures nocturnes restent dans les 20 °C jusqu'au début de la saison sèche et fraîche de N'Djaména en novembre.
Selon le Dictionnaire de l'origine des noms et surnoms des pays africains d'Arol Ketchiemen, le Tchad est surnommé « le cœur mort de l'Afrique », en raison de son enclavement au centre du continent et de son climat particulièrement désertique.

### Préservation des espaces naturels et de la vie sauvage
Au Tchad, dès 2014, les espaces protégés consacrés à la conservation de la diversité biologique couvrent environ 20 % du territoire national avec dix forêts classées, trois parcs nationaux, sept réserves de faune, une réserve de biosphère, des zones humides d'importance internationale, de nombreuses forêts et une partie de la plaine herbeuse à la frontière avec le Soudan. La conservation de la nature est concrétisée par la création de parcs nationaux dont le parc national de Zakouma, dans le Sud-Est du Tchad, d'une superficie de 3 000 km2, ainsi que le parc national de Manda.

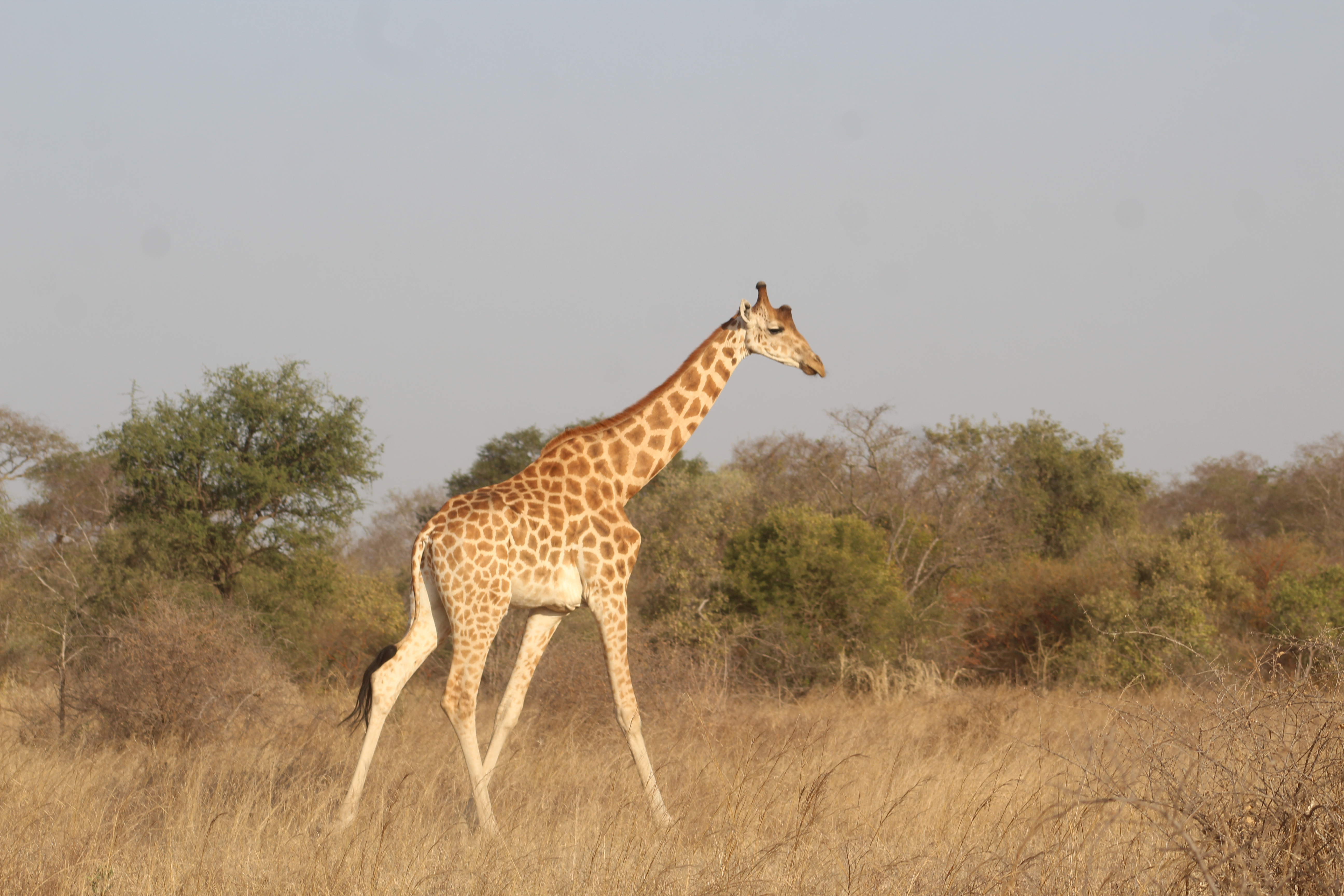
Girafe du parc national de Zakouma.
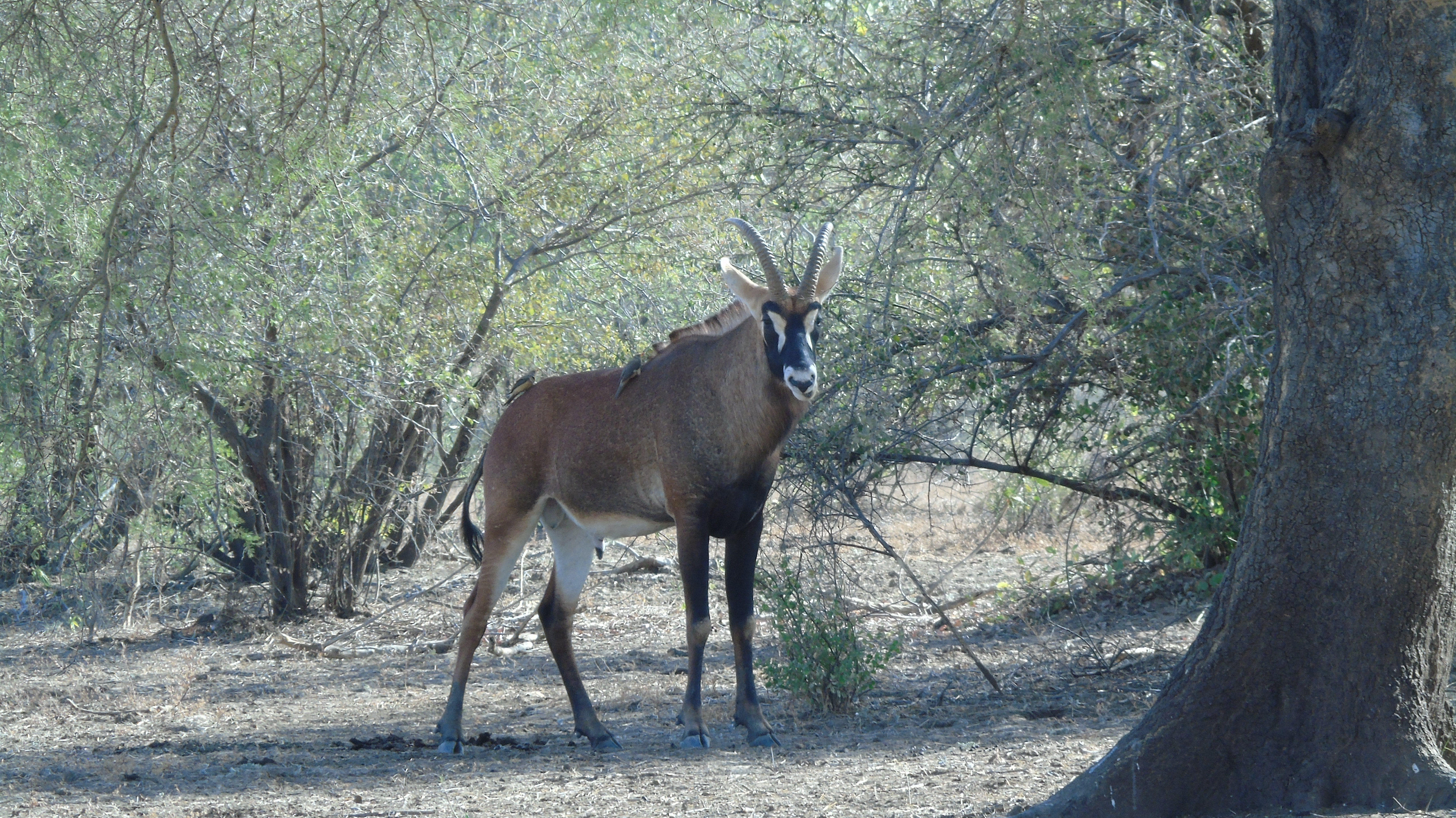
Antilope rouanne, présente sur tout le territoire tchadien.
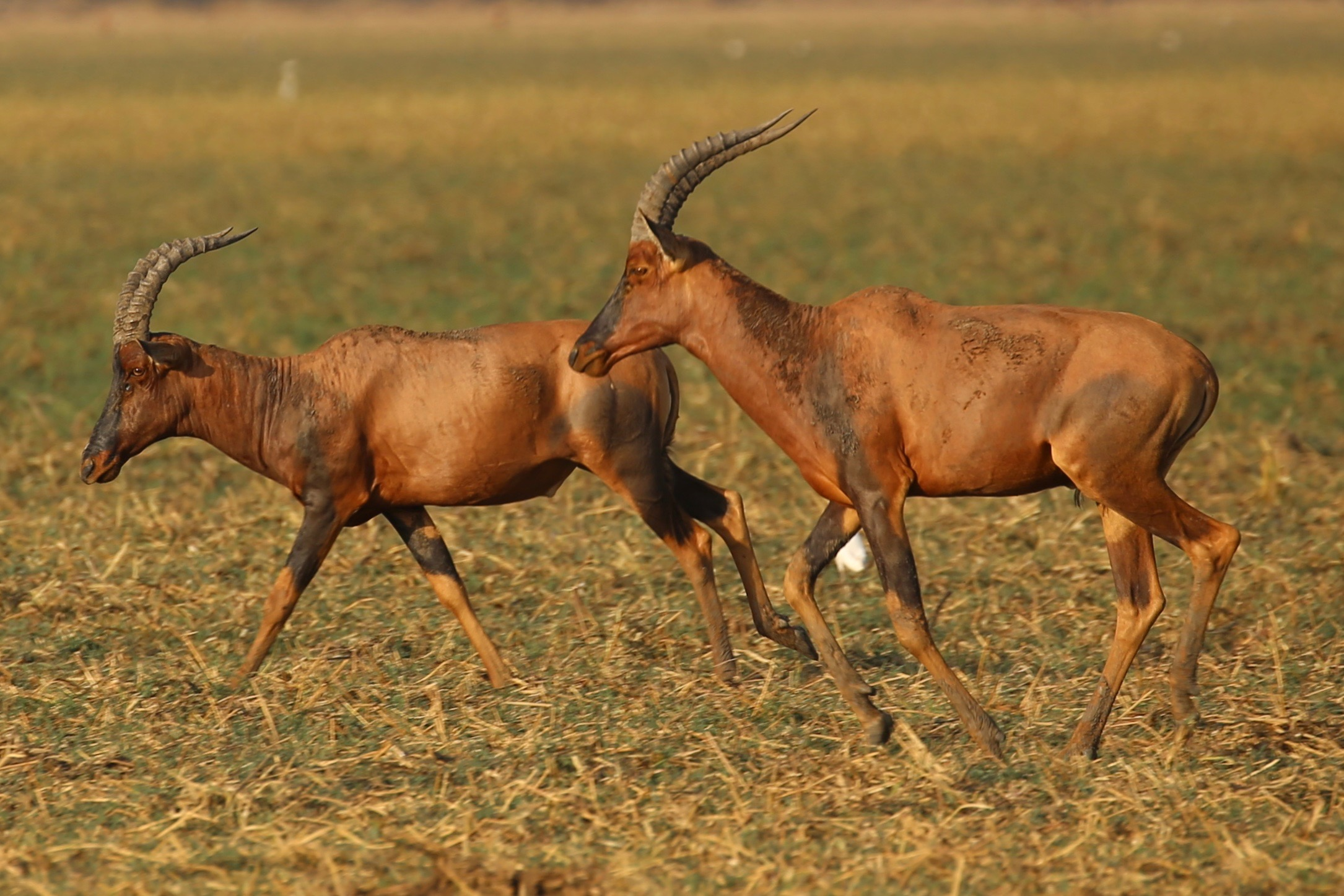
Les tiangs, présents dans les parcs nationaux de Manda et de Zakouma.
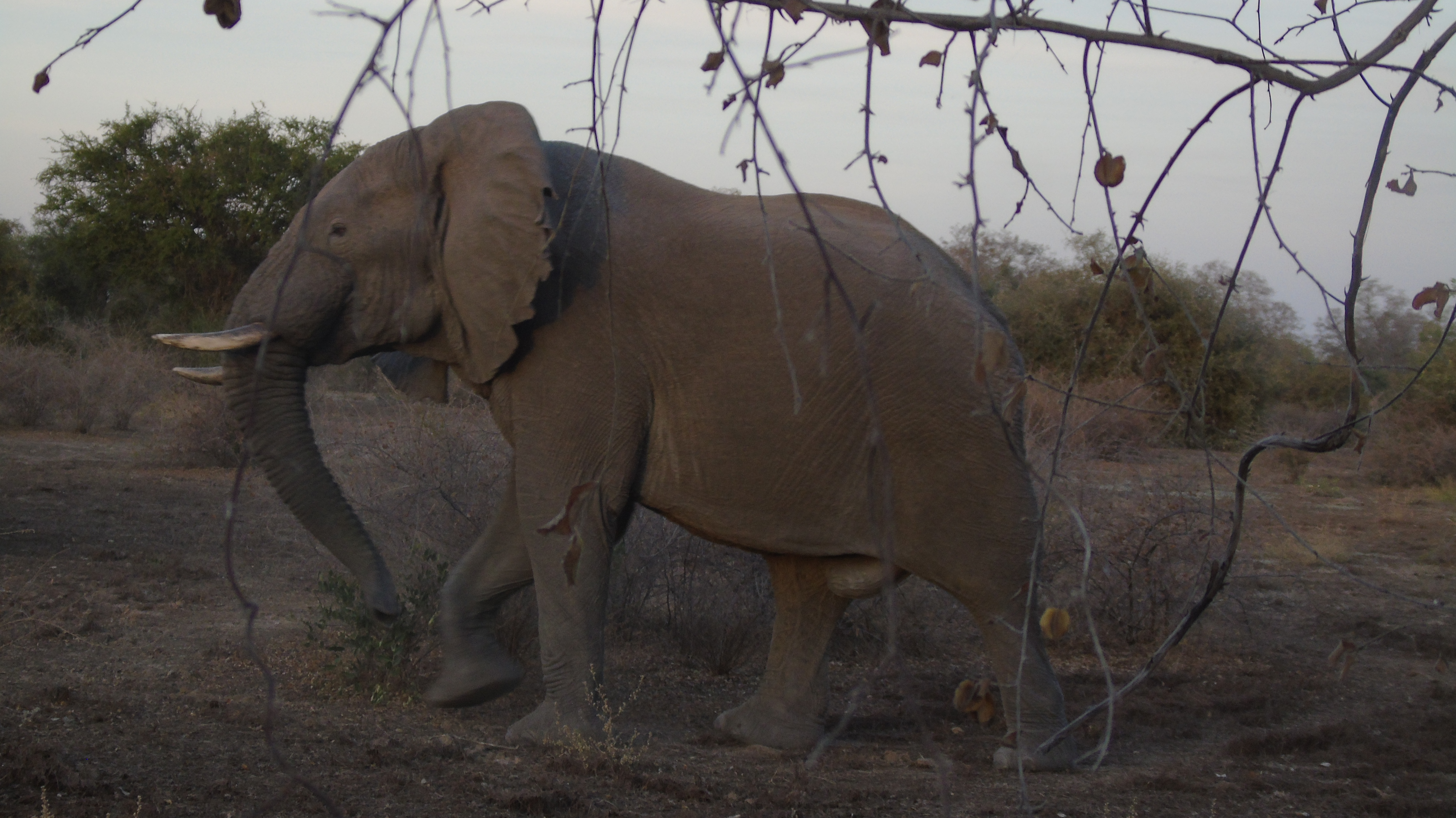
Éléphant du Tchad.

Sur le territoire tchadien, un inventaire scientifique établi en 2013 a référencé 134 espèces de mammifères, 509 espèces d'oiseaux (354 espèces de résidents et 155 migrants) et plus de 1 600 espèces de plantes dans tout le pays. On y trouve des éléphants, des lions, des buffles, des hippopotames, des rhinocéros, des girafes, des antilopes, des léopards, des guépards, des hyènes et de nombreuses espèces de serpents. La plupart des populations de grands carnivores ont considérablement réduit depuis le début du XXe siècle. Le braconnage des éléphants, en particulier dans le Sud, notamment au sein du parc national de Zakouma, est un fléau important. Le petit groupe de crocodiles d'Afrique de l'Ouest survivant dans le plateau de l'Ennedi représente l'une des dernières colonies connues dans le Sahara aujourd'hui.

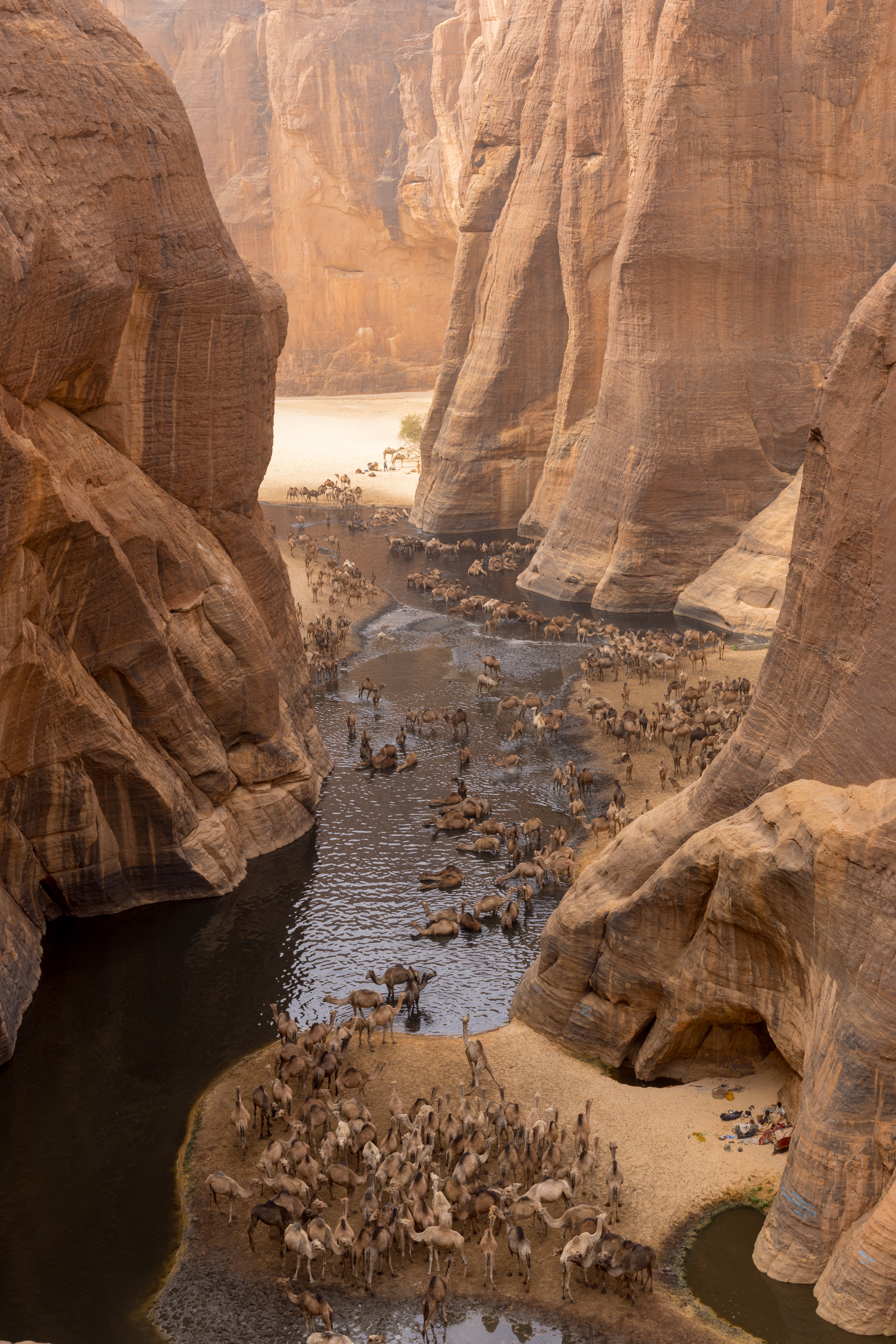
Dromadaires dans l'oasis du Guelta d'Archei au Tchad.

La déforestation intensive et la destruction des espaces naturels ont entraîné la perte d'arbres tels que les acacias, les baobabs, les dattiers et les palmiers. Cela a également causé la perte d'habitat naturel pour de nombreux animaux sauvages. Les populations d'animaux sauvages comme les lions, les léopards et les rhinocéros ont considérablement diminué depuis les années 1980. C'est essentiellement dû à la présence humaine et à ses activités de chasse et d'élevage, qui entrent en contradiction avec l'intérêt de long terme de la préservation des espaces naturels. Des missions de sensibilisation et de formation des populations locales ont été organisées par l'Organisation des Nations Unies pour l'Alimentation et l'Agriculture afin d'associer aux efforts internationaux de développement durable les agriculteurs, les agro-éleveurs et les éleveurs tchadiens présents sur place, notamment au sein du parc national de Zakouma.
Autre menace pesant sur la faune et la flore tchadiennes : la désertification. Dans le cadre de l'effort national de conservation des espaces verts, plus de 2 000 000 arbres ont été replantés pour freiner l'avancée du désert, ce qui a par ailleurs un impact positif sur l'économie locale grâce à l'exploitation des arbres fruitiers et des forêts d'acacias, qui permettent de produire de la gomme arabique.
Le Tchad a également créé le 2 octobre 1989 une réserve de biosphère de 195 000 hectares autour du lac Fitri, qui n'est pas encore reconnue officiellement par l'Unesco.
Le 1er décembre 2015, à l'occasion du sommet « Défi climatique et solutions africaines » en marge de la Conférence de Paris de 2015 sur les changements climatiques (COP 21), Idriss Déby alerte la communauté internationale sur le besoin de financement pour l'avenir du lac Tchad, dont la surface a été divisée par huit depuis 1973 : « La question du lac Tchad est ancienne. À toutes les rencontres sur le climat depuis 20 ans, ce dossier a été évoqué […] depuis Copenhague, Rio et aujourd'hui Paris. Je ne suis pas sûr que, jusqu'à aujourd'hui, nous ayons trouvé des oreilles, tout au moins des actions concrètes. »

## Histoire

### Préhistoire

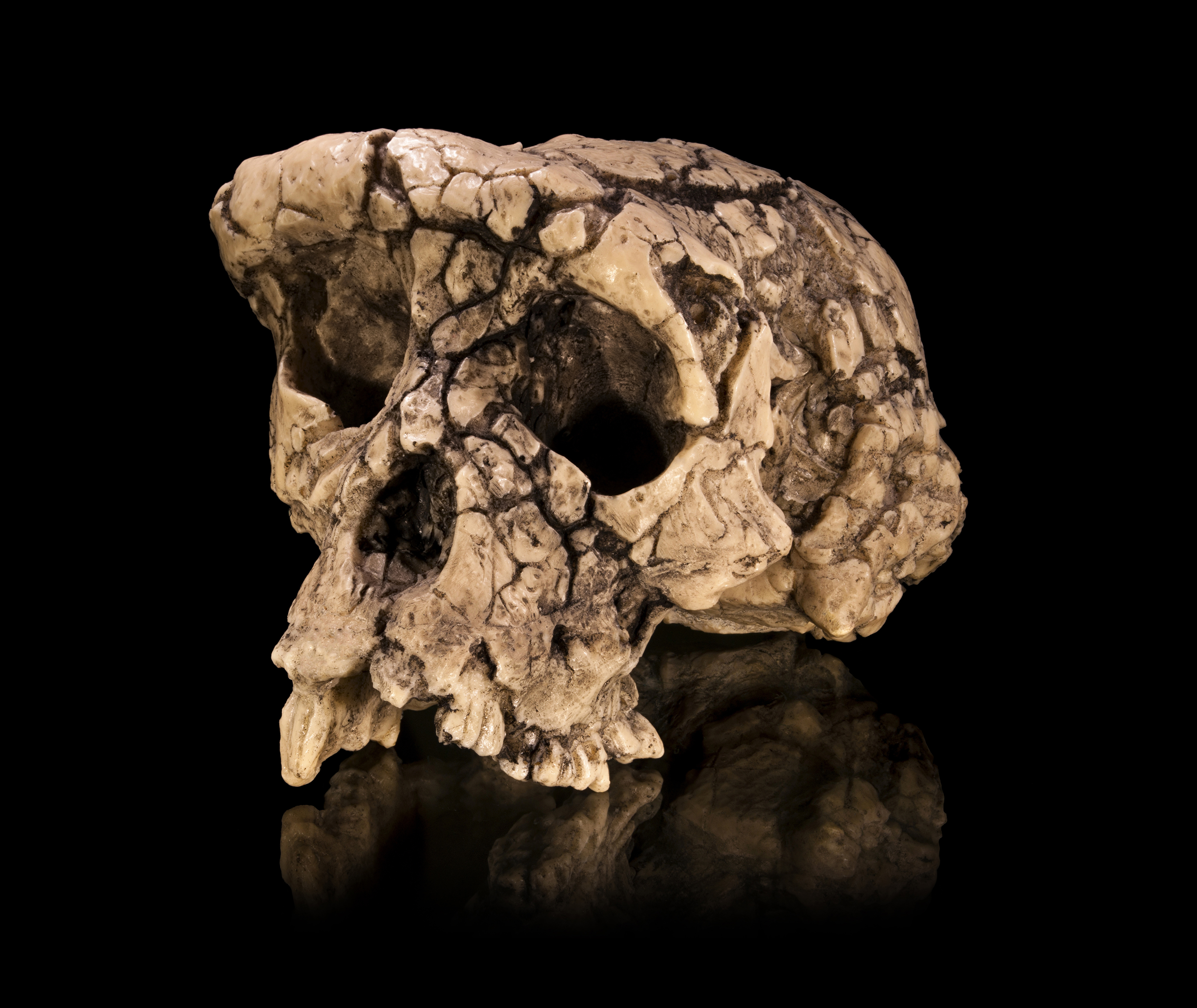
Stéréolithographie du crâne de Toumaï.

On date du VIIe millénaire avant notre ère l'arrivée des premiers hommes sur les terres de l'actuel Tchad.
À la fin des années 1990, de nombreuses expéditions scientifiques ont d'ailleurs mis en évidence des traces préhistoriques d'activités proto-humaines, avec notamment la découverte d'Abel, un fossile d'hominidé qui aurait vécu entre 3,5 et 3 millions d’années avant Jésus-Christ.
C'est aussi au Tchad qu'a été découvert un crâne de primate fossile, surnommé Toumaï, que certains paléoanthropologues considèrent comme l'un des premiers ancêtres de l'espèce humaine.

### Les royaumes traditionnels

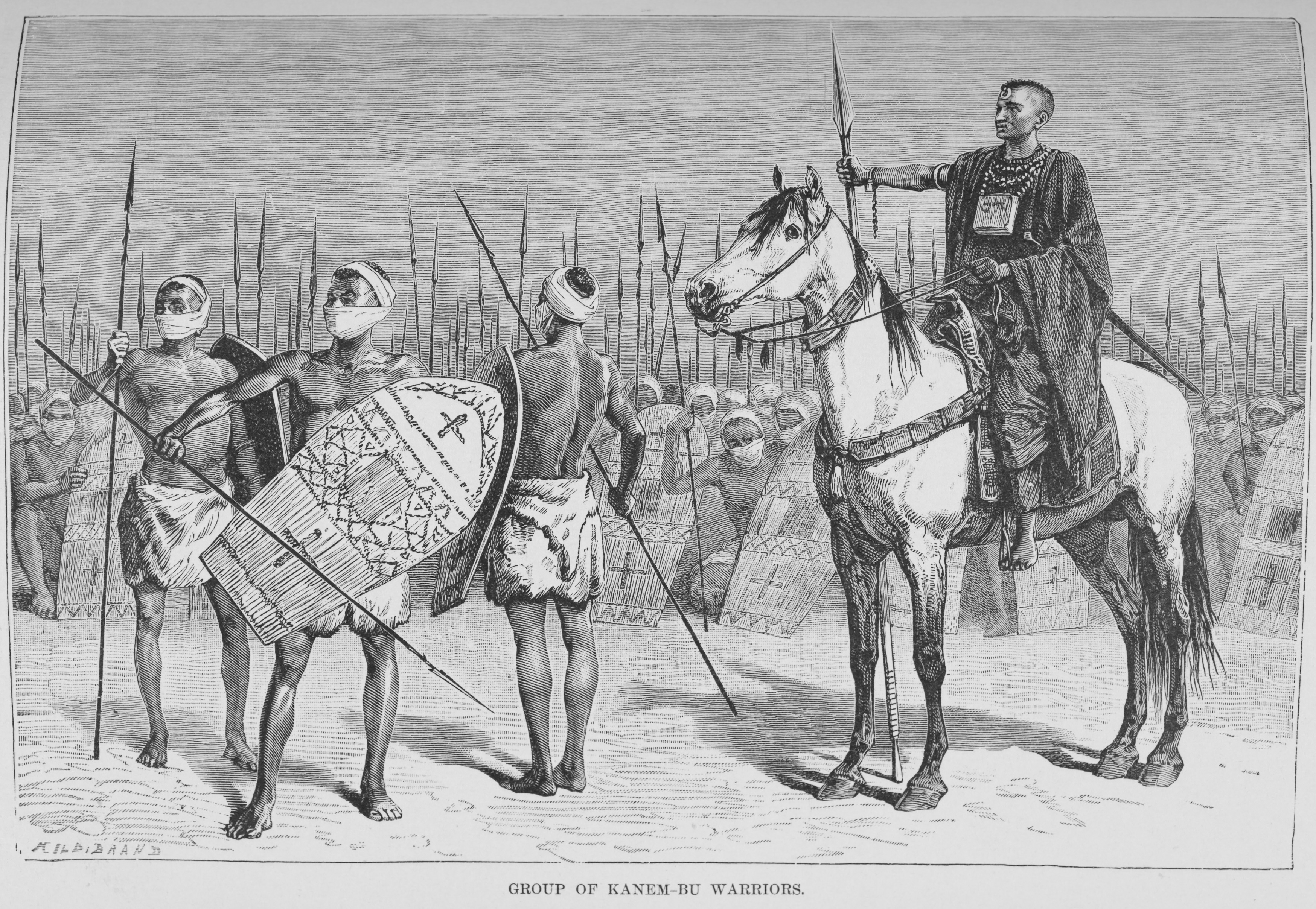
Groupe de guerriers du royaume du Kanem-Bornou, qui contrôlait ce qui est aujourd'hui devenu le Tchad.

Dès le Ier siècle, des expéditions romaines en Afrique subsaharienne amènent Julius Maternus à atteindre le bassin du Tchad, évoquant une région fertile. Il faut attendre 872 ou 873 pour que l'historien et géographe Al-Yaqubi mentionne la présence d'un roi qui coordonne l'exploitation et le commerce des esclaves depuis cette région.
L'empire du Kanem est cité à partir du IXe siècle ; à son apogée, enrichi par le commerce transsaharien, il s'étend au nord jusqu'au Borkou et à Mourzouq dans le Fezzan tandis qu'au sud, la région du Logone est un important centre métallurgique. Al-Bakri décrit au IIe siècle ses habitants comme étant des païens noirs tandis qu'Al Idrissi dresse au XIIe siècle un atlas géographie dans lequel le bassin du Tchad est ponctué de localités dans un paysage fertile.
Au XIIIe siècle, le Kanem est affaibli par des guerres de succession et son centre de gravité se déplace vers le Bornou. Du XVIe au XVIIIe siècle, la puissance bornouane décline, les Sao du Sud, les Touareg de l'Aïr multiplient les raids, seuls les royaumes du Ouaddaï et du Baguirmi conservent une certaine stabilité ; les guerres alimentent la traite esclavagiste transsaharienne vers l'Égypte et la Tripolitaine. Plusieurs petits royaumes se développent au Ouara, chez les Moudang de Léré, chez les Saras, qui résistent à l'expansion de l'empire peul de Sokoto. À la fin du XIXe siècle, Rabah, un chef de guerre venu du Darfour, se taille un royaume dans la région tchadienne et ravage le Bornou et le Baguirmi, amenant ce dernier à se mettre sous la protection du colonisateur français en 1897.
Ces royaumes ont laissé leur empreinte à travers des autorités traditionnelles qui se superposent parfois aux autorités administratives contemporaines. Les chefs traditionnels héréditaires portent généralement le titre de sultan dans le Nord musulman, de mbang ou gong dans le Sud animiste et chrétien ; l'autorité coutumière et religieuse du sultan s'étend sur plusieurs cantons, celle du simple chef sur un seul canton. Parfois contestés, selon les époques et les circonstances, ils peuvent être perçus comme de simples auxiliaires de l'administration ou des figures publiques importantes.

### Colonisation

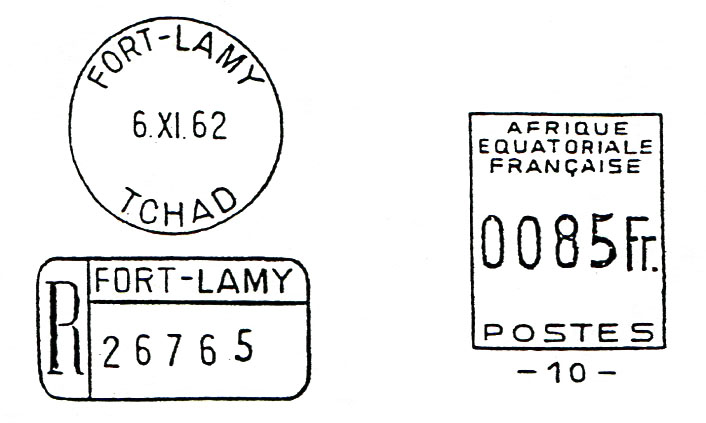
Flamme postale de la ville de Fort-Lamy, aujourd'hui N'Djaména, préfecture du Tchad, un territoire de l'Afrique-Équatoriale française.

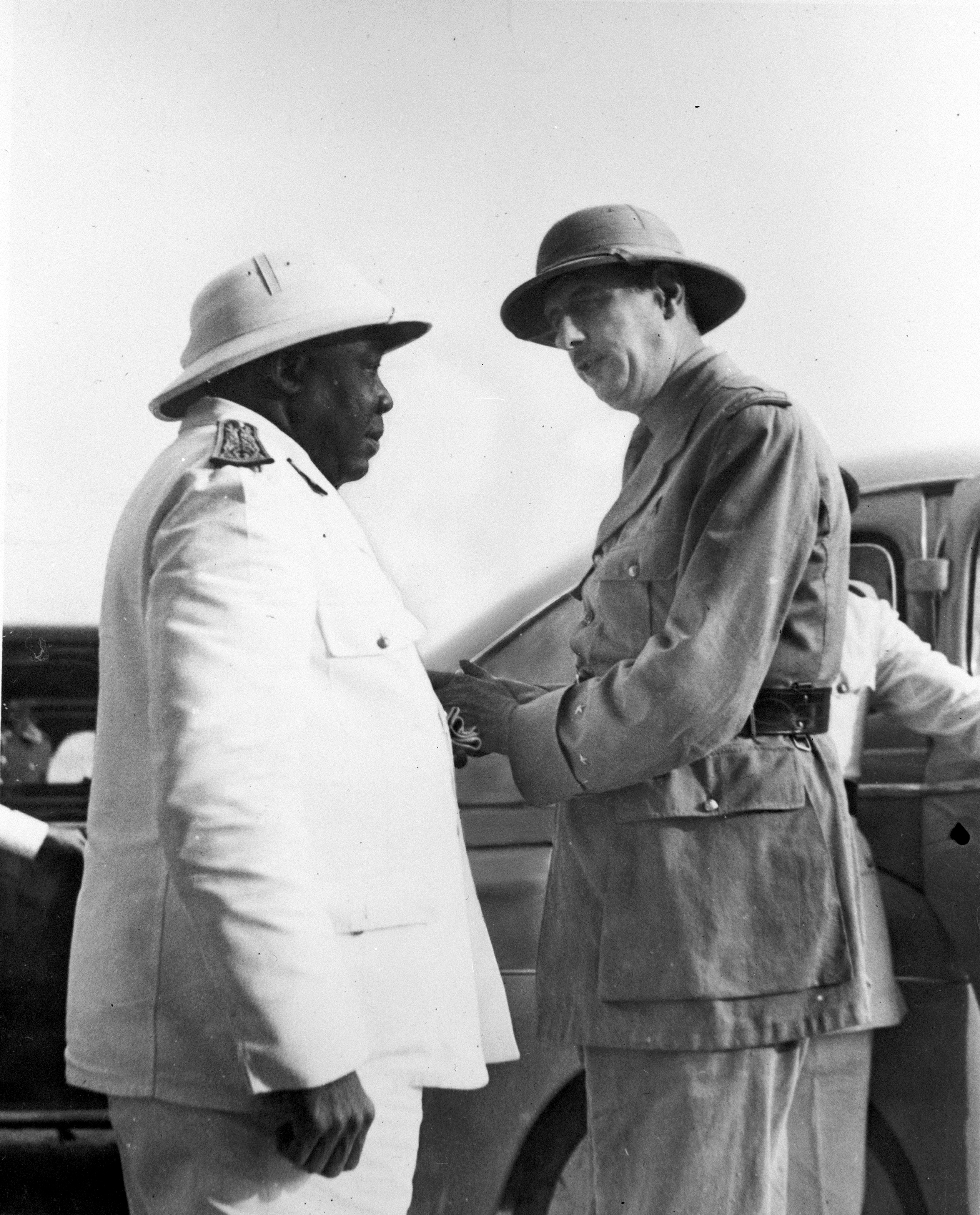
Félix Eboué (gauche), chargé des Territoires du Tchad, et le général de Gaulle (droite).

L'État du Tchad, dans ses frontières actuelles, est une création de la colonisation européenne, ses frontières résultant de négociations entre Français et Allemands dans les années 1880. La domination française ne devient effective qu'à partir de 1897 quand trois colonnes venues d'Afrique du Nord et du Congo français se rejoignent dans la région tchadienne, battent Rabah qui est tué en 1900, puis soumettent le Ouaddaï en 1911. La confrérie musulmane de la Sanousiyya, puissance montante de la périphérie saharienne, est repoussée vers le désert en 1913. Un Territoire Militaire des Pays et Protectorats du Tchad est créé en 1900. En 1920, la France obtenant le contrôle total du territoire, érige le Tchad en colonie dans le cadre de l'Afrique-Équatoriale française (AEF). La particularité de la domination française au Tchad est caractérisée par une absence de politique d'unification du territoire, au sens administratif, et une modernisation relativement lente par rapport aux autres colonies françaises. La France maintient les sultanats et crée de nouvelles chefferies pour encadrer la population dans la culture du coton qui est imposée aux populations du Sud, le travail forcé pour la construction des routes et la conscription pendant les deux guerres mondiales.
Sous l'impulsion du gouverneur Félix Éboué, le Tchad est une des premières colonies françaises à se rallier à la France libre en 1940 et forme l'embryon de l'Afrique française libre. La colonne Leclerc, partie du Tchad, traverse le désert pour combattre les troupes de l'Axe en Libye italienne,.

### Période contemporaine

#### Les débuts de l'indépendance (1946-1979)

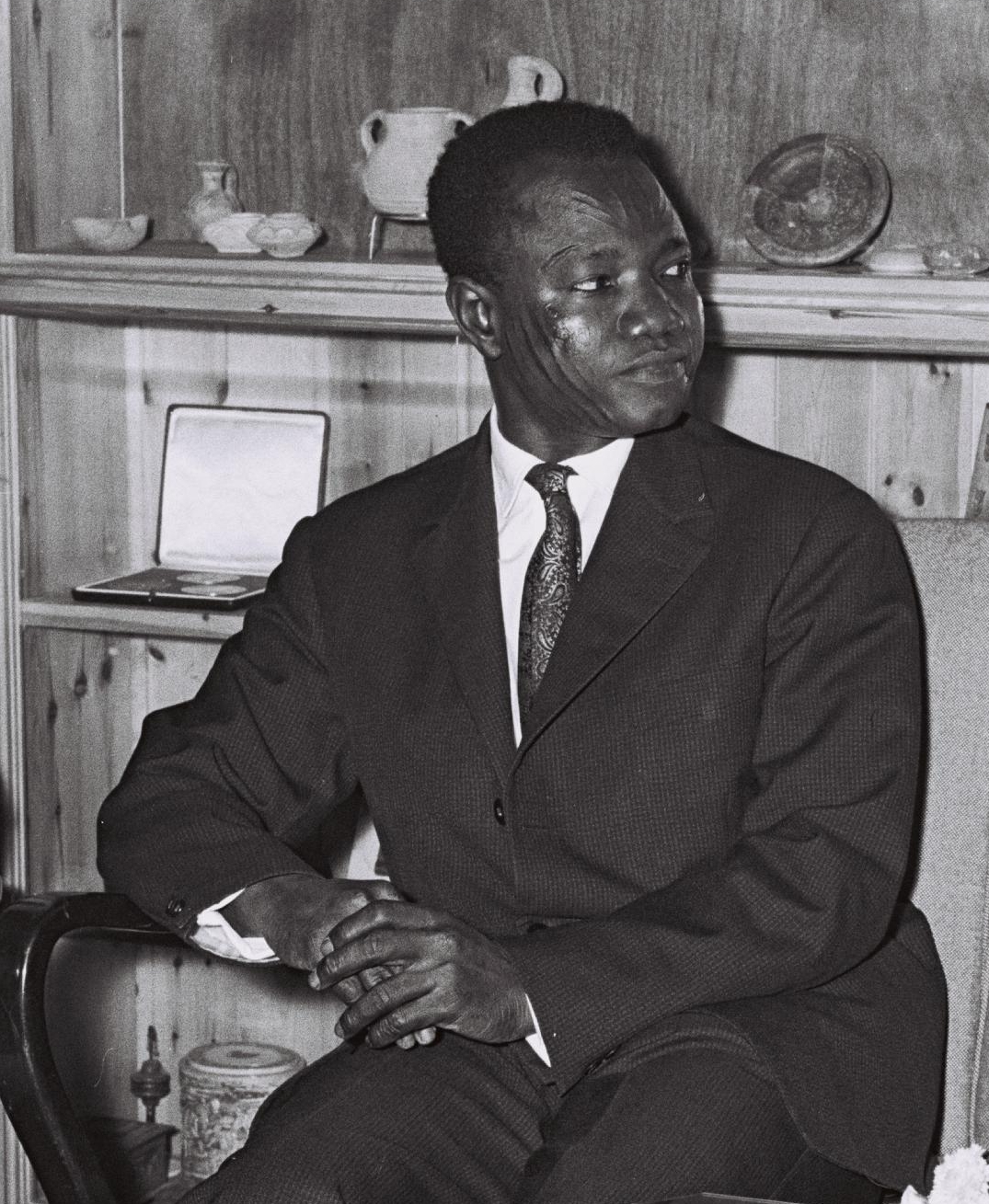
François Tombalbaye, premier président tchadien, en 1959.

Après la Seconde Guerre mondiale, en 1946, la France accorde au Tchad le statut de territoire d'outre-mer et à ses habitants le droit d'élire deux représentants à l'Assemblée nationale, René Malbrant et Gabriel Lisette. Une assemblée locale tchadienne, appelée le Conseil représentatif et rassemblant trente membres élus par les Tchadiens, est également constituée la même année, en parallèle.
Le Tchad devient ensuite une république autonome en 1958. En 1960, elle fait partie de l'éphémère Union des républiques d'Afrique centrale puis accède à l'indépendance le 11 août 1960. François Tombalbaye, chef du PPT, devient le premier président. Deux ans plus tard, Tombalbaye interdit les partis d'opposition et instaure un système de parti unique. L'autocratie et une gestion froide et brutale exacerbent les tensions inter-ethniques. Homme des territoires du sud, issu de l'ethnie Sara, François Tombalbaye doit bientôt faire face à la révolte de peuples du Nord, en majorité musulmans. En 1965, le Front de libération nationale du Tchad, déclenche des manifestations qui se transforment rapidement en guerre civile. Trois ans plus tard, en 1968, faute de calme revenu, le Président sollicite l'aide des troupes françaises mais l'opération Bison (1969-1972) ne peut venir à bout de la rébellion. Tombalbaye est renversé et tué en 1975 mais l'insurrection continue. Le pouvoir échoit au général Félix Malloum, qui doit pourtant rapidement céder sa place à Goukouni Oueddei à la suite de la première bataille de N'Djaména en 1979.

#### Régimes de Goukouni Oueddei et Hissène Habré (1979-1990)

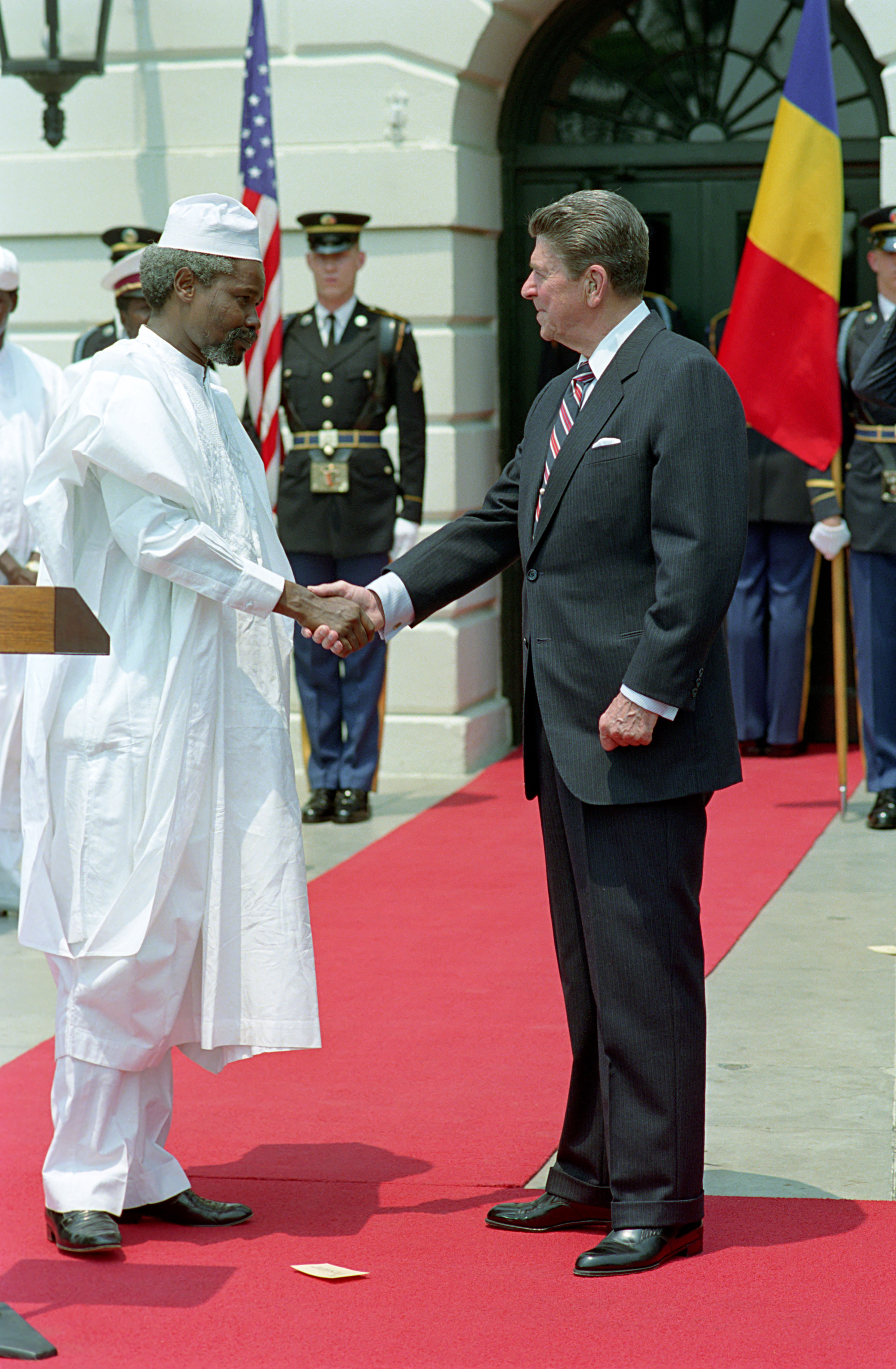
Hissène Habré (gauche), président du Tchad de 1982 à 1990, rencontrant Ronald Reagan (droite), président des États-Unis de 1981 à 1989.

En 1980, les factions rebelles dirigées par Hissène Habré prennent la capitale et l'État tchadien, ses services publics, l'armée, les administrations centrales, s'effondrent. Pourtant, la seconde bataille de N'Djaména permet à Goukouni Oueddei d'évincer son rival, Hissène Habré, avec l'aide décisive du dirigeant libyen Mouammar Kadhafi.
En janvier 1981, le Tchad et la Libye proclament leur fusion. Celle-ci ne sera jamais effective, Goukouni Oueddei choisissant d'y renoncer sous la pression de la France et de États-Unis. Les troupes libyennes se retirent dans le cadre d'un accord conclu avec le gouvernement français. En juin 1982, Goukouni Oueddei est renversé à son tour par Hissène Habré, soutenu par les services de renseignement français et les mercenaires de Bob Denard.
Le nouveau président doit faire appel l'année suivante, en 1983, au soutien des forces françaises (opération Manta) pour l'aider à contenir une nouvelle invasion libyenne et la percée des rebelles de Goukouni Oueddei. En 1987, une contre-offensive des forces tchadiennes et françaises contraint finalement les troupes libyennes à évacuer le pays, à l'exception de la bande d'Aozou qui est restituée au Tchad seulement en 1994.
Dans le cadre de sa présidence, Habré crée une police politique, la Direction de la documentation et de la sécurité (DDS), responsable de milliers d'enlèvements et d'assassinats politiques. Les investigations internationales, qui permettront de poursuivre Hissène Habré pour crimes contre l'humanité, crimes de guerre et actes de torture, permettront d'établir que son régime serait responsable de la mort de plus de 40 000 personnes. Entre 1982 et 1985, les mouvements d'auto-défense créés dans le sud sont ainsi brutalement réprimés. Lors du mois de « septembre noir » de 1984, des villages entiers sont pillés et incendiés. En 1987, une rébellion Hadjaraï est écrasée dans le sang. Hissène Habré n'en conserve pas moins le soutien de Paris jusqu'en 1990 jusqu'à ce qu'il soit renversé par Idriss Déby, l'un de ses généraux, le 1er décembre 1990, avec le soutien de la France. Hissène Habré se réfugie au Sénégal où il sera condamné à l'emprisonnement à perpétuité en 2016.

#### Présidence d'Idriss Déby (1990 - 2021)

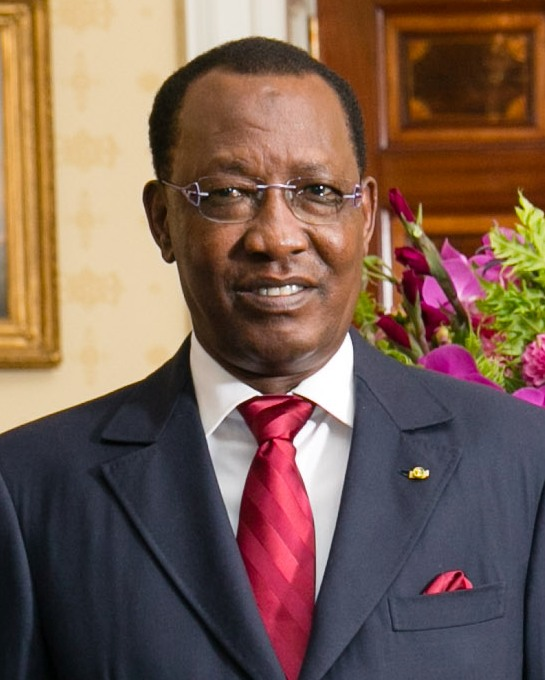
Idriss Déby, président du Tchad entre 1996 et 2021.

Dès sa prise de pouvoir, Idriss Déby cherche à réconcilier les différents groupes rebelles et réintroduit le multipartisme au Tchad. Il fait adopter une nouvelle constitution par référendum et remporte en 1996 l'élection présidentielle.
En 2003, les recherches de gisements pétroliers permettent au Tchad de lancer les premières phases d'exploitation de son sous-sol, entraînant avec elles l'espoir que le Tchad puisse enfin connaître une phase d'essor économique et de développement humain.
Toutefois, alors que le président Déby fait modifier la constitution pour supprimer la limite de deux mandats présidentiels, une guerre civile éclate, contestant cette mainmise sur le pouvoir. Le président réussit à se maintenir au pouvoir et à être réélu, lors d'élections contestées boycottées par l'opposition. Entre 2006 et 2008, les forces d'opposition rebelles tentent plusieurs fois de prendre la capitale par la force, mais échouent systématiquement.
Le 13 avril 2006, des combats éclatent entre les troupes du président de la République et une faction de la rébellion, le Front uni pour le Changement (FUC), dans la périphérie de N'Djaména. Idriss Déby Itno accuse le Soudan, en pleine guerre du Darfour, de soutenir ses adversaires, à l'aube des élections présidentielles. Malgré l’opposition et les appels au boycott, le 3 mai 2006, Idriss Déby Itno est réélu au suffrage universel avec 64,67 % des votes exprimés.
Le 2 février 2008, les rebelles, en provenance du Soudan frontalier, s'emparent de la capitale du Tchad, N'Djaména, à l'exception du palais présidentiel où le président Idriss Déby Itno semble s'être cloîtré. La France décide d'évacuer une partie de ses ressortissants. Le 4 février 2008, le Conseil de sécurité de l'ONU condamne les attaques contre le gouvernement tchadien, dont l'armée rencontre des difficultés à repousser les rebelles. La France, via l'opération Épervier, apporte alors une aide logistique qui permet d'assurer la stabilité régionale au Tchad.
Mais les rebelles mènent une guerre de mouvement dans l'Est du Tchad, afin de faire tomber le gouvernement au pouvoir. Les attaques répétées ont pour conséquence de provoquer en juin 2008 un combat opposant pour la première fois la mission militaire européenne EUFOR et les rebelles au sud d'Abéché, autour de la ville de Goz Beïda. En novembre 2008, dans l'Est du pays, deux véhicules militaires belges sont brûlés, à la suite de tirs provenant d'hélicoptères soudanais.

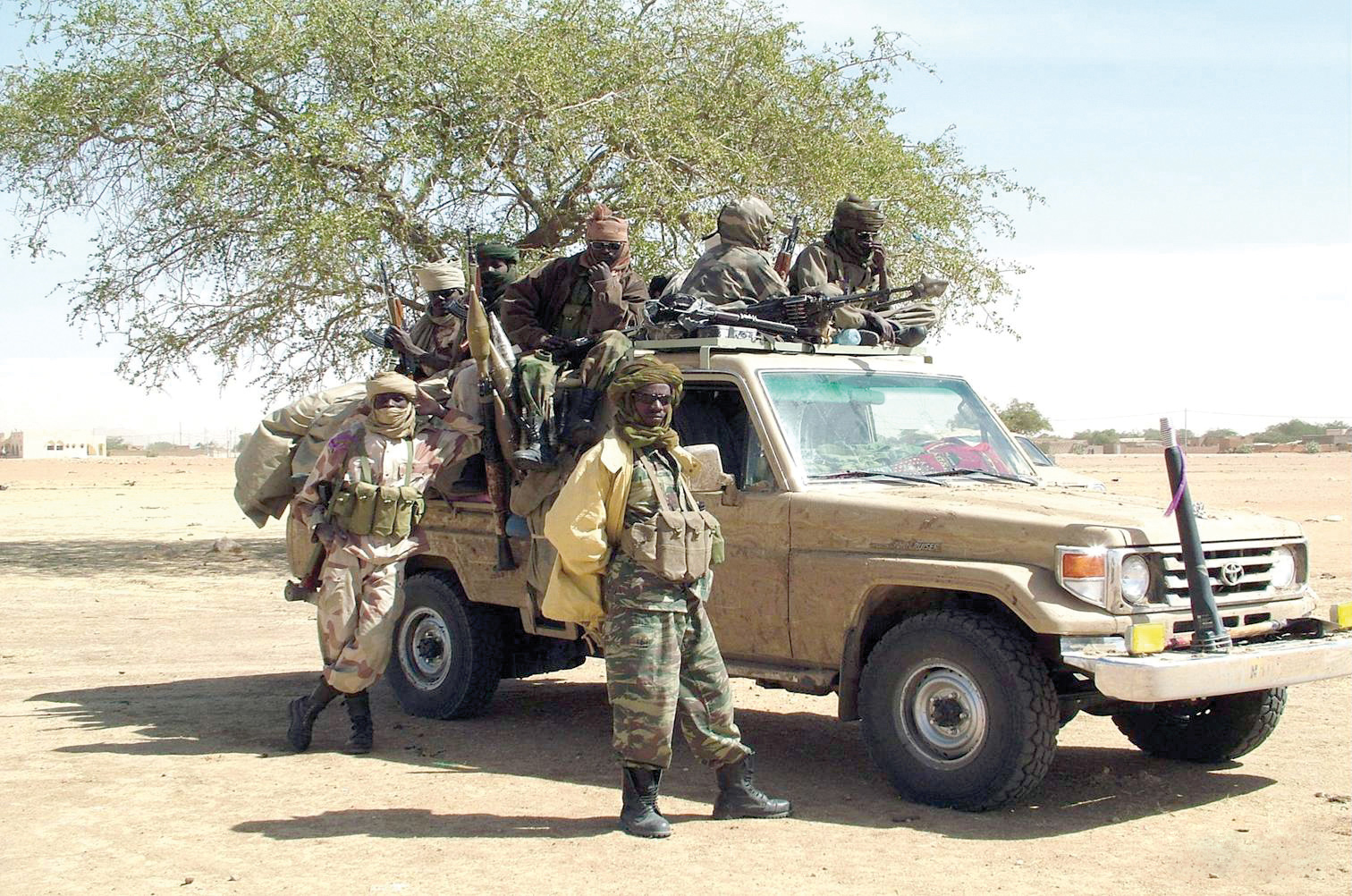
Contingent de la mission militaire EUFOR au Tchad en 2007-2009.

En mai 2009 a lieu une autre offensive de la rébellion partant du Soudan, toujours dans l'objectif de renverser Idriss Déby. Le contingent militaire français de l'opération Épervier est suppléé, entre 2007 et 2009, par la force d'interposition EUFOR, forte de 3 000 soldats, mandatée par l'Union européenne à la demande de la France, en principe neutre mais qui assure un soutien de fait au régime du président Déby,.
Finalement, en 2010, le président soudanais Omar el-Bechir se rend au Tchad pour normaliser les relations entre les deux pays. Le gouvernement du Tchad refuse d'arrêter ce dernier, pourtant visé par des mandats d'arrêt de la Cour pénale internationale émis à son encontre pour crimes de guerre et crimes contre l'humanité au Darfour.
Jusqu'en 2011, le Tchad alimentait un flux migratoire important vers la Libye : on estime qu'au moins 500 000 Tchadiens vivaient dans ce pays en 2006. Les échanges transsahariens assuraient une relative prospérité à des villes frontalières comme Abéché. Cependant, depuis la première guerre civile libyenne en 2011, l'instabilité de ce pays rend ces échanges aléatoires ; la frontière entre la Libye et le Tchad est devenue une zone de non-droit dominée par les contrebandiers et les groupes armés.
Depuis 2015, l'armée tchadienne est engagée dans le conflit contre le groupe djihadiste Boko Haram, répandu dans le Nord du Nigeria et du Cameroun. En représailles, ce groupe a commis plusieurs attaques en territoire tchadien.
Depuis 2016, le Tchad est également confronté à un mouvement insurrectionnel dans le Nord du pays : plusieurs groupes armés d'exilés tchadiens ayant combattu dans la guerre civile libyenne reviennent en force dans leur pays d'origine.

#### Régime de transition de Mahamat Idriss Déby (depuis 2021)
Le 20 avril 2021, un Conseil militaire de Transition dirigé par Mahamat Idriss Déby Itno, alors général de l'armée tchadienne et fils du président Idriss Déby Itno, prend le pouvoir à la suite du décès de ce dernier, tué alors qu'il menait une contre offensive avec l'armée contre le FACT, un groupe armé libyen. Cette prise du pouvoir ne respecte pas la Constitution de la république du Tchad, promulguée le 4 mai 2018, qui est alors suspendue par l'armée, en même temps que l'Assemblée nationale est dissoute.
Au moment de prendre le pouvoir, l'armée promet que des élections libres et démocratiques seront organisées au Tchad sous dix-huit mois, après une période de transition. Une élection présidentielle se déroule en mai 2024 avec la candidature et la victoire du général Mahamat Idriss Déby. L'un des principaux opposants, Yaya Dillo Djérou, est abattu pendant la campagne par l'armée et la victoire de Mahamat Idriss Déby est contestée par son principal rival Succès Masra.

## Politique et administration
Le Tchad dispose d'un gouvernement d'union nationale de transition, formé le 14 octobre 2022. Il dispose de l'administration, conduit et exécute la politique de la Nation définie par le Conseil des ministres. Le gouvernement d'union nationale de Transition a pour mission d'assurer l'exécution des lois, de veiller au bon fonctionnement des services publics, et à la bonne gestion des finances publiques, du domaine de l'État, des entreprises et des organismes publics,

### Organisation des pouvoirs
Le Tchad est une république. Sa constitution prévoit un pouvoir exécutif fort dirigé par un président de la République qui domine le système politique. Ce dernier a le pouvoir de nommer le Premier ministre. Il exerce une influence considérable sur les nominations des généraux, des magistrats, des préfets et des chefs des entreprises para-étatiques du Tchad. En cas de menace grave et immédiate, le président de la République, en accord avec l'Assemblée nationale, peut déclarer l'état d'urgence. Il est élu directement par vote populaire pour un mandat de cinq ans. En 2005, les limites constitutionnelles des mandats ont été supprimées, permettant au président de la République de rester au pouvoir au-delà de la limite précédente de deux mandats.
Le système juridique du Tchad est basé sur le droit civil français et le droit coutumier tchadien lorsque ce dernier n'interfère pas avec l'ordre public ou les droits constitutionnels des citoyens. Malgré la garantie de l'indépendance de la justice par la constitution, le président de la République nomme la plupart des principaux responsables judiciaires. La Cour suprême est composée d'un président, nommé par le président de la République, et de 15 conseillers, nommés à vie par le président de la République et l'Assemblée nationale. La Cour constitutionnelle est dirigée par neuf juges élus pour un mandat de neuf ans. Elle a le pouvoir de réviser les lois, les traités et les accords internationaux avant leur adoption.
L'Assemblée nationale élabore les lois. Elle est composée de 155 députés élus pour quatre ans et tient des sessions régulières deux fois par an, en mars et en octobre. Elle est présidée par Haroun Kabadi depuis le 23 juin 2011. Des sessions spéciales peuvent également se tenir sur convocation du Premier ministre. Les députés élisent un président de l'Assemblée nationale tous les deux ans. L'Assemblée doit approuver le plan de gouvernement du Premier ministre et peut forcer ce dernier à démissionner par un vote majoritaire de défiance. Toutefois, si l'Assemblée nationale rejette le programme de l'exécutif deux fois en un an, le président de la République peut dissoudre l'Assemblée et demander de nouvelles élections législatives.

### Vie politique récente (années 1990 à 2020)

Logo du Mouvement patriotique du salut, le parti majoritaire au pouvoir au Tchad de 1990 à 2021.

À la suite de la prise de pouvoir d'Idriss Déby Itno en décembre 1990, des élections présidentielles sont organisées en 1996 et 2001. Un référendum est organisé le 6 juin 2005 pour modifier la Constitution de 1996 sur plusieurs aspects préalablement votés par l'Assemblée nationale le 23 mai 2004. L'élément le plus important est la modification de l'article 61 qui met fin à la limitation des mandats. Désormais, le président de la République peut se représenter plus de deux fois.
À l'issue de la guerre civile tchadienne de 2005-2010, sans surprise, le 25 avril 2011, Idriss Déby Itno est réélu pour un quatrième mandat dès le premier tour de l'élection présidentielle avec près de 88,7 % des voix, face au ministre Albert Pahimi Padacké (6 %) et l'opposant Nadji Madou (5,3 %). Cette année-là a lieu la dernière élection législative à ce jour[Quand ?], remportée par le Mouvement patriotique du salut (MPS), qui détient depuis une large majorité des sièges de l'Assemblée tchadienne.

Composition de l'Assemblée nationale du Tchad à la suite des dernières élections législatives de 2011, dominée par le parti présidentiel, le Mouvement patriotique du salut.

En février 2016, Idriss Déby Itno, candidat à sa succession, est à nouveau investi par son parti, le MPS, et promet d’instaurer de nouveau une limitation des mandats à la présidence de la République, déclarant que « la réintroduction du principe de limitation de mandats présidentiels dans la Constitution doit être posée, car il y va de la vitalité de notre jeune démocratie ». Idriss Déby Itno est réélu le 10 avril 2016, pour un cinquième mandat consécutif, malgré les contestations de l'opposition.
Idriss Déby Itno est ensuite réélu pour un sixième mandat le 20 avril 2021 avec près de 80 % des voix. Face à lui, trois des neuf candidats en lice avaient décidé de se retirer en appelant au boycott du scrutin. Mais Idriss Déby Itno meurt de ses blessures, quelques heures seulement après sa réélection, à la suite d'affrontements dans le Nord du pays entre l'armée tchadienne et les rebelles du Front pour l'alternance et la concorde au Tchad (FACT), un groupe politico-militaire basé en Libye, fondé en 2016 et composé principalement de membres de l'ethnie Gorane, à laquelle appartient l'ancien président de la République Hissène Habré.
La mort du président tchadien a entraîné la dissolution de l'Assemblée nationale et du gouvernement, ainsi que le remplacement de la direction nationale par un conseil militaire de transition composé d'officiers militaires et dirigé par son fils le général Mahamat Idriss Déby. Le conseil militaire déclare que des élections seront organisées à la fin d'une période de transition de 18 mois, soit à l’automne 2022.
Aucune élection législative n'a plus été organisée depuis 2011, les suivantes ayant en effet été repoussées à plusieurs reprises, pour différentes raisons telles que la menace djihadiste ou la pandémie de coronavirus depuis 2019. Le renouvellement de l'Assemblée nationale aurait finalement dû se tenir le 24 octobre 2021 mais le décès d'Idriss Déby Itno a bouleversé le calendrier.

### Politique étrangère et stabilité régionale
La politique étrangère du Tchad est marquée par les enjeux sécuritaires et par son lien avec la France, qui a conquis le pays en 1900 avant qu'il ne devienne une colonie française en 1920. Le Tchad devient indépendant en 1960, mais la coopération entre les deux gouvernements français et tchadien reste importante. La France soutient Idriss Déby Itno lors de son élection en 1990 et intervient militairement à de nombreuses reprises. À la mort de ce dernier, l'Élysée s'attriste de la perte d'un « ami courageux » tout en soulignant l'importance d'une « transition pacifique » au Tchad et son « ferme attachement à la stabilité et à l'intégrité territoriale » du pays.
Le Tchad est en outre membre-fondateur de l'Union africaine, membre de la Communauté économique des États de l'Afrique centrale et de l'Organisation de la coopération islamique.
En 1999, le Tchad s'engage dans la deuxième guerre du Congo, en soutenant le gouvernement de Kinshasa. Plusieurs milliers de soldats sont envoyés par Idriss Déby soutenir les troupes de Kabila.
Le Tchad a été élu membre non permanent du Conseil de sécurité des Nations unies de 2014 à 2016. Pour les Occidentaux, il constitue un rempart et un allié stratégique dans le combat contre le djihadisme. Son armée aguerrie maintient un certain ordre sur les frontières de pays faillis comme la Libye, le Soudan et la République centrafricaine et participe aux opérations en Afrique sahélienne aux côtés des militaires français de l'opération Serval et de l'opération Barkhane. Avec la Mauritanie, le Mali, le Niger et le Burkina Faso, le Tchad est également membre du G5-Sahel dont le but est de lutter contre les groupes armés djihadistes présents dans la région.
Le 25 novembre 2018, le président Déby se rend en Israël, visite d'État rendue à N'Djaména par le Premier ministre israélien le 20 janvier 2019 en vue du rétablissement des relations diplomatiques entre les deux pays, rompues officiellement en 1972, quoique la coopération mutuelle n'ait jamais cessé.
Sur les sujets liés à la sécurité de l'État tchadien, faisant de la lutte contre le terrorisme un axe fort de son engagement politique, le président Idriss Déby débloque 4,57 millions d'euros en 2015 pour venir en aide à la région du lac Tchad, cibles de certains groupes terroristes comme celui de Boko Haram. Toujours dans ce même objectif, Idriss Déby augmente la participation du Tchad à la Force multinationale mixte (MNJTF), une force armée composée du Niger, du Nigeria, du Bénin et du Cameroun. En 2020, l'armée tchadienne assure avoir infligé de lourdes pertes au groupe djihadiste.
Depuis 2023, la guerre au Soudan entre les milices des Forces de soutien rapide et l'armée soudanaise entraîne l'arrivée au Tchad de plus de 600 000 Soudanais (chiffre de mai 2024) fuyant les combats.
Le 28 novembre 2024, quelques heures après la fin de la visite au Tchad du ministre des affaires étrangères français, Jean-Noël Barrot, le gouvernement tchadien a déclaré « mettre fin à l’accord de coopération en matière de défense signé avec la République française ».

### Droits de l'homme
Selon les pays occidentaux et les organisations non gouvernementales, les droits de l'homme au Tchad sont considérés comme étant fréquemment bafoués.
Ainsi, parmi les problèmes importants en matière de droits de l'homme, le bureau de la démocratie, des droits de l'homme et du travail du département d'État américain évoque en 2021 :
- des exécutions illégales ou arbitraires ;
- des exécutions extrajudiciaires commises par le gouvernement ou en son nom ;
- des disparitions forcées commises par le gouvernement ou en son nom ;
- des tortures et des cas de traitements ou de peines cruels, inhumains ou dégradants commis par le gouvernement ou en son nom ;
- des conditions de détention dures et dangereuses pour la vie ;
- des arrestations ou des détentions arbitraires ;
- l'existence de prisonniers ou de détenus politiques ;
- de graves problèmes d'indépendance du pouvoir judiciaire, d'ingérence arbitraire ou illégale dans la vie privée ;
- la censure ainsi que de sérieuses restrictions à la liberté d'expression et des médias, notamment des violences ou des menaces de violence ;
- des arrestations ou des poursuites injustifiées à l'encontre de journalistes ;
- de sérieuses restrictions à la liberté d'Internet ;
- des interférences substantielles avec la liberté de réunion pacifique et la liberté d'association, notamment des lois trop restrictives sur l'organisation, le financement ou le fonctionnement des organisations non gouvernementales et de la société civile ;
- l'incapacité des citoyens à changer pacifiquement de gouvernement par le biais d'élections libres et équitables ;
- des restrictions graves et déraisonnables à la participation politique ;
- une grave corruption du gouvernement ;
- l'absence d'enquête et de responsabilité en matière de violence fondée sur le genre, y compris, mais sans s'y limiter, la violence domestique ou entre partenaires intimes, la violence sexuelle, les mariages d'enfants, précoces et forcés, les mutilations génitales féminines et autres pratiques néfastes ;
- la traite des personnes, l'esclavage ;
- les crimes impliquant des violences ou des menaces de violence à l'encontre de membres de groupes ethniques minoritaires ;
- les crimes impliquant des violences ou des menaces de violence à l'encontre de personnes lesbiennes, gays, bisexuelles, transgenres, queers ou intersexuées ;
- et l'existence ou l'utilisation de lois criminalisant les relations sexuelles entre adultes consentants de même sexe.

Le rapport du département d'État américain ajoute, que selon des informations qu'il a en sa possession, les autorités tchadiennes cherchent néanmoins à lutter contre l'impunité généralisée en poursuivant ou en sanctionnant certains responsables gouvernementaux ayant commis des atteintes aux droits humains ou participé à des actes de corruption.
De son côté, Amnesty International explique en 2021 que la répression des détracteurs du gouvernement se poursuit. D'après l'ONG, les autorités tchadiennes détiennent arbitrairement des défenseurs des droits humains et des militants de la société civile, et violent le droit à la liberté d'expression. Ces dernières interdisent également certaines manifestations et les forces de sécurité font un usage excessif de la force contre des manifestants pacifiques défiant l'interdiction. Les femmes et les filles continuent à subir violences et discriminations. Enfin, une grande partie de la population a un accès très limité à l'alimentation et aux soins de santé.
Transparency International classe le Tchad dans les 20 pays les plus corrompus au monde. Ainsi, parmi les 180 pays concernés par le rapport de l'ONG qui établit un indice annuel de perception de la corruption, le Tchad occupe le 160e rang en 2020. Le pays est également qualifié de « non libre » dans l'étude annuelle de Freedom House sur les droits politiques et les libertés civiles dans le monde. L'étude de l'ONG attribue au Tchad une note de 1/40 pour les droits politiques et de 14/60 pour les libertés civiles, soit un total de 15/100 (contre 17/100 en 2021).

### Administration territoriale

Régions du Tchad.

En 2002, le Tchad est divisé en 18 régions administratives. Le 19 février 2008, le nombre des régions est porté à 22, puis, le 4 septembre 2012 à 23 :
- Batha ;
- Chari-Baguirmi ;
- Hadjer-Lamis ;
- Wadi Fira ;
- Barh el Gazel ;
- Borkou ;
- Ennedi Est ;
- Ennedi Ouest ;
- Guéra ;
- Kanem ;
- Lac ;
- Logone Occidental ;
- Logone Oriental ;
- Mandoul ;
- Mayo-Kebbi Est ;
- Mayo-Kebbi Ouest ;
- Moyen-Chari ;
- Ouaddaï ;
- Salamat ;
- Sila ;
- Tandjilé ;
- Tibesti ;
- N'Djaména.

En fin d'année 2017, le Tchad entame une réforme institutionnelle mettant en place une nouvelle organisation administrative du territoire. À cette occasion, le nombre de régions a été réduit à 12 en septembre 2017. Les régions sont divisées en départements, soit 61 départements sur tout le territoire tchadien, administrés par un préfet, eux-mêmes subdivisés en sous-préfectures. Au plus petit niveau se trouvent les cantons. Chaque entité territoriale est dirigée par une assemblée élue, mais aucune élection n'a encore eu lieu pour installer ces assemblées locales. Ces unités administratives ont été pensées pour être des relais de l'État à un niveau local.
La ville de N'Djaména, qui a un statut spécial étant la capitale du pays, est divisée en 10 arrondissements.
Le 10 août 2018, l'État tchadien publie une nouvelle ordonnance portant création des unités administratives et des collectivités autonomes, qui découpe le territoire national en 23 provinces, 107 départements et 377 communes. Les noms des anciennes régions restent identiques mais on les nomme désormais « provinces ».
La dernière réforme majeure date du 4 juillet 2024 et fait l'objet de l'ordonnance n° 001/PR/2024 qui restructure les unités administratives. Selon cette ordonnance, le Tchad est divisé en 23 provinces, 120 départements et 454 sous-préfectures.

### Symboles républicains

#### Drapeau

Écusson de l'équipe nationale tchadienne de football, aux couleurs nationales bleu, jaune et rouge.

Le drapeau du Tchad est un drapeau tricolore, aux trois couleurs nationales : bleu, or et rouge.
Historiquement, on doit au dernier gouverneur de la colonie française du Territoire du Tchad l'origine de ce drapeau, dont les couleurs rappellent, pour le bleu, le lac Tchad, pour l'or, le soleil et le sable, et pour le rouge, le symbole du sacrifice national. On reconnaît par ailleurs le drapeau français, dont le blanc a été remplacé par le jaune, couleur du Sahara, qui occupe une très grande partie du territoire tchadien. Le drapeau est adopté le 6 novembre 1959 . Il ne faut pas le confondre avec celui de la Roumanie ou celui d'Andorre, très proches, mais dont les teintes sont légèrement différentes.

#### Devise nationale
La devise nationale du Tchad est « Unité, Travail, Progrès ». Elle est identique à celle du Burundi et de la république du Congo. Elle est définie à l'article 8 de la Constitution de 2018.

#### Hymne national
L'hymne national du Tchad est La Tchadienne. Il s'agit d'un hymne écrit par Louis Gidrol, un père jésuite tchadien, et Paul Villard, physicien français, dont les travaux ont permis de mieux comprendre la radioactivité. L'hymne est composé de quatre couplets, tous suivis par un refrain. Habituellement, seul le premier couplet est chanté, suivi du refrain.

#### Armoiries

Armoiries du Tchad.

À partir de 1870, les armoiries du Tchad sont adoptées, représentant une chèvre et un lion d'or qui portent un chevron aux couleurs du drapeau du Tchad (bleu, or et rouge). Les deux animaux sont une représentation symbolique des deux parties du pays : au Nord, la montagne et la chèvre, au Sud, le lion et les grandes plaines. L'écu est dominé par un soleil rouge levant. Les lignes d'eau, bleu profond, représentent le lac Tchad. Les armoiries du Tchad sont reprises sur tous les documents officiels et les titres sécurisés, notamment sur les passeports tchadiens.

#### Ordre national du Tchad
L'Ordre national du Tchad, dont les insignes sont aux couleurs nationales, est la plus haute décoration nationale tchadienne. Elle a été créée par l'ancien président, François Tombalbaye, et récompense de manière honorifique les services émérites rendus à la nation. Inspiré de l'ordre national de la Légion d'honneur français, il comprend les grades de chevalier, d'officier et de commandeur, ainsi que deux dignités, celle de grand officier et celle de grand-croix.

## Population et société

### Démographie

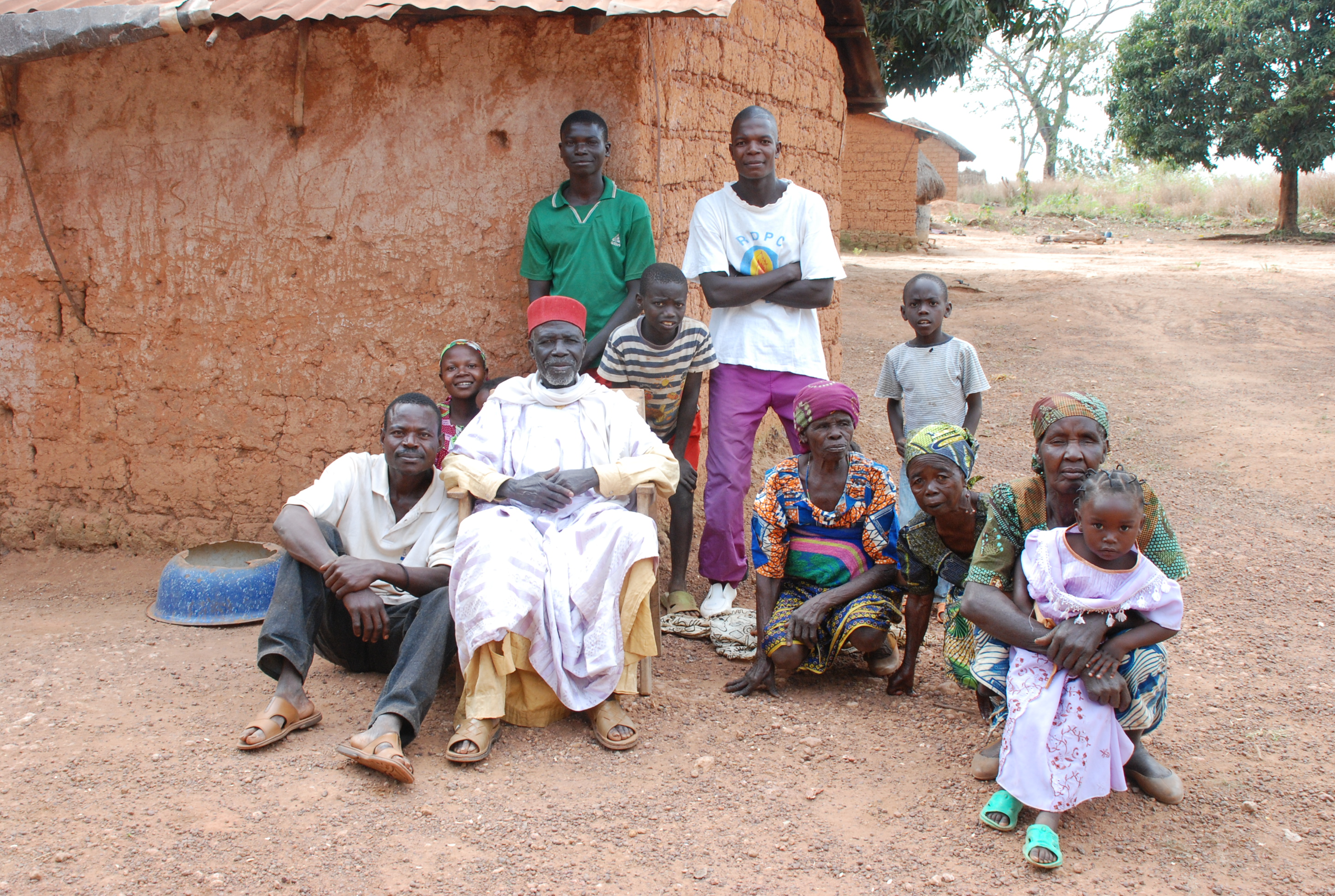
Famille tchadienne.

En 2021, la population totale du Tchad est estimée à 16 818 391 habitants, soit une croissance démographique de 3,53 % par an.
La population est jeune puisqu'en 2020 presque la moitié des habitants du pays a moins de 14 ans, ces derniers représentant 46,49 % de la population totale. Les 15-64 ans représentent un peu plus de la moitié de la population totale (51,01 % en 2020) et les plus de 65 ans sont peu nombreux (seulement 2,50 % de la population totale en 2020).
L'espérance de vie à la naissance est de seulement 54 ans en 2019, mais elle ne cesse de progresser puisqu'elle est de 38 ans en 1960, de 48 ans en 2000 et de 57,5 ans en 2018.
En 2019, on dénombre 41,66 naissances pour 1 000 habitants, soit un taux de natalité de 41,66 ‰. C'est en 1995 que ce taux est le plus élevé avec 51,41 ‰, contre 45,75 ‰ en 1960. Le taux de mortalité est pour sa part estimé à 11,91 ‰, soit 11,91 décès pour 1 000 habitants, contre 18,39 ‰ en 1995 et 26,54 ‰ en 1960 (le taux le plus élevé enregistré). On dénombre 5,65 enfants par femme en 2019. C'est en 1996 que l'indice de fécondité est le plus élevé (7,43). Le taux de mortalité infantile est important avec un total de 67,40 décès pour 1 000 naissances en 2020, mais c'est toutefois le taux le plus bas comptabilisé depuis 1972 (on dénombre cette année-là près de 130 décès pour 1 000 naissances).

### Densité

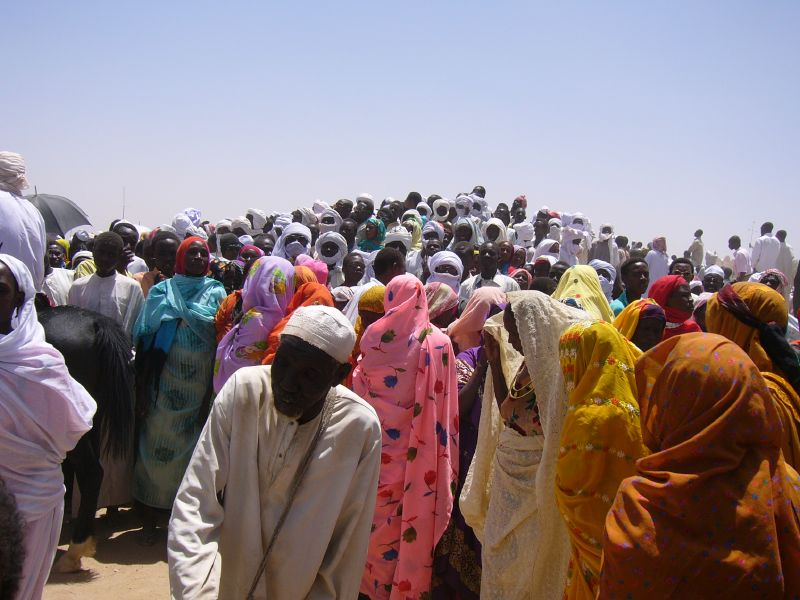
Population au Tchad en 2005.

La densité de population au Tchad est de 13,04 personnes par km2 en 2020. Cependant, la population est inégalement répartie. Selon le recensement du pays daté de 2009 , la densité est d'environ 1 habitant au km2 dans la région saharienne du Borkou-Ennedi-Tibesti, dans la moitié nord du pays, mais de presque 40 dans le Sud avec plus de 95 habitants au km2 dans la région du Logone Occidental .
En effet, étant donné que la répartition de la population du pays dépend en grande partie des conditions climatiques, on peut séparer le Tchad en trois zones, que l'on peut qualifier de zones géoclimatiques. Ainsi, dans la région saharienne du Borkou-Ennedi-Tibesti, grande comme la France métropolitaine et représentant presque la moitié de la superficie du Tchad, il ne pleut quasiment pas. Les activités agricoles étant limitées, seule 5 % de la population tchadienne vit dans cette zone. Dans le centre du pays, on trouve la zone sahélienne. Cette deuxième partie, presque aussi grande que la première (43 % de la superficie totale du pays), est composée des régions du Batha, Biltine, Ouaddaï, Guéra, Kanem, Salamat et du Chari Baguirmi. La pluviométrie est variable (entre 200 et 800 mm de pluie par an) et, avec seulement près de 2,5 millions d’habitants, la densité moyenne reste très faible. On y cultive le sorgho ou l’arachide et on y pratique l'élevage. Enfin, la troisième et dernière zone, qui ne représente que 10 % de la superficie totale du pays, est la zone soudanienne qui comprend les régions du Mayo Kebbi, Logone Oriental, Logone Occidental, Moyen Chari et de la Tandjilé. Avec une pluviométrie comprise entre 800 et 1 200 mm par an, la terre est bien plus fertile et propice à diverses cultures (riz, oléagineux, tubercules, etc.). En 2008, on dénombre près de 7 millions d'habitants, soit une densité moyenne de 38 habitants au km2.
Ainsi, la plupart des tchadiens vivent dans les zones fertiles, au sud des fleuves Logone et Chari. Près de 50 % de la population du pays vit dans le cinquième le plus méridional du territoire, ce qui en fait la région la plus densément peuplée. Seulement 27 % des Tchadiens vivent en ville, et près de la moitié des urbains résident à N'Djaména, la capitale, qui compte 1 896 032 habitants en 2016. Les autres grandes villes sont Moundou (Logone Occidental) avec 158 221 habitants, Sarh (Moyen-Chari) avec 133 757 habitants et Abéché (Ouaddaï) avec 83 155 habitants.
D'après une étude réalisée et publiée par le Comité américain pour les réfugiés et les immigrants (en), en 2007 le Tchad accueille 294 100 réfugiés et demandeurs d'asile, un très grand nombre d'entre eux (242 600) arrivant du Soudan voisin afin de fuir la guerre au Darfour, et le reste venant de la République centrafricaine.

### Groupes ethniques

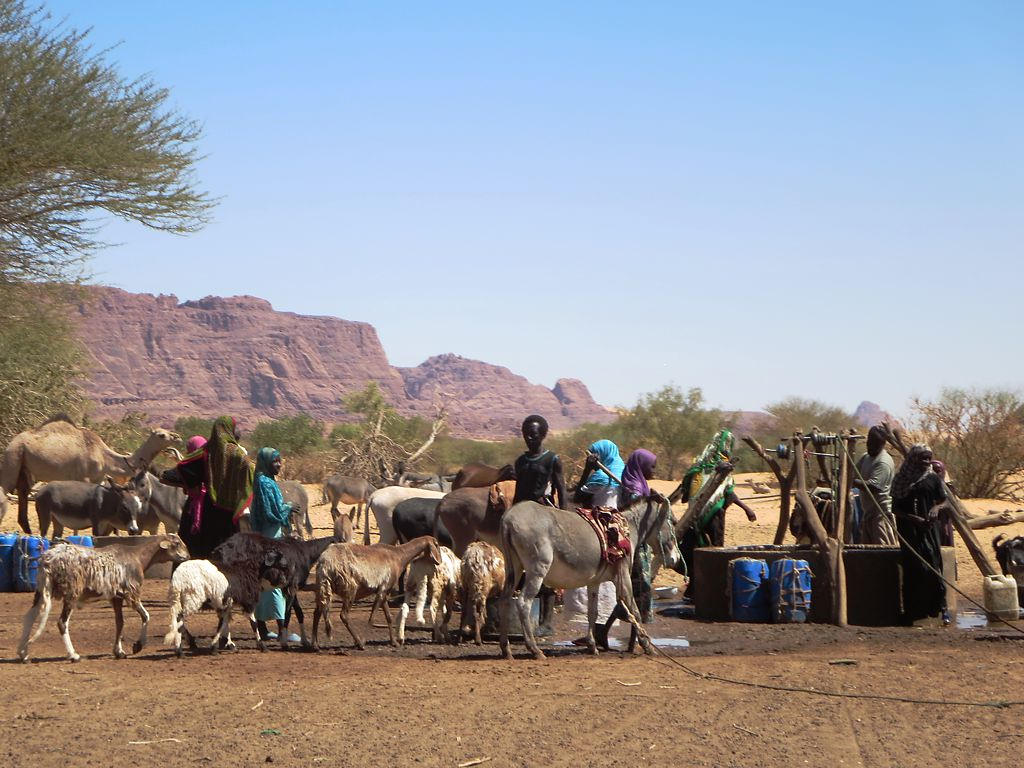
Camp de jeunes filles nomades près des montagnes d'Ennedi, au nord-est du Tchad.

Le Tchad compte plus de 200 groupes ethniques distincts. La zone saharienne est habitée par des peuples nomades, Toubous et Zaghawas ; la zone sahélienne est partagée entre les Arabes, dont la langue est devenue la langue véhiculaire du pays, et plusieurs autres peuples : Boudoumas, Bilalas, Koukas, Médogos autour du lac Tchad et du lac Fitri ; les hautes terres du Sahel sont habitées par les Hadjeraïs (« montagnards » en arabe), groupe hétérogène comprenant les Kengas, Dangaléats, Djonkor-guera ou Moukoulou, etc. Les peuples agriculteurs du Sud, désignés par le terme générique de Saras, forment la majorité de la population du pays. Dans la région du Mayo-Kébi, à l'extrême sud-ouest, on trouve encore les Toupouris, Massas et Mousseys.
La population des principaux groupes, vers 2014-2015, est estimée à : Saras 30,5 %, Kanem-Bornou-Boudouma 9,8 %, Arabes 9,7 %, Massas-Mousseys 4,9 %, Marba-Lele-Mesme 3,5 %, Moundangs 2,7 %, Bidiyo-Migaama-Kenga-Dangaléat 2,5 %, Dadjo-Kibet-Muro-Dagel 2,4 %, Toupouri-Kera 2 %, Gabri-Kabalaye-Nanchere-Somrai 2 %, Peuls 1,8 %, Baguirmi-Barma 1,2 %, Zaghawa 1,1 %, etc..
Selon le recensement de 2009, les nomades représentent 3,4 % de la population totale du pays, soit 368 066 personnes. Lors d'un recensement précédent en 1993, ils étaient 353 489, soit 5,7 % de la population totale du pays . Ils sont particulièrement présents dans l'extrême nord, où la vie sédentaire est rarement possible en raison du manque de points d'eau. Depuis les années 1970, la sécheresse et les bouleversements politiques les ont amenés à chercher des ressources en Libye enrichie par la rente pétrolière et où ils forment des communautés importantes, comme travailleurs migrants, marchands de bétail, passeurs de migrants, constituant un maillon important des flux migratoires vers l'Europe. Les Toubous, un peuple d'éleveurs nomades, vivent en grande partie dans le désert et forment des clans parfois ennemis. Clans et familles sont largement dispersés entre le Tchad, la Libye, le Niger et parfois le Soudan ; ils jouent un rôle important dans le commerce transfrontalier, souvent sous forme de contrebande, et prennent une part active aux conflits de la région, aussi bien au Tchad qu'en Libye.
Le pays est finalement très disparate (population claire d'origine arabe et populations noires, modes de vie nomades ou sédentaires, religion musulmane, chrétienne et animiste, dialectes locaux, conditions climatiques diverses), ce qui engendre une opposition entre le nord et le sud.

### Langues
On dénombre environ 150 langues à travers le pays, parmi lesquelles le sara, le ngambay, le mbay, le kabalaye, le lélé, le kim, le massa, le toupouri, le baguirmi, le nandjéré, le mboum, le hadjeray, le gourane, le boulala, le kanembou, le haoussa, le mabak, le kado, le laga, le gor, le mongo, le kaba, le zimé, le n'gama, le moundang, le labet, le mousseye, le marba, le boudouma, le kotoko, le tama, le zan gula ou encore le querra.
Seules 18 d'entre elles sont parlées par plus de 50 000 personnes, ce qui rend la communication difficile dans le pays. Certes, le Tchad a deux langues officielles qui sont le français, depuis l'indépendance en 1960, et l'arabe classique, depuis 1993, mais ce ne sont pas des langues uniformément répandues dans le pays car la plupart des habitants, qui ne souhaitent pas abandonner leur dialecte, ne les parlent pas.
Le français et l'arabe classique sont enseignés à l'école en tant que seconde langue. Le français est rarement la langue maternelle des tchadiens mais il reste la langue de l'administration et des affaires. C’est donc dans le Sud, plus urbanisé, que l'on parle davantage français. L'arabe est la langue maternelle de près de 10 % de tchadiens, notamment dans le nord du pays, mais c’est un arabe dialectal, appelé arabe tchadien, différent de l'arabe classique enseigné à l'école, qui est pratiqué. La communication est encore davantage complexifiée par le fait que l'on dénombre plusieurs dialectes en arabe tchadien.

### Religions
Le Tchad est un pays diversifié sur le plan religieux. Selon diverses estimations, en 2010, 52 à 58 % de la population est musulmane, tandis que 39 à 44 % est chrétienne. Enfin, environ 10 % de la population pratique l'animisme, une religion basée sur la croyance suivante : les objets, les lieux et les créatures possèdent tous une essence spirituelle distincte . La constitution prévoit un État laïque et garantit la liberté de religion. Les différentes communautés religieuses coexistent généralement sans problème.
Parmi les musulmans, 48 % se déclarent sunnites, 21 % chiites et 23 % musulmans non confessionnels. En outre, la majorité des musulmans du pays (55 %) sont adeptes d'une branche modérée de l'islam mystique (soufisme). Son expression la plus courante est la Tijaniyah, un ordre suivi par 35 % des musulmans tchadiens qui incorpore certains éléments religieux africains locaux. Une petite minorité de musulmans du pays a des pratiques plus fondamentalistes qui, dans certains cas, peuvent être associées au salafisme.
Parmi les chrétiens, 22 % sont catholiques et 17 % protestants. Les catholiques représentent la plus grande dénomination chrétienne du pays. La plupart des protestants, y compris la Winners' Chapel basée au Nigeria, sont affiliés à divers groupes chrétiens évangéliques. Des membres des communautés religieuses bahaïstes et témoins de Jéhovah sont également présents dans le pays. Ces deux confessions sont considérées comme des religions nouvelles dans le pays, introduites après l'indépendance de 1960.

### Santé

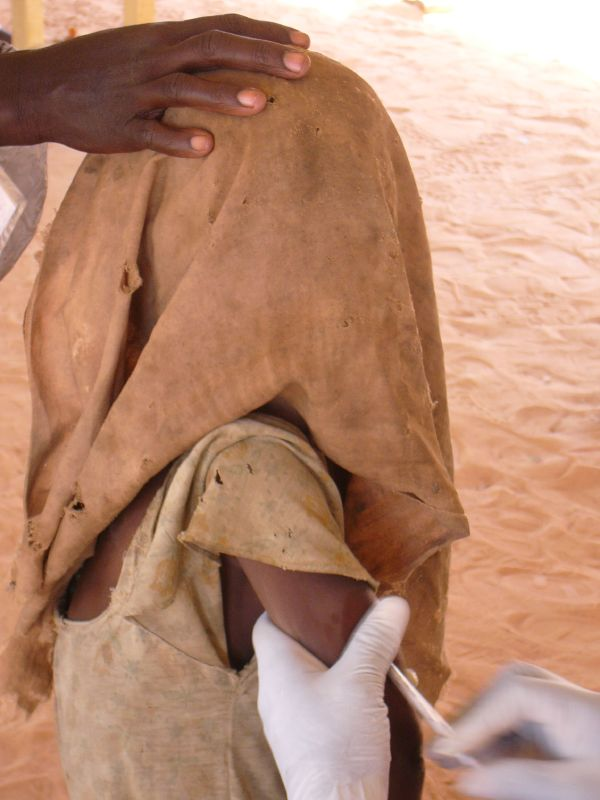
Vaccination d'un enfant dans un camp de réfugiés en 2005.

L'accès aux soins de santé de base est limité au Tchad et le pays connaît une forte prévalence de la malnutrition, du paludisme et des épidémies. Les indicateurs de santé sont relativement médiocres avec peu de possibilités d'amélioration en raison de la faiblesse des politiques de santé actuelles et des pénuries de soins[réf. nécessaire]. Les principales causes de décès au Tchad sont les infections des voies respiratoires inférieures, le paludisme et le VIH/sida. Le taux de prévalence nationale du VIH dans le pays est bien supérieur à la moyenne mondiale, soit de 3,4 %, mais similaire à celui de certains pays voisins.
Les cliniques locales ne disposent souvent pas des médicaments nécessaires ou d'un personnel qualifié suffisant. En outre, les traditions culturelles s'opposent souvent à la dispensation de soins médicaux spécialisés. Par exemple, les mères préfèrent souvent emmener leur enfant malade chez un chef religieux plutôt que dans une clinique de santé. La malnutrition est endémique dans une grande partie du Tchad, près de la moitié des décès d'enfants dans le pays étant liés à cette condition, qui survient dans un contexte de manque de soins de santé préventifs et primaires, y compris de soins de santé maternelle et infantile. De nombreuses raisons expliquent ce dernier point, comme le faible nombre de naissances assistées par un professionnel de santé, aggravé par le nombre élevé de grossesses précoces (164,5 naissances pour 1 000 adolescentes de 15 à 19 ans) qui entraînent souvent des complications pour ces jeunes femmes.
Au Tchad, l'accès aux soins est assuré par quatre mécanismes principaux : le paiement direct, l'accès gratuit à certains services, l'assurance maladie et la mutuelle de santé. Le paiement direct est le mécanisme le plus courant de financement des soins de santé, puisqu'il représente environ 50% des dépenses totales de santé. La gratuité des soins de santé concerne la chirurgie d'urgence, les soins obstétriques et médicaux. Financée entièrement par l'État avec l'appui de ses partenaires, cette mesure est introduite dans les hôpitaux en 2008 dans le cadre de la nouvelle politique sociale du chef de l'État. D'autres mesures de gratuité sont appliquées à certaines maladies (paludisme chronique, sida, tuberculose, etc.) et à des groupes de population spécifiques tels que les personnes vivant avec le VIH, les enfants de moins de cinq ans et les femmes enceintes. Les mutuelles de santé, en cours de mise en place dans les régions du sud, sont en phase expérimentale depuis 2015. L'accès aux soins de base reste de toute manière un défi majeur pour la plupart des populations, pour des raisons socio-économiques et géographiques.

### Droits des femmes

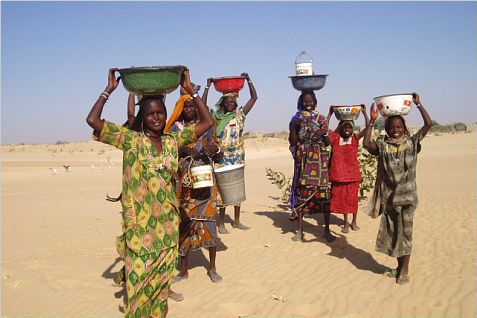
Femmes à la recherche d'eau potable dans la région de Maro, au Tchad, dans une région désertique.

En 2016, l'âge légal à partir duquel les jeunes filles peuvent se marier passe de 16 à 18 ans. Malgré cela, les unions précoces restent répandues.
La polygamie est courante et concerne environ 39 % des femmes tchadiennes en union. Le nombre de femmes vivant en union polygamique augmente avec l'âge : la proportion est de 28 % pour les 20-24 ans alors qu'elle est à près de 50 % pour les plus de 30 ans. Cependant, entre 15 et 19 ans, près d'une femme en union sur cinq, soit 19 %, a déjà une co-épouse ou plus. La polygamie est encadrée par la loi, qui prévoit que la femme peut refuser cette pratique dans son contrat de mariage.
Bien que la violence à l'égard des femmes soit interdite, la violence domestique est courante ; elle est très intégrée par les femmes qui considèrent majoritairement qu'il est normal que les maris battent leur femme si elle ne respecte pas les comportements attendus pour son genre — 89 % d'entre elles trouvent au moins une raison justifiant ces violences —, et dans des proportions supérieures à ce qu'en pensent les hommes. Les mutilations génitales féminines sont également interdites, mais la pratique est répandue et profondément ancrée dans la tradition : 45 % des femmes tchadiennes subissent une excision, avec les taux les plus élevés chez les Arabes, les Hadjaraï et les Ouaddaï (90 % ou plus). Des pourcentages plus faibles sont signalés chez les Sara (38 %) et les Gorane (2 %).
Les femmes ne bénéficient pas d'égalité des chances en matière d'éducation et de formation, ce qui rend difficile la concurrence pour les emplois relativement rares du secteur formel. Bien que les lois sur la propriété et l'héritage basées sur le code français ne soient pas discriminatoires à l'égard des femmes, les chefs locaux tranchent la plupart des cas d'héritage en faveur des hommes, selon la pratique traditionnelle [source insuffisante].

### Éducation
Selon la loi, l'éducation est universelle, obligatoire et gratuite de cinq à douze ans, les parents devant payer des frais de scolarité aux écoles publiques au-delà du niveau primaire. L'enseignement primaire gratuit est proposé pour la première fois en 1973. Néanmoins, bien que la fréquentation soit obligatoire, 34,4 % des enfants entre 6 et 11 ans sont déscolarisés et plus de 800 000 enfants entre 9 et 14 ans ne vont pas à l'école. Parmi les adultes de plus de 15 ans, le taux d'alphabétisation en 2016 est de seulement 22 %.
L'éducation tchadienne est confrontée à des défis considérables en raison de la dispersion de la population du pays, de la pauvreté, du manque d'enseignants ou d'infrastructures, mais également du travail des enfants. Car, même si le code du travail stipule que l'âge minimum pour l'emploi dans le secteur formel est de 14 ans, dans la pratique, le travail des enfants, y compris le travail forcé, constitue un grave problème. En effet, en 2015, 55,90 % des enfants âgés de 7 à 14 ans travaillent.

### Réfugiés et déplacés

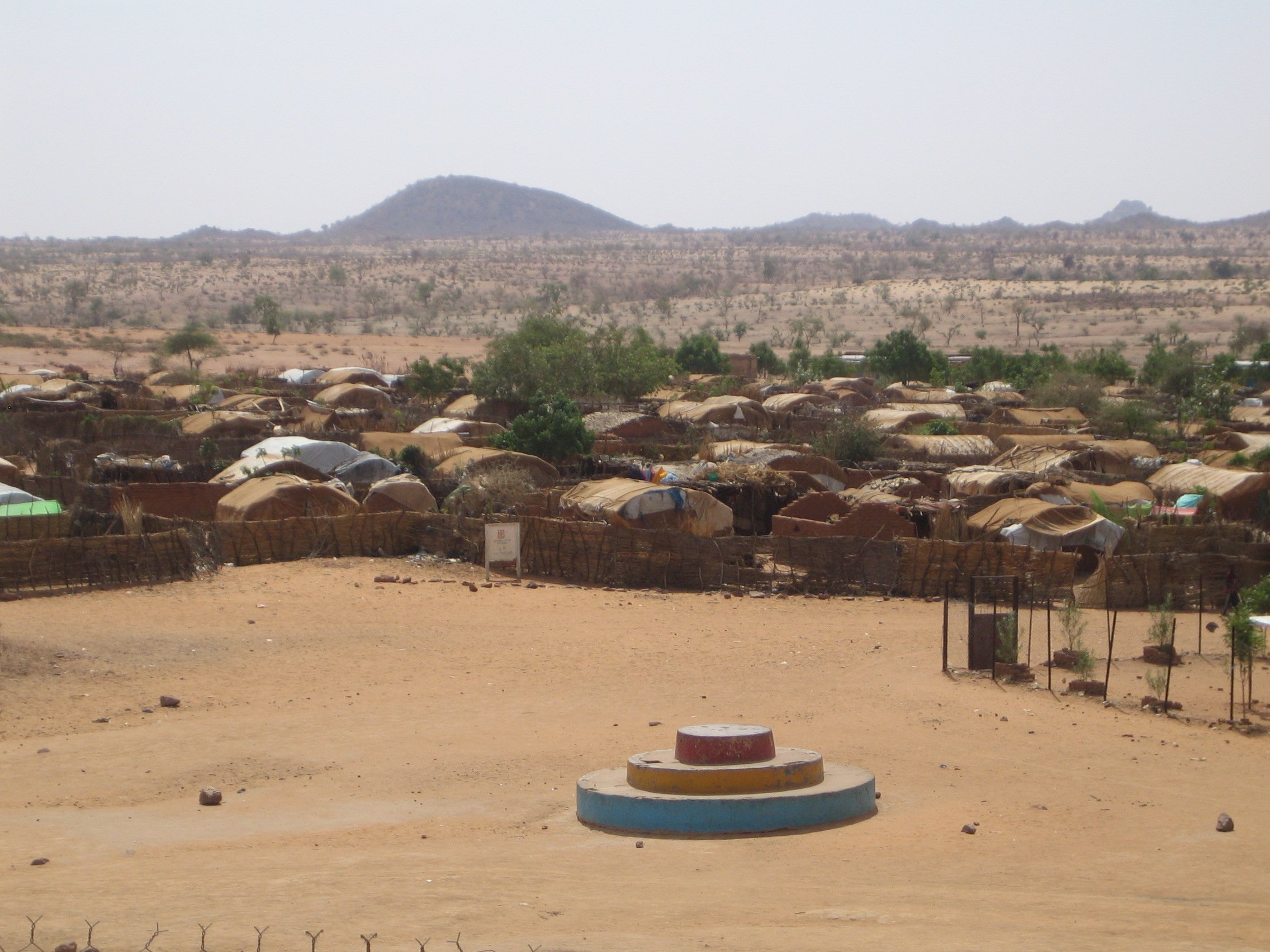
Camp de réfugiés de Farchana en 2009.

En 2003, le conflit au Darfour entraîne l'exode de 200 000 réfugiés soudanais vers l'est du Tchad ; la gestion des camps de réfugiés est confiée à la Croix-Rouge tchadienne mais la population locale, extrêmement pauvre, accepte mal de partager le bois de chauffage et autres ressources avec les réfugiés.
Pendant la guerre civile de 2005-2010, les personnes déplacées fuyant le conflit affluent dans les quartiers pauvres des grandes villes, se regroupant souvent sur des bases ethniques où des chefs informels constituent un pouvoir parallèle à l'avantage des groupes proches du gouvernement.
Le Tchad est souvent désigné comme peu coopératif en matière d'amélioration des droits humains, avec des abus fréquents tels que des emprisonnements arbitraires, des exécutions extrajudiciaires et des limites aux libertés civiles, imposées par les forces de sécurité et les milices armées, ce qui bloque un certain nombre d'investissements étrangers. Des organisations ont dû mettre fin à leur présence locale à la suite d'assassinats ciblant les travailleurs humanitaires.
Les conflits externes et internes depuis 2003 entraînent une crise humanitaire : en 2007, le Tchad accueille plus de 280 000 réfugiés soudanais, 55 000 venus de la République centrafricaine et plus de 170 000 déplacés internes. En 2022, le HCR compte 387 000 réfugiés soudanais, 124 000 centrafricains, 49 000 venus du Cameroun, 20 000 du Nigeria et plus de 406 000 déplacés internes.
Depuis 2023, la guerre au Soudan entre les milices de Forces de soutien rapide et l'armée soudanaise entraîne l'arrivée au Tchad de plus de 600 000 Soudanais (chiffre de mai 2024) fuyant les combats.

L'aide internationale est en outre limitée par des restrictions sanitaires (contexte associé au Covid 19) ou sécuritaires

## Économie

Évolution du PIB du Tchad entre 1950 et 2018.

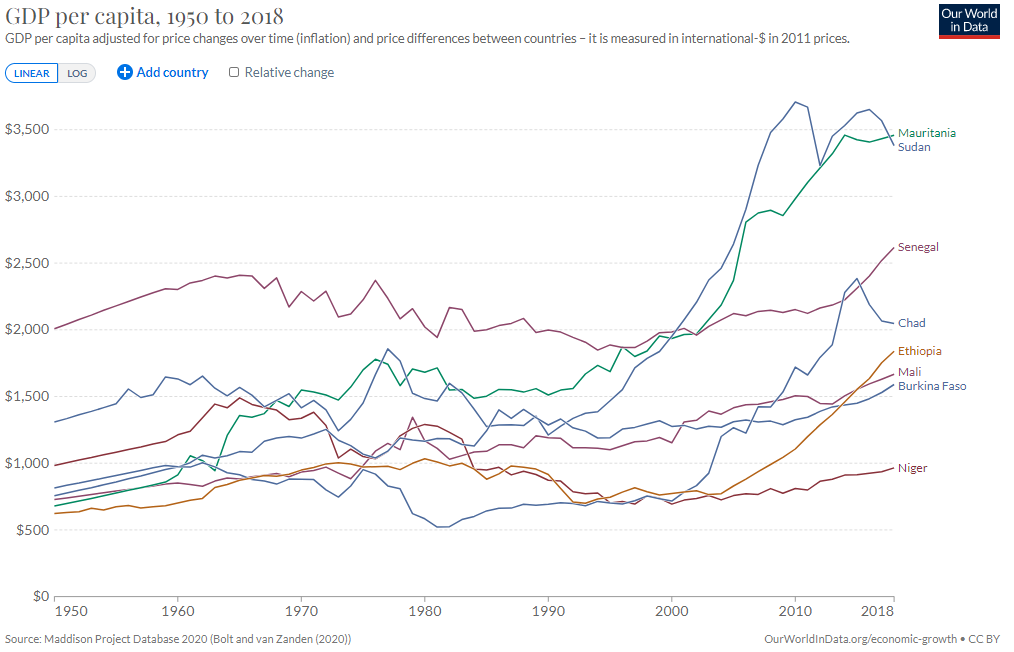
Développement du PIB par habitant des pays du Sahel.

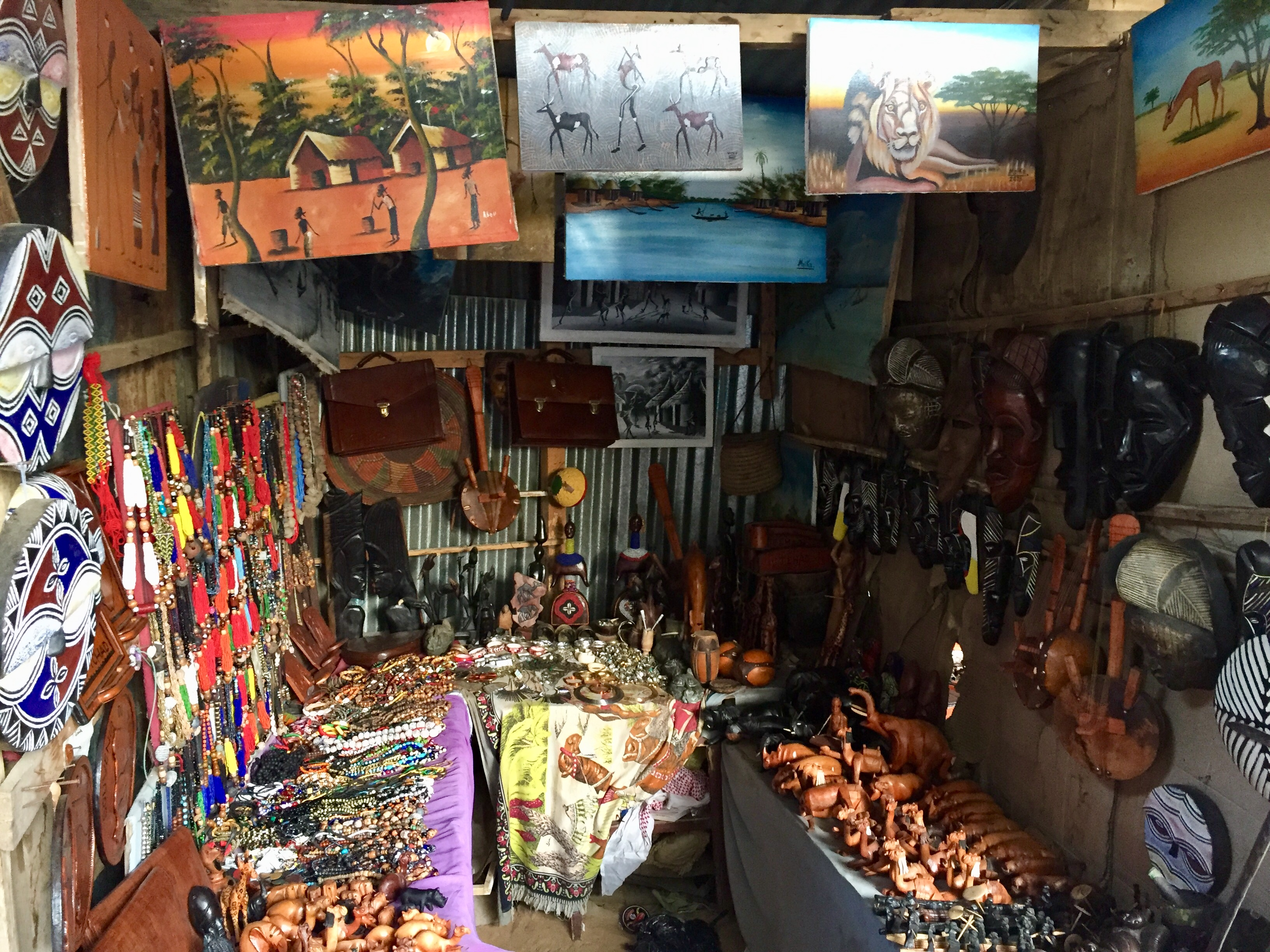
Une boutique de cadeaux à N'Djaména, 2018.

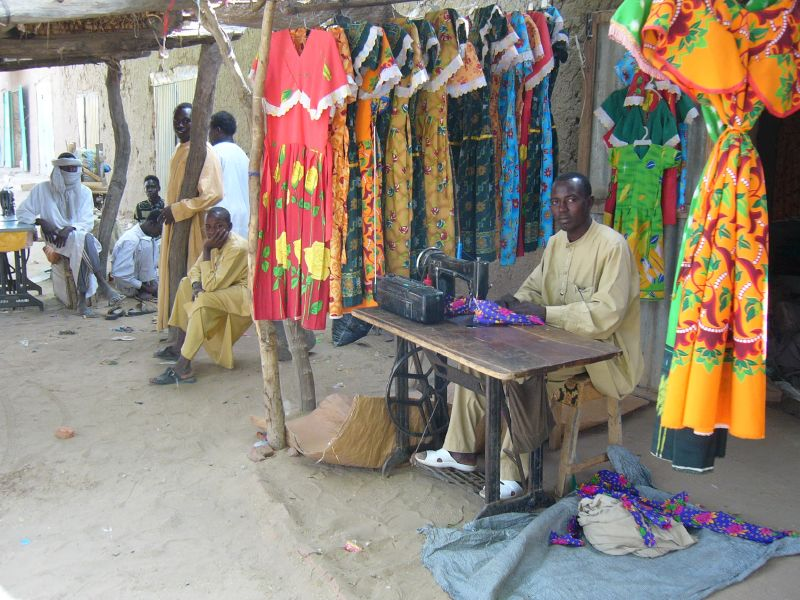
Un tailleur et sa boutique en 2005.

### Marchés financiers et commerce extérieur

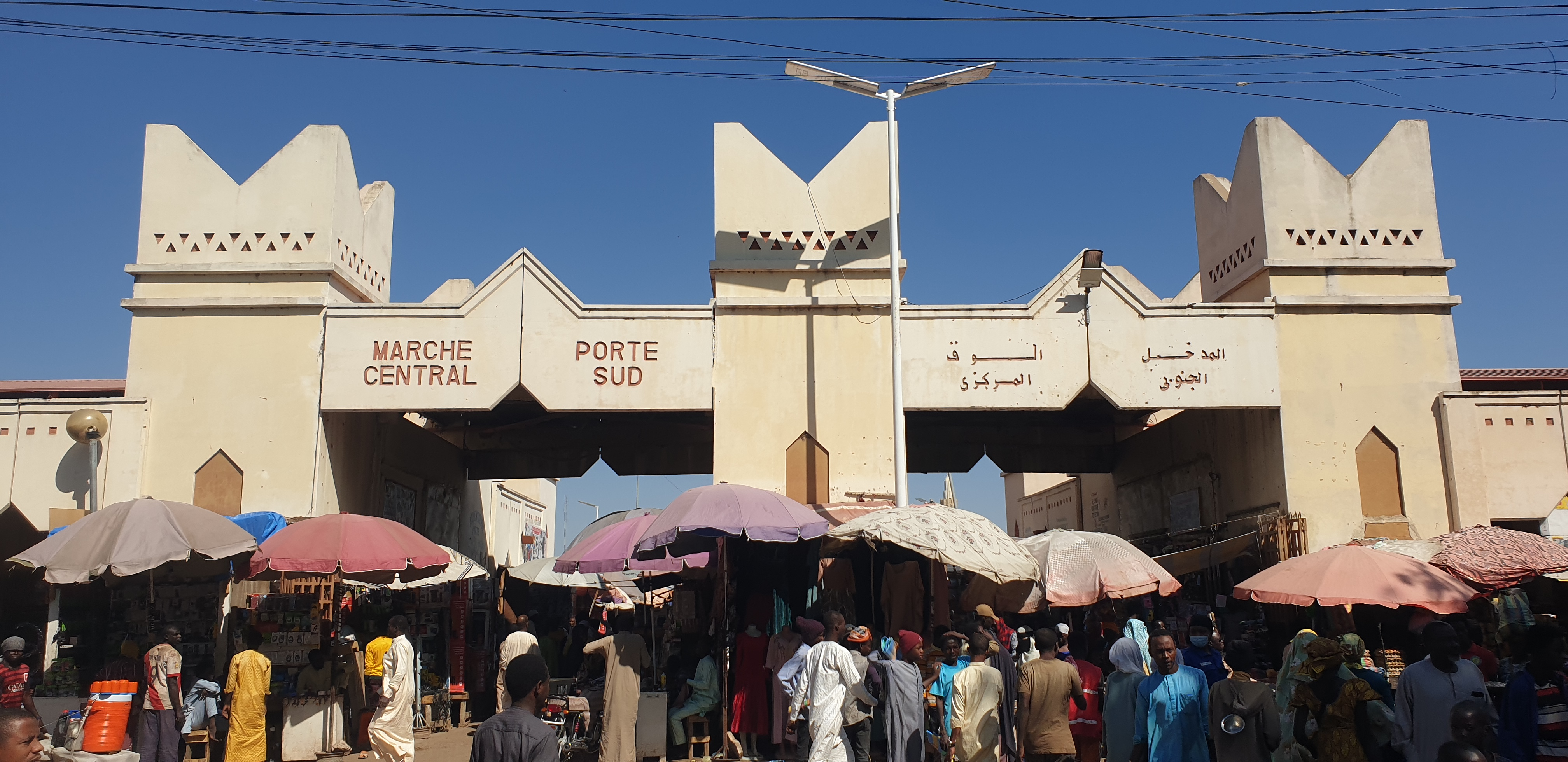
Marché central de N'Djaména

La monnaie du Tchad est le franc CFA.

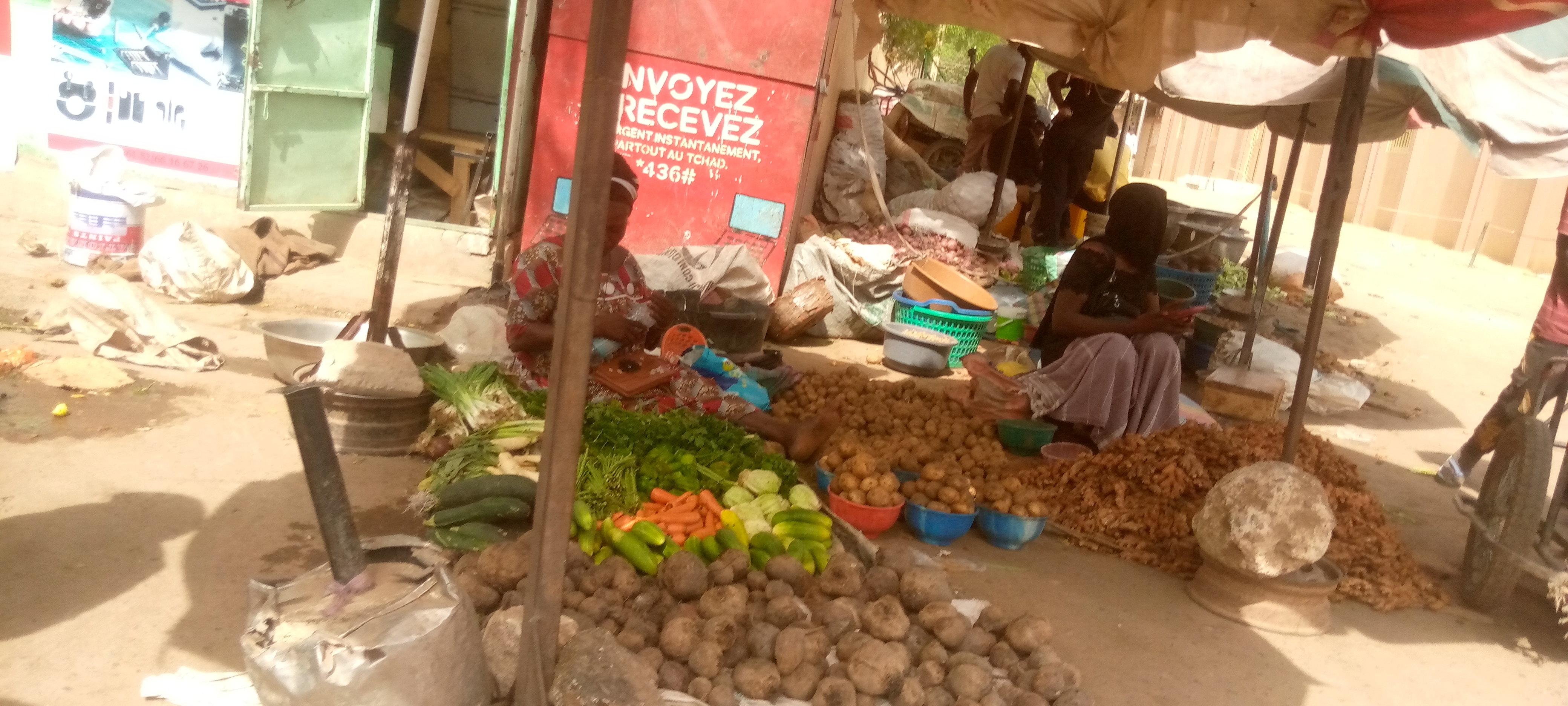
Marché des légumes N'Djaména

Le Tchad est l'un de pays les plus pauvres du monde, avec un PIB estimé à plus de 6 400 milliards de FCFA (soit environ 11,315 milliards de dollars) en 2019. C'est la cinquième puissance de la Communauté économique et monétaire de l'Afrique centrale, derrière le Gabon, la Guinée équatoriale ou encore le Congo et le Cameroun.
Le dynamisme ou les difficultés de l'économie tchadienne sont intimement liés à la production de pétrole, qui représente un quart de son produit intérieur brut depuis les premières découvertes d'hydrocarbures, exploitées dès 2003. Dès lors, depuis 2004, le pétrole représentait plus de 80 % des exportations nationales, permettant à la balance commerciale de devenir nettement excédentaire.
Si le pétrole a permis à l'économie tchadienne de croître de 10 à 15 % par an, en moyenne, la chute du cours des matières premières et le contexte de forte insécurité causée par le terrorisme islamiste qui touche le Tchad, ou le Nigeria, le Niger et le Soudan, pays limitrophes, en même temps que l'effondrement de la Libye, l'instabilité politique de la République centrafricaine et son statut de pays isolé, sans accès à la mer, ont freiné, voire cassé les efforts de croissance économique. À nouveau, en 2020, la pandémie de Covid-19 a isolé le pays sur le plan international, ralentissant tous les plans de développement et les échanges internationaux, tout en faisant chuter les prix du pétrole.
Sur le plan institutionnel, le Fonds monétaire international est très impliqué au Tchad, et s'est engagé en 2022 à investir près de 570 millions de dollars entre 2022 et 2025. La dette publique tchadienne, qui a fait l'objet d'un moratoire du G20 pendant la crise sanitaire de 2020 jusqu'à la fin 2021, est par ailleurs en cours de restructuration. En parallèle, en 2021, le Tchad, comme la Zambie et l'Éthiopie, a fait une demande d'annulation de dette dans le cadre du cadre commun mis en place par les pays du G20 et du Club de Paris pour restructurer voire annuler la dette des pays les moins avancés.
Au-delà de l'exploitation pétrolière, le pays est essentiellement agricole. Le secteur secondaire est relativement réduit, malgré la présence d'industriels liés aux activités de BTP, de production de bière et de boissons. Il représente environ 17 % du PIB. Le secteur tertiaire, quant à lui, dépend du secteur bancaire et des télécommunications, représentant environ 40 % du PIB.

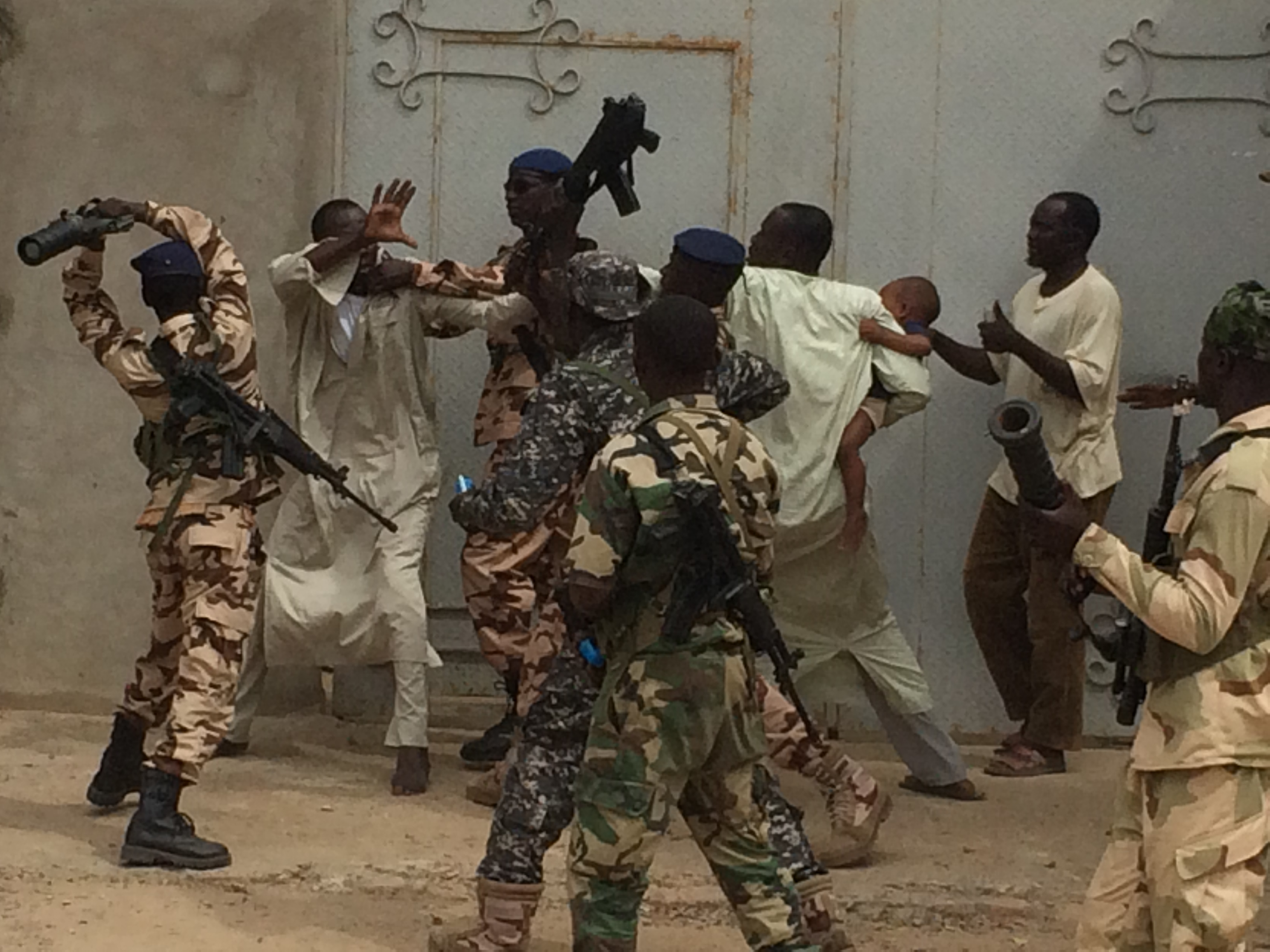
Répression d'une manifestation à N'Djaména contre la hausse du prix de l'essence, 22 janvier 2018.

La corruption reste forte au Tchad, malgré de nombreux programmes de lutte contre les marchés illicites, le blanchiment d'argent et la captation de la valeur publique par des tiers. C’est l'objectif de l'« opération Cobra », initiative lancée sous la présidence d'Idriss Deby en 2012, dont l'objectif est de sécuriser les circuits de recettes et de dépenses et de contrôler les procédures de préparation, de passation et d'exécution des marchés publics. L'impact reste faible, seulement 38 millions d'euros ayant pu être récupérés, ciblant près de 400 personnes incriminées. L'indice de perception de la corruption publié par l'ONG Transparency International en 2021 classe le Tchad 164e sur 180, avec une note de 20 sur 100, bridant très largement le développement du pays.

### Agriculture

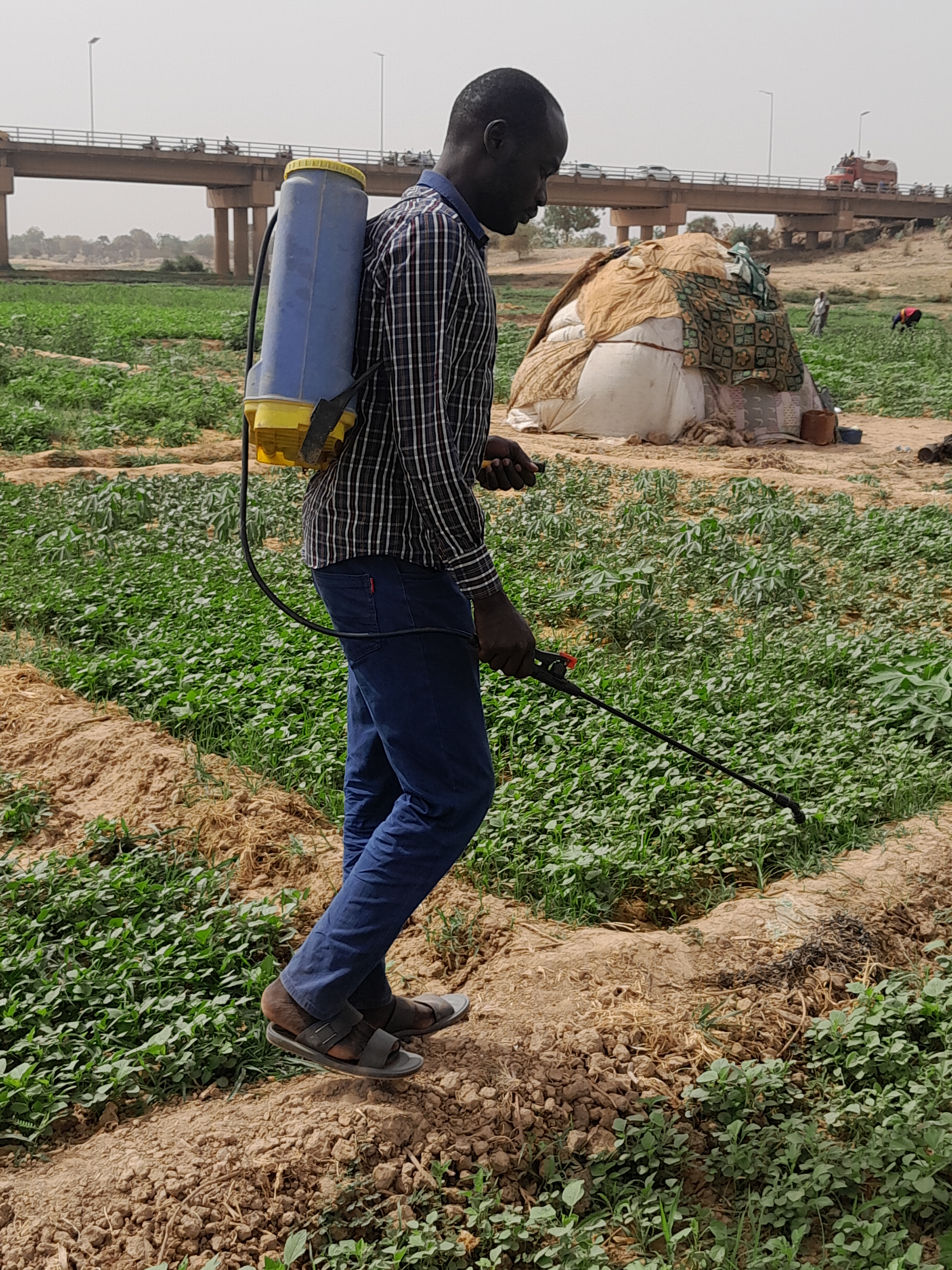
Un jardin maraicher à N'Djaména, Tchad 2025

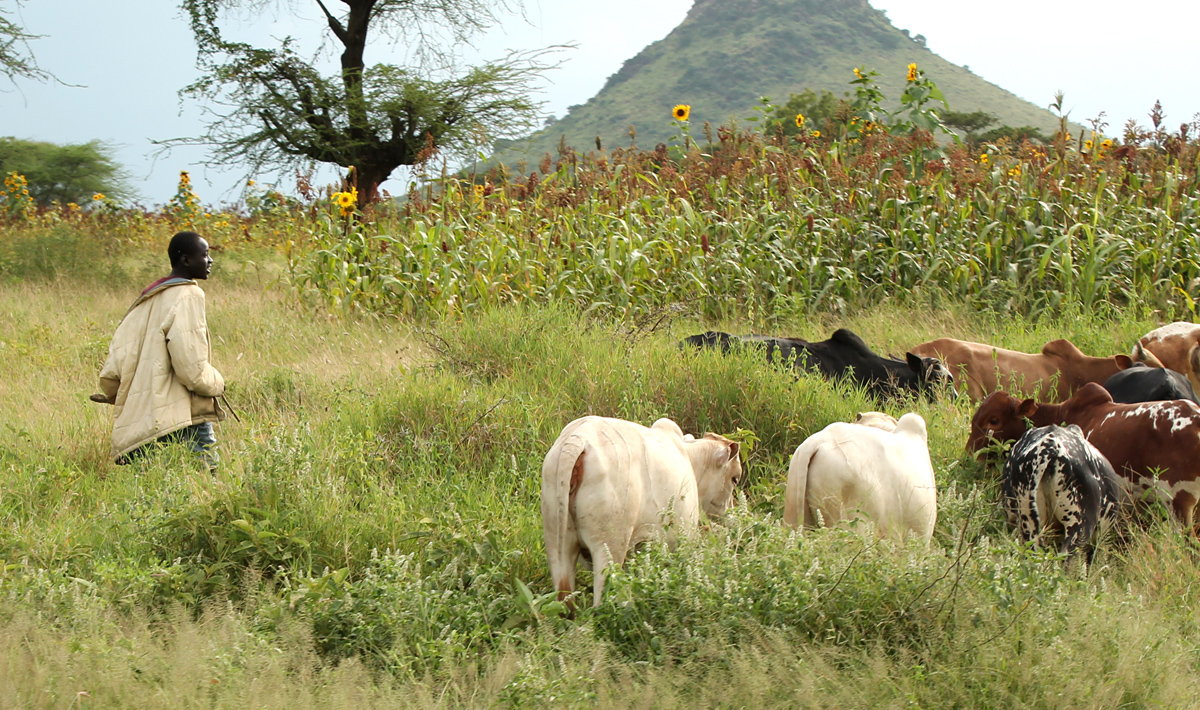
Agriculture et élevage au Tchad en 2013.

Plus de 80 % de la population tchadienne dépend de l'agriculture vivrière et de l'élevage de subsistance pour vivre. La population active occupée est investie dans la culture céréalière, dans la culture de la gomme arabique grâce aux forêts d'acacias, et enfin, dans l'élevage artisanal et le coton. Le secteur primaire représente 43 % de l'économie du Tchad.
La production agricole est concentrée essentiellement dans les régions humides du Sud et du bassin du lac Tchad. La culture du coton a longtemps été la principale ressource d'exportation mais, depuis les années 1980, la baisse des cours mondiaux et la suppression des subventions la rendent peu rentable. Les paysans se recentrent vers une agriculture maraîchère destinée aux marchés urbains : mil, sorgho, riz, arachide, taro, igname, patate douce, manioc. L'épuisement des sols, le manque d'eau pour l'irrigation et, dans la zone sahélienne, les conflits entre éleveurs et agriculteurs limitent le développement agricole. Depuis la privatisation de la compagnie nationale Cotontchad en 2018, passée sous le contrôle du groupe singapourien Olam, la production de coton connaît une reprise notable, passant de 17 000 tonnes en 2016-2017 à 115 000 en 2019-2020.

Palmiers dattiers au Tchad en 2017.

Les problèmes d'accès à l'eau potable (seulement 48 % des citadins ont accès à l'eau potable, 2 % à des installations sanitaires, et pour les ruraux, moins de 4 % des Tchadiens ont accès à l'eau potable dans un rayon de moins d'un kilomètre), la déforestation et l'avancée du Sahara empêchent à la fois les populations de vivre dans des conditions de vie saines, mais aussi et surtout le développement de l'agriculture, qui reste très pénalisée par la sécheresse d'un pays en partie désertique. Ainsi, dans la bande sahélienne, les rendements des cultures sont très faibles, et la plupart des animaux élevés connaissent des conditions de vie difficiles, bloquant une partie du processus de reproduction et réduisant le tonnage des troupeaux.

### Tourisme
Le secteur touristique du Tchad est peu développé, même s'il est perçu comme un levier important pour valoriser les atouts naturels et culturels du pays. Plusieurs parcs nationaux constituent en effet une curiosité attractive au niveau international, notamment ceux de Zakouma et de Manda. Il y a aussi le Parc national de Sena Oura. La plupart des étrangers se rendant au Tchad pour des raisons touristiques s'y rendent d'ailleurs pour aller chasser des grands mammifères dans les parcs.

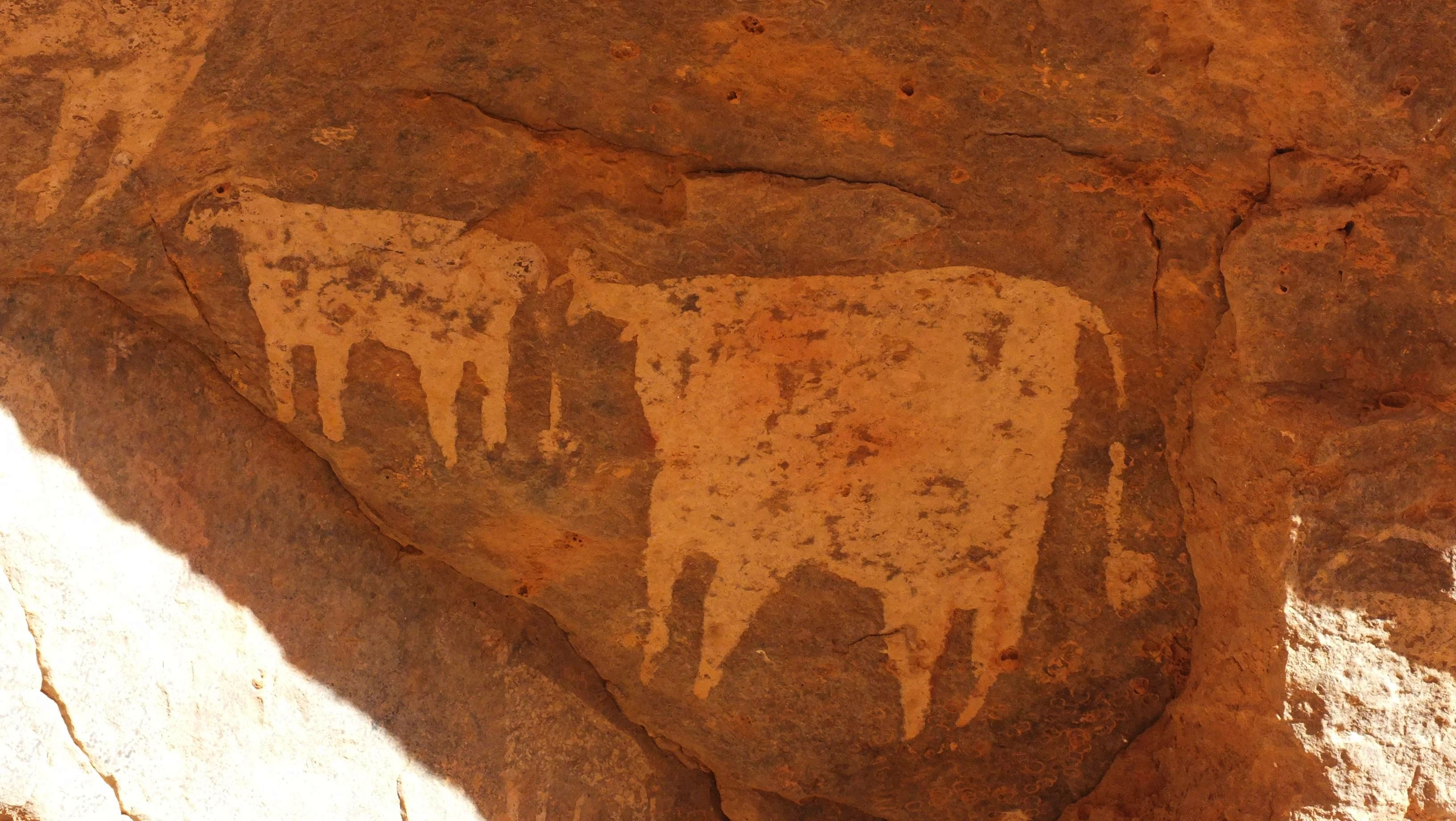
Peintures rupestres dans les grottes d'Archéi.
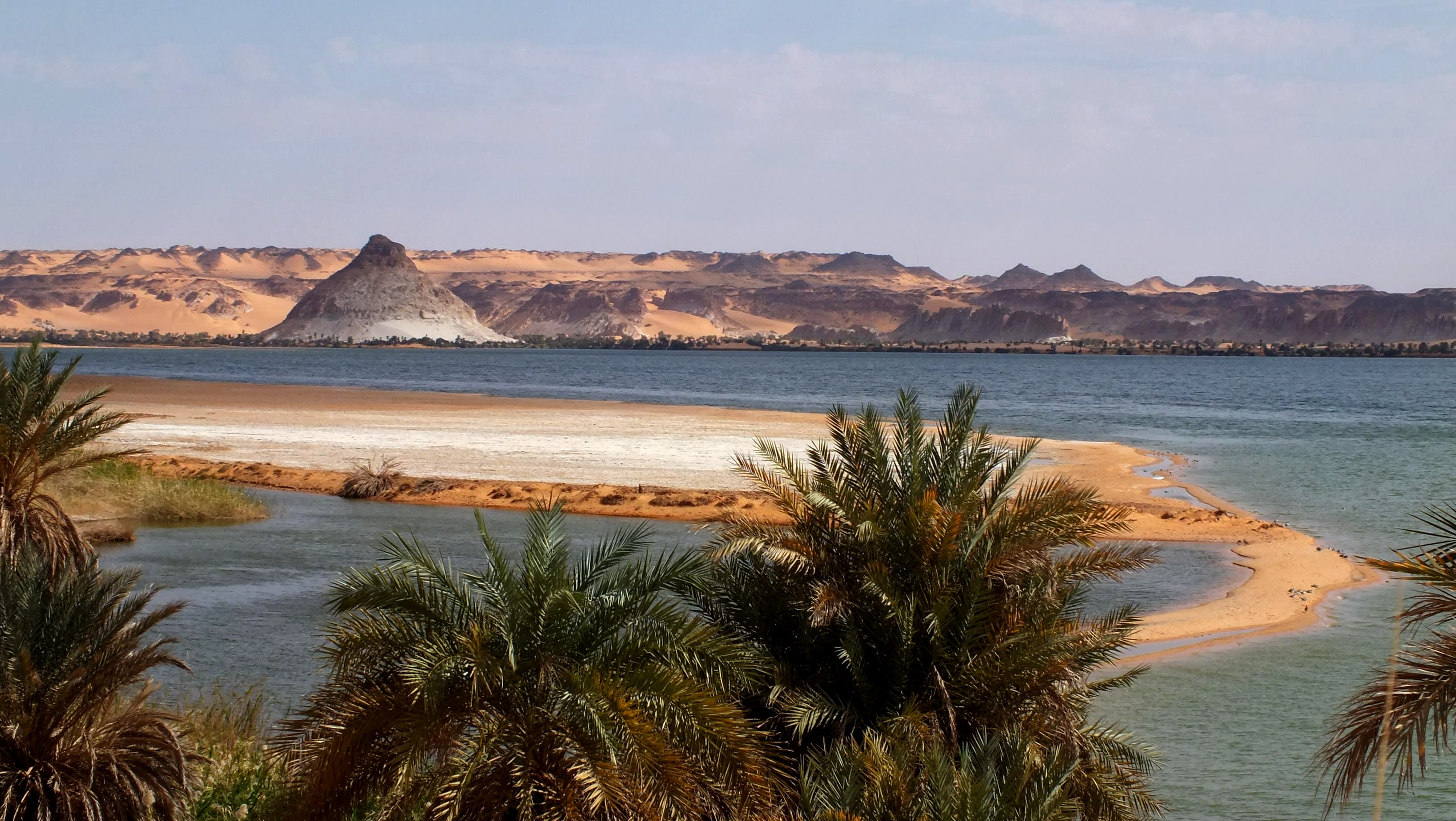
Lacs d'Ounianga.
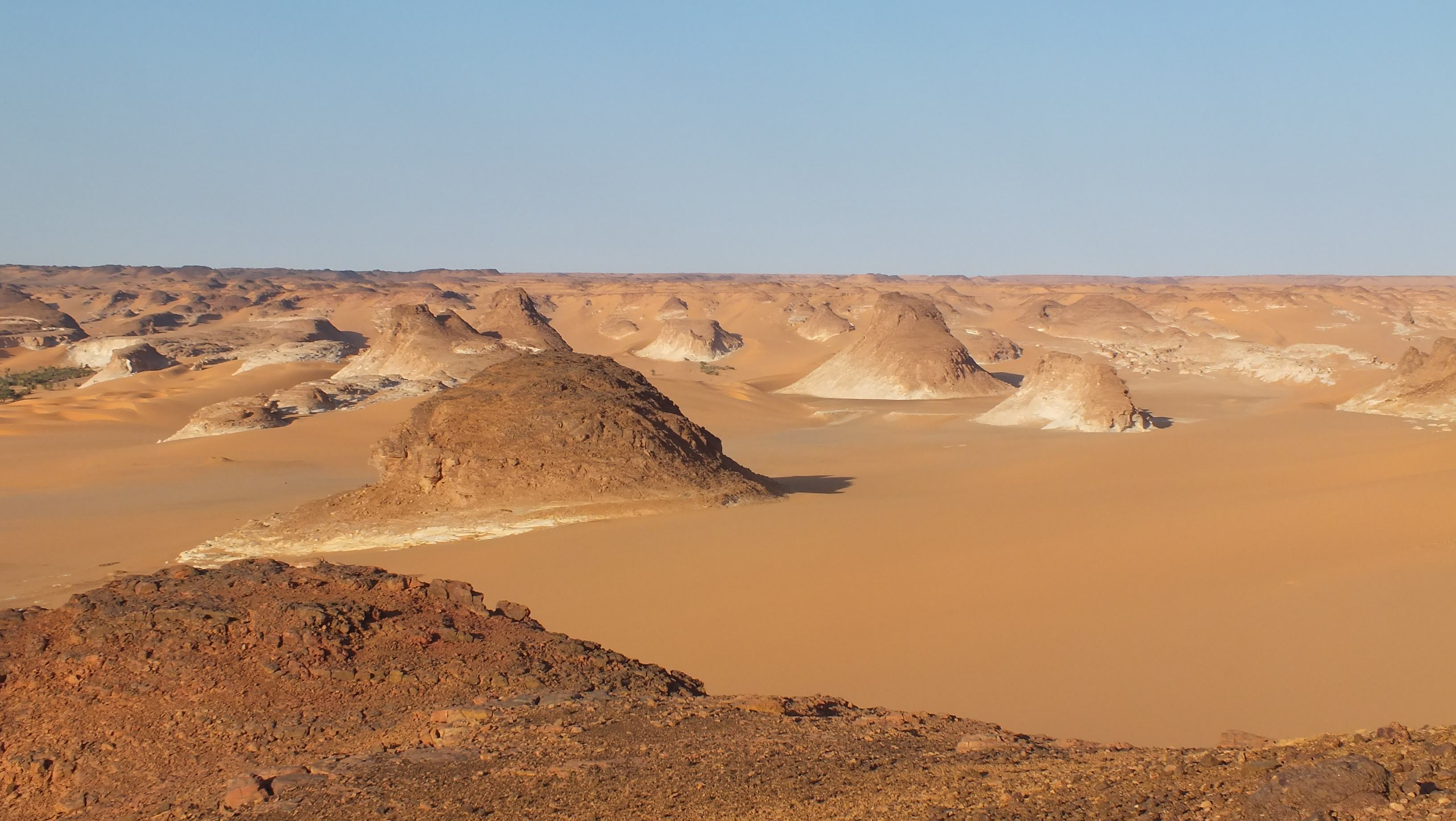
Ounianga Sérir.
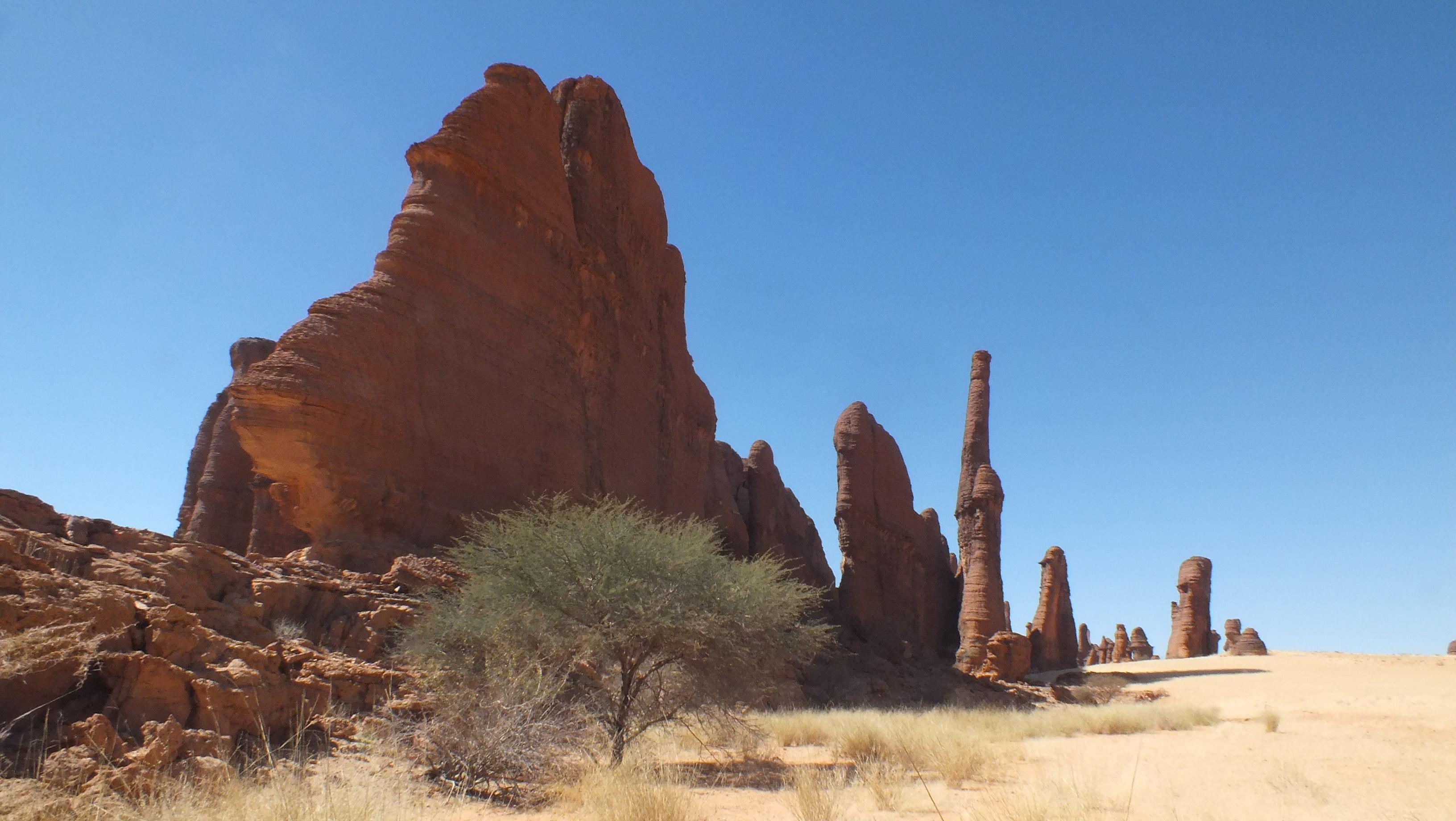
Archéï.
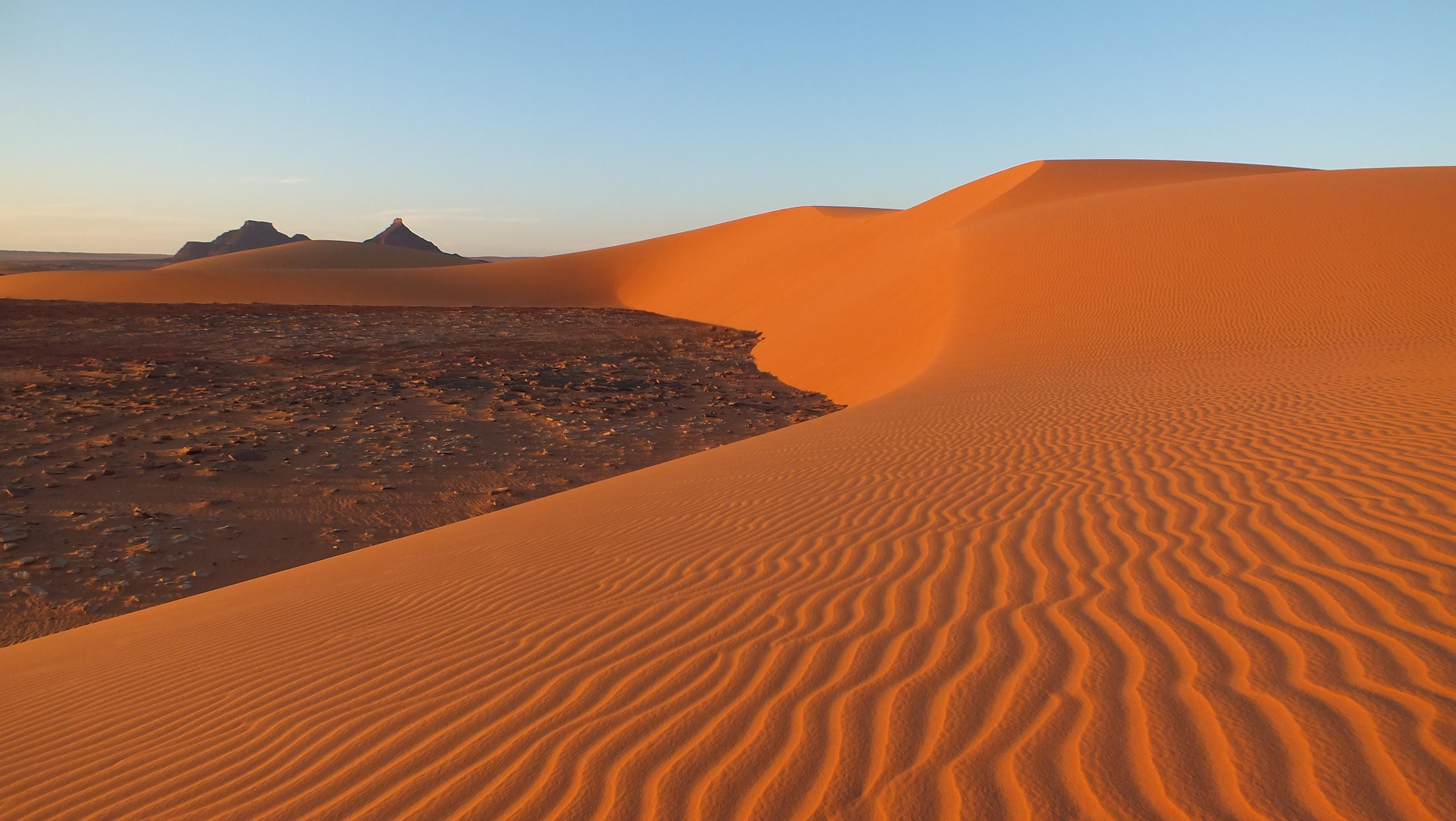
Dunes autour de Dimé.
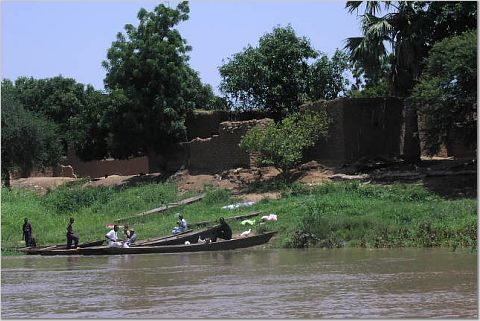
Le fleuve Chari.
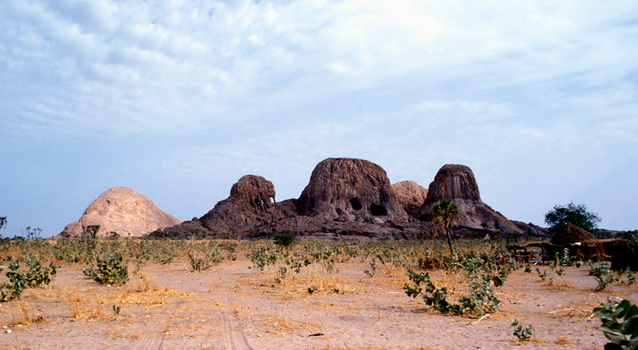
Hadjer el Hamis.
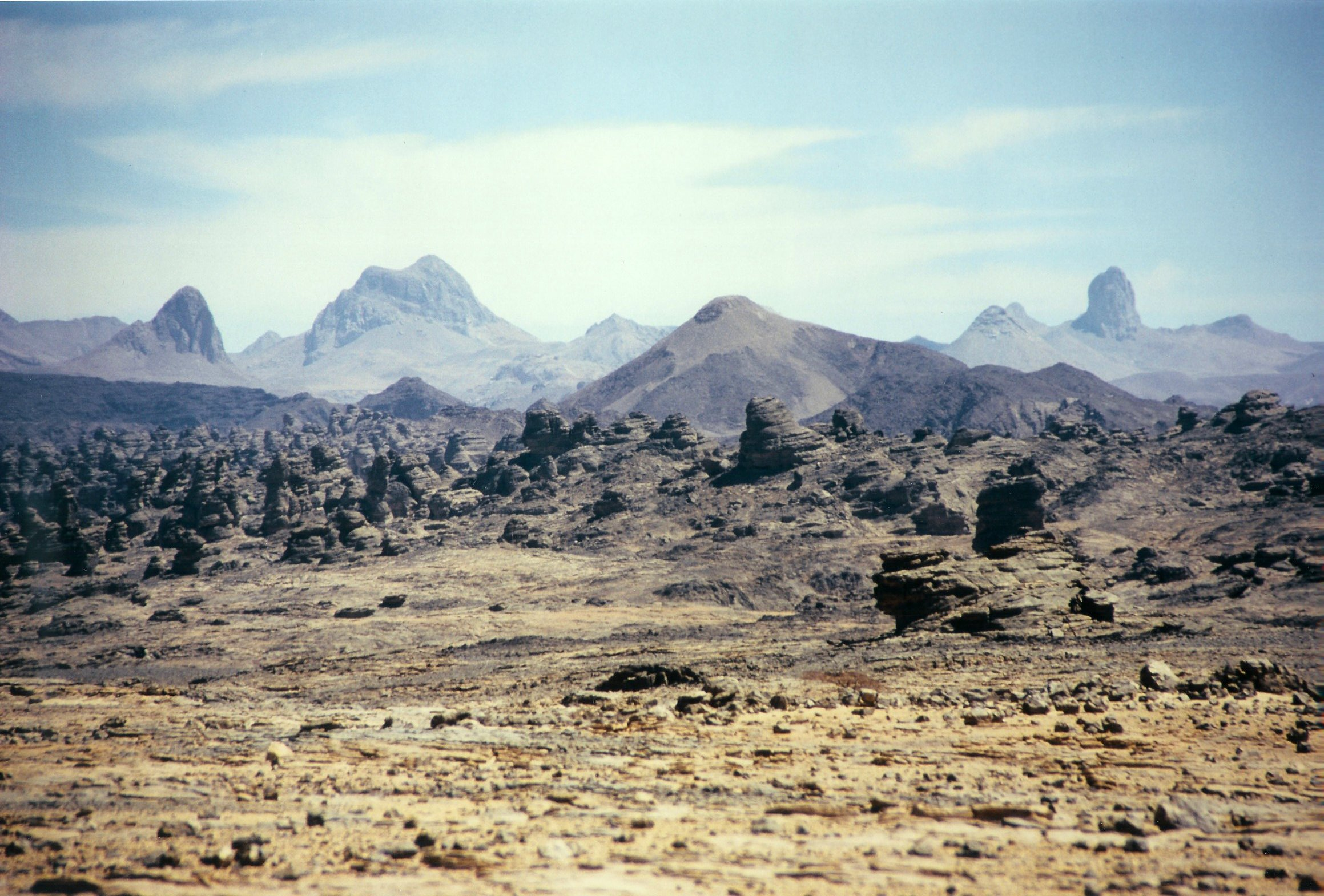
Les montagnes de Tibesti.
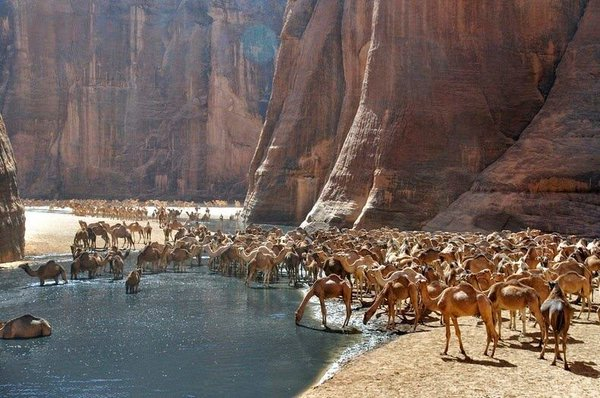
Guelta d'Archei.

Les lacs d'Ounianga ont été classés en 2012 au patrimoine mondial de l'UNESCO, ainsi que le Massif de l'Ennedi.
Dans la capitale, à N'Djaména, le musée national du Tchad, créé en 1962, est consacré à la présentation publique du patrimoine tchadien. On y trouve des ossements préhistoriques, des objets de la période coloniale et des expositions sur l'habitat et les métiers artisanaux.
Pour se rendre au Tchad, les touristes doivent avoir des passeports et des visas valides, ainsi qu'une preuve de vaccination contre la fièvre jaune. En 2000, on comptait 43 000 arrivées touristiques, pour une capacité hôtelière de 677 chambres d'hôtels et 1 250 lits cette année-là.

### Énergie
L'accès à l'énergie est extrêmement limité : en 2019, seulement 8,4 % des Tchadiens ont accès à l'électricité et, en 2016, seulement 3,1 % ont accès aux combustibles non solides comme le fioul pour la cuisine et le chauffage. Le gaz est disponible pour la cuisson dans la capitale, où il est utilisé par 25 % des ménages, mais dans les zones rurales, le combustible bois est utilisé presque exclusivement.
La consommation d'électricité par habitant est l'une des plus faibles au monde et les tarifs sont parmi les plus élevés. Le Tchad ne possède que 48 000 kW de capacité de production d'électricité installée en 2016. Le réseau électrique du Tchad se limite à N'Djaména et souffre de fréquentes pannes. Le pays ne dispose pas d'une stratégie nationale en matière d'énergie électrique et la production d'électricité reste très localisée. La Société nationale d’électricité (SNE) manque de capacités techniques et humaines pour répondre à la demande croissante en raison du vieillissement des infrastructures et du manque de financement.
Les principaux sous-secteurs des énergies renouvelables sont l'énergie solaire ainsi que la production et la distribution d'électricité. La situation du Tchad dans le Sahel, qui se caractérise par un ensoleillement exceptionnel, surtout pendant la saison sèche, et l'absence de sources de combustibles de substitution comme le charbon, font de l'énergie solaire un secteur d'exportation et d'investissement intéressant. Actuellement[Quand ?], le Tchad produit de l'électricité en consommant du pétrole. Avec la baisse du coût des nouvelles centrales solaires, le gouvernement du Tchad et les partenaires de développement comme la Banque mondiale donnent la priorité à l'énergie solaire dans tout le pays. Les machines et les pièces pour la transmission et la distribution d'électricité sont également en demande.
Quant au sujet du pétrole, le Tchad se classe au dixième rang des pays africains en matière de réserves pétrolières, avec 1,5 milliard de barils de réserves prouvées en 2018 et une production de plus de 140 000 barils par jour en 2020 . Le pétrole est la première source de revenus publics du Tchad, et environ 90 % de la production pétrolière est exportée. La production pétrolière du pays est dominée par la China National Petroleum Corporation in Chad (CNPCIC), le consortium Esso Exploration & Production Chad Inc. (EEPCI) dirigé par ExxonMobil, GlaxoSmithKline Inc. (EEPCI), Glencore et Taiwanese Chinese Petroleum Corp (opérant sous le nom d'OPIC). D'autres compagnies pétrolières explorent de nouveaux blocs. EEPCI a inauguré la production de pétrole tchadien en 2003 et possède une participation majoritaire dans l'oléoduc Tchad-Cameroun de 1 100 km par lequel toutes les exportations de pétrole tchadien atteignent le port de Douala, au Cameroun. Une co-entreprise entre CNPCIC et la société pétrolière d'État du Tchad, la Société des Hydrocarbures du Tchad (SHT), raffine du pétrole pour l'exportation et la consommation intérieure dans une raffinerie de 20 000 barils par jour située à 40 km de N'Djaména. C'est en grande partie grâce à la Banque mondiale que l'oléoduc peut commencer sa construction, en 2003, avec une condition néanmoins : 70 % des revenus pétroliers doivent être consacrés à des projets de développement et de réduction de la pauvreté. L'accord prend fin en 2008, faute d'investissements concrets de la part des autorités tchadiennes.

### Transports

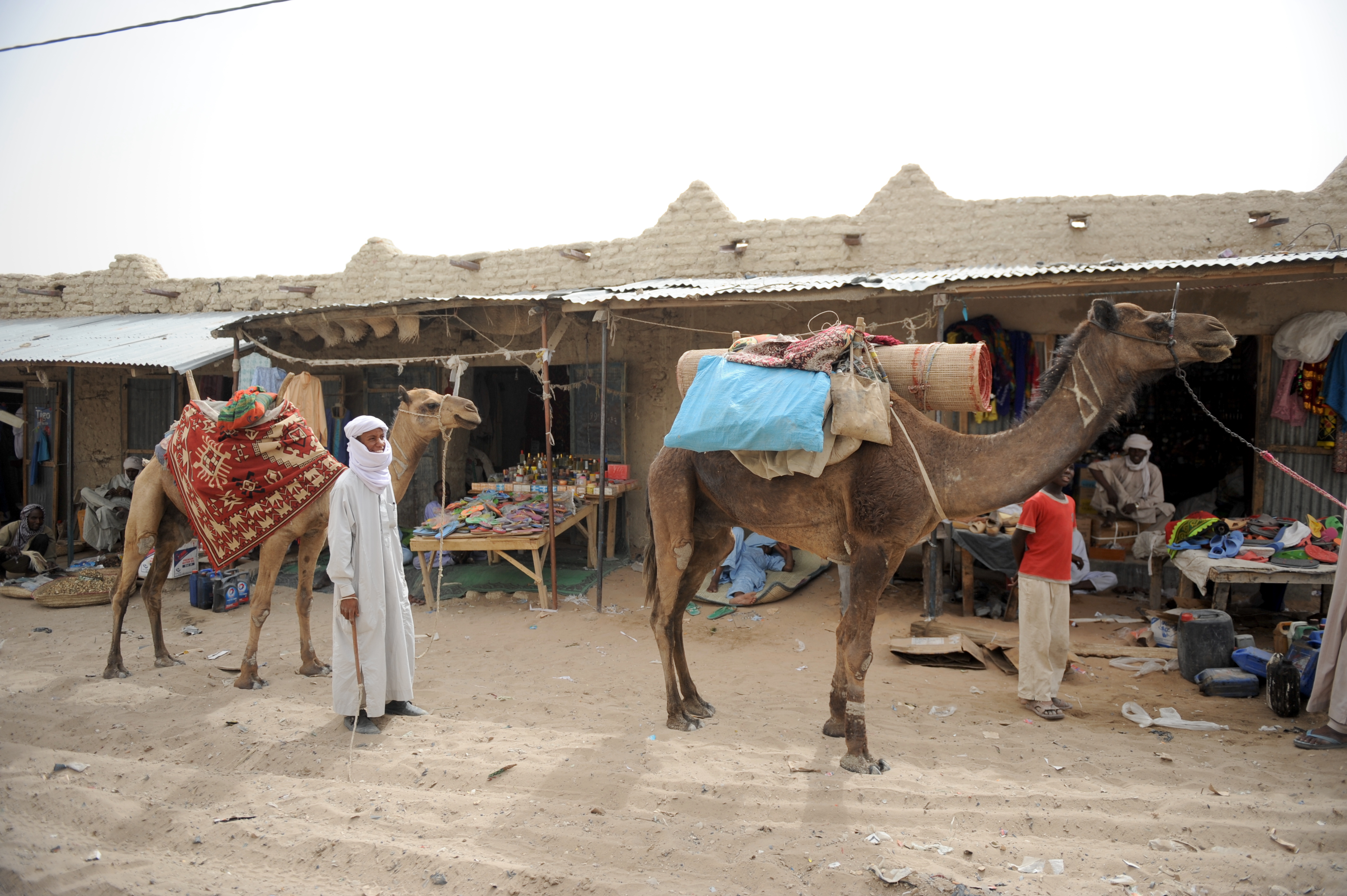
Deux chameaux qui transportent des matériaux

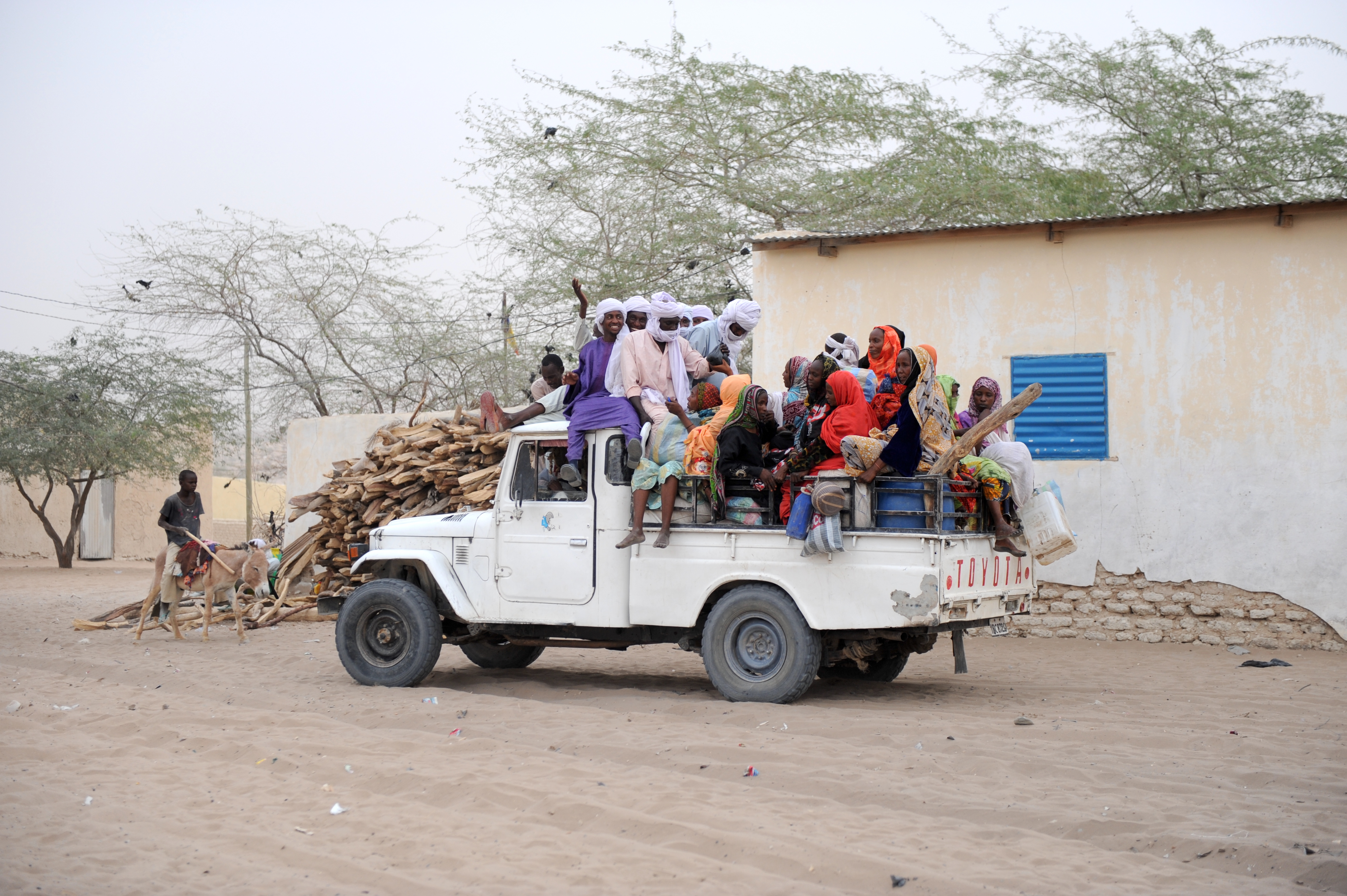
Voiture de transport Mao 2012

Trois axes routiers transafricains traversent le Tchad:
1. Transafricaine 3, Tripoli - Le Cap (Afrique du Sud) —
2. Route trans-sahélienne, Dakar (Sénégal) - N'Djaména —
3. Transafricaine 6, N'Djaména - Djibouti —

En 2018, le Tchad compte un total de 44 000 km de routes, dont environ 260 km sont bitumées. Il existe des routes qui relient le Tchad à la République centrafricaine, au Niger, au Nigeria et au Cameroun. Les approvisionnements en carburant peuvent être irréguliers, même près de la capitale, et sont coûteux. Ailleurs, ils sont pratiquement inexistants. Les principaux modes de transport dans les villes du Tchad sont les bus et les taxis mais, même dans les villes, toutes les routes ne sont pas bitumées.
En 2012, le Tchad compte environ 58 aéroports, dont seulement 9 avec des pistes bitumées. En 2015, environ 28 332 passagers sont transportés par les compagnies aériennes régulières du Tchad. Il existe des vols entre N'Djaména, Sarh, Mao et Mandoul mais la majorité de la population tchadienne n'a pas les moyens financiers de prendre l'avion pour se rendre dans d'autres villes. Les bus et les taxis-brousse (taxis collectifs) sont opérationnels entre les villes du Tchad et ce sont les moyens de transport les moins chers. Dans le Nord, les routes ne sont que des pistes à travers le désert et le transport se fait surtout avec l'aide des animaux (chameaux, chevaux, ânes). Seulement, les nomades sont de plus en plus contraints à la sédentarité, en raison du réchauffement climatique qui entraîne une pénurie d'eau et donc décime les bêtes.
Il n'existe pas de chemins de fer au Tchad, bien que des négociations soient en cours pour construire des chemins de fer reliant le Cameroun au Tchad. Le transport fluvial au Tchad est limité au sud-ouest, avec les fleuves Logone et Chari, qui se jettent dans le lac Tchad un peu plus au nord, en passant par la capitale où ils s'unissent. Ils ne sont navigables que lors de la saison des pluies.

### Télécommunications
Le Tchad était historiquement l'un des pays les moins avancés en matière de télécommunication. Ainsi, en 2000, il n'y avait que 14 lignes téléphoniques fixes pour 10 000 habitants dans le pays, l'une des densités téléphoniques les plus faibles au monde. En 2022, le système de télécommunication est basique et coûteux, avec des services de téléphonie fixe fournis par la compagnie de téléphone publique Sotel Tchad, que trois opérateurs redistribuent localement : Tigo, racheté en 2019 par Maroc Telecom, Airtel et Salam (l'offre de Sotel Tchad).
En 2020, près de 9 millions de tchadiens étaient abonnés à une offre de téléphone, essentiellement mobile. Le taux de pénétration d'internet est passé de 48,9 % à 55,5 % entre 2019 et 2020. Le secteur télécom a généré un chiffre d'affaires cumulé de 152 milliards de francs CFA en 2020 (230 millions d'euros).

### Médias
L'audiovisuel tchadien est en plein changement. Il est désormais hébergé, depuis 2019, dans la plus haute tour de la capitale, située dans le quartier administratif, et est doté de matériel extrêmement moderne et performant. L'Office national des médias audiovisuels (Onama) est né en décembre 2018 après un vote unanime des députés. L'objectif à l'époque est de remplacer l'Office national de radio et télévision du Tchad afin de tourner la page des déficits financiers passés. Le but est aussi d'apporter plus d'éthique et de modernité dans le fonctionnement des médias tchadiens. Enfin, le dernier objectif est de permettre un meilleur accès de la population à la télévision. Si auparavant la seule chaîne de télévision était la chaîne publique Télé Tchad, aujourd'hui on dénombre plusieurs chaînes dont une chaîne d'information continue.
La radio a une portée de diffusion beaucoup plus grande, mais elle connaît aussi de nombreux problèmes matériels. Les radios privées manquent de moyens pour entretenir le matériel qui est onéreux et beaucoup finissent par cesser d'émettre, privant ainsi la population de leur principal accès à l'information.
L'Onama a un statut qui acte son autonomie. Néanmoins, l'indépendance des médias n'est pas assurée. Les autorités justifient ce manquement par des problèmes de sécurité. Reporters sans frontières place pourtant le pays au 123e rang dans le classement mondial de la liberté de la presse. L'ONG est inquiète de la sécurité et de la protection des journalistes sur place, qui font l'objet dans l'exercice de leur fonction de maltraitance et d'arrestations. De plus, les réseaux sociaux sont régulièrement coupés, sans aucune explication de la part des autorités ou des opérateurs téléphoniques, faisant du Tchad l'un des pires cybercenseurs du continent africain ces dernières années. Enfin, les journaux, déjà limités en distribution en raison des faibles taux d'alphabétisation et des difficultés d'acheminement, sont aussi malmenés par la censure.

## Culture

### Cuisine

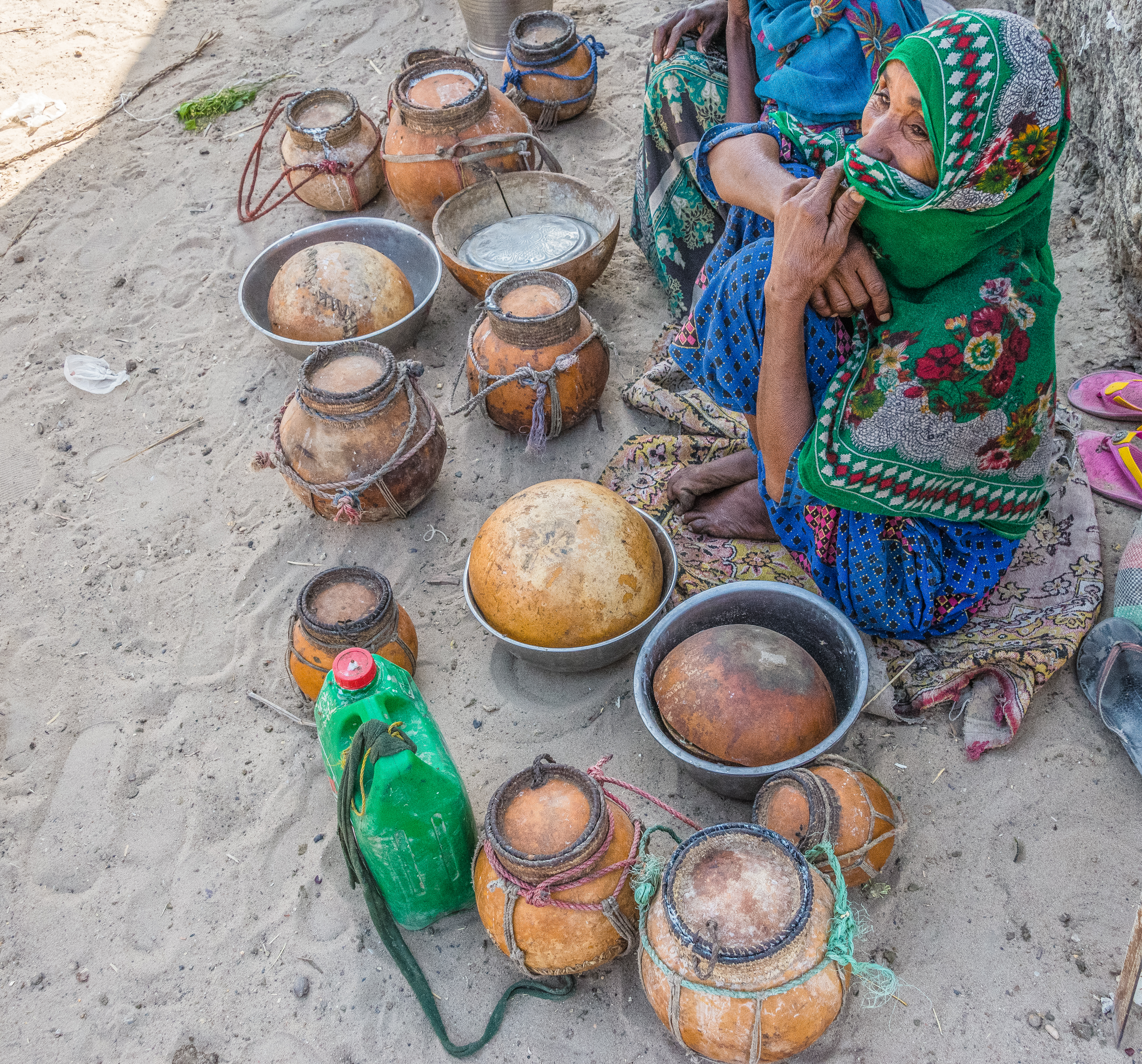
Femme tchadienne vendant du lait.

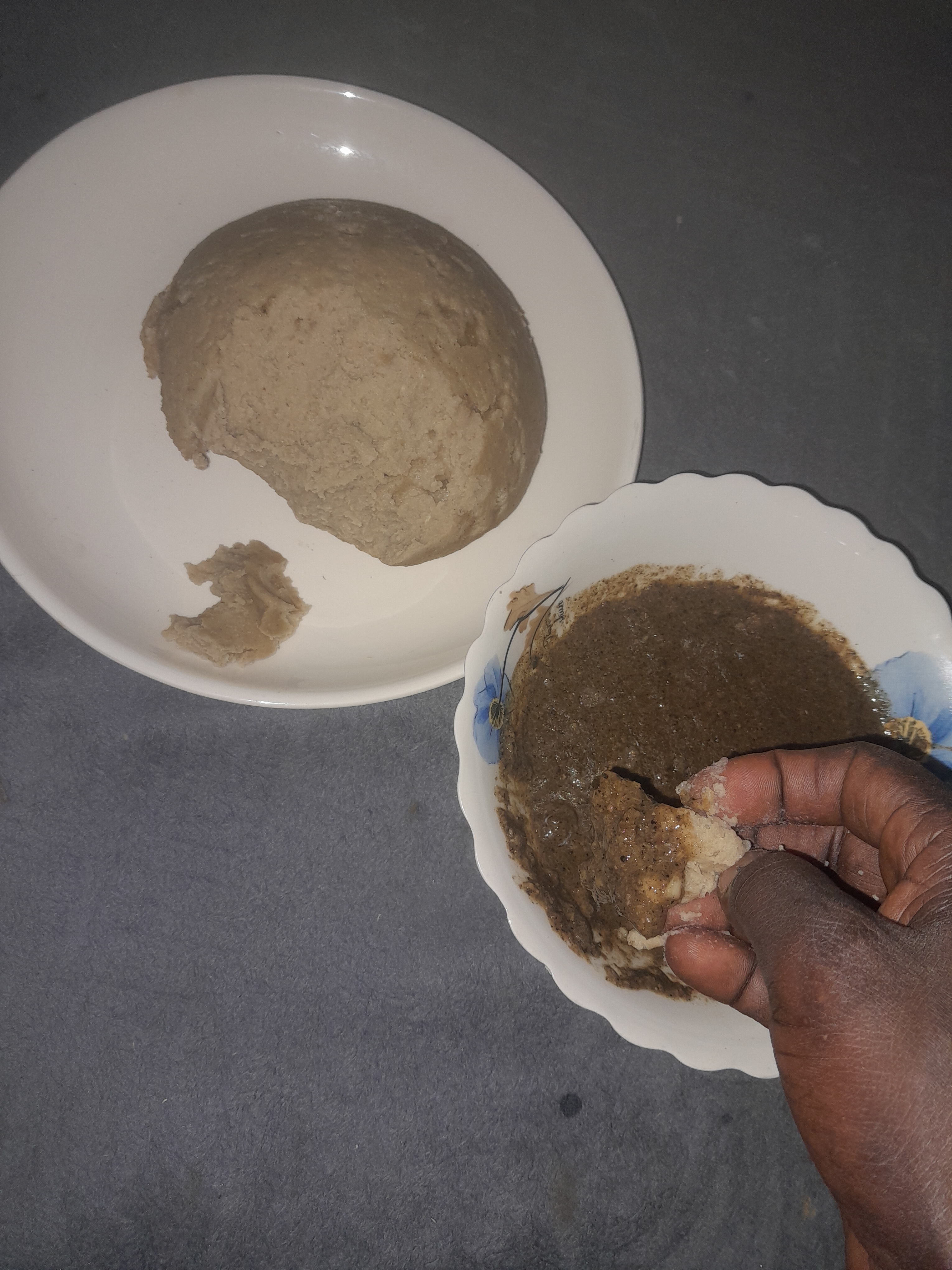
Boule de céréale avec sauce de gombo sec accompagné par kawal.

Le millet est l'aliment de base de la cuisine tchadienne. Il est utilisé pour faire des boules de pâte que l'on trempe dans des sauces. Dans le Nord, ce plat est connu sous le nom d'alys ; dans le Sud, sous le nom de biya. Le millet est également transformé en crêpes qui sont frites dans l'huile. Les boissons alcoolisées, bien qu'absentes dans le Nord, sont populaires dans le Sud, où les gens boivent de la bière de millet, appelée billi-billi lorsqu'elle est brassée à partir de millet rouge, et coshate lorsqu'elle est faite à partir de millet blanc. Le sorgho, un autre type de céréale, est également un aliment de base important. Le riz est cultivé dans certaines régions, mais le maïs et le blé sont rares.

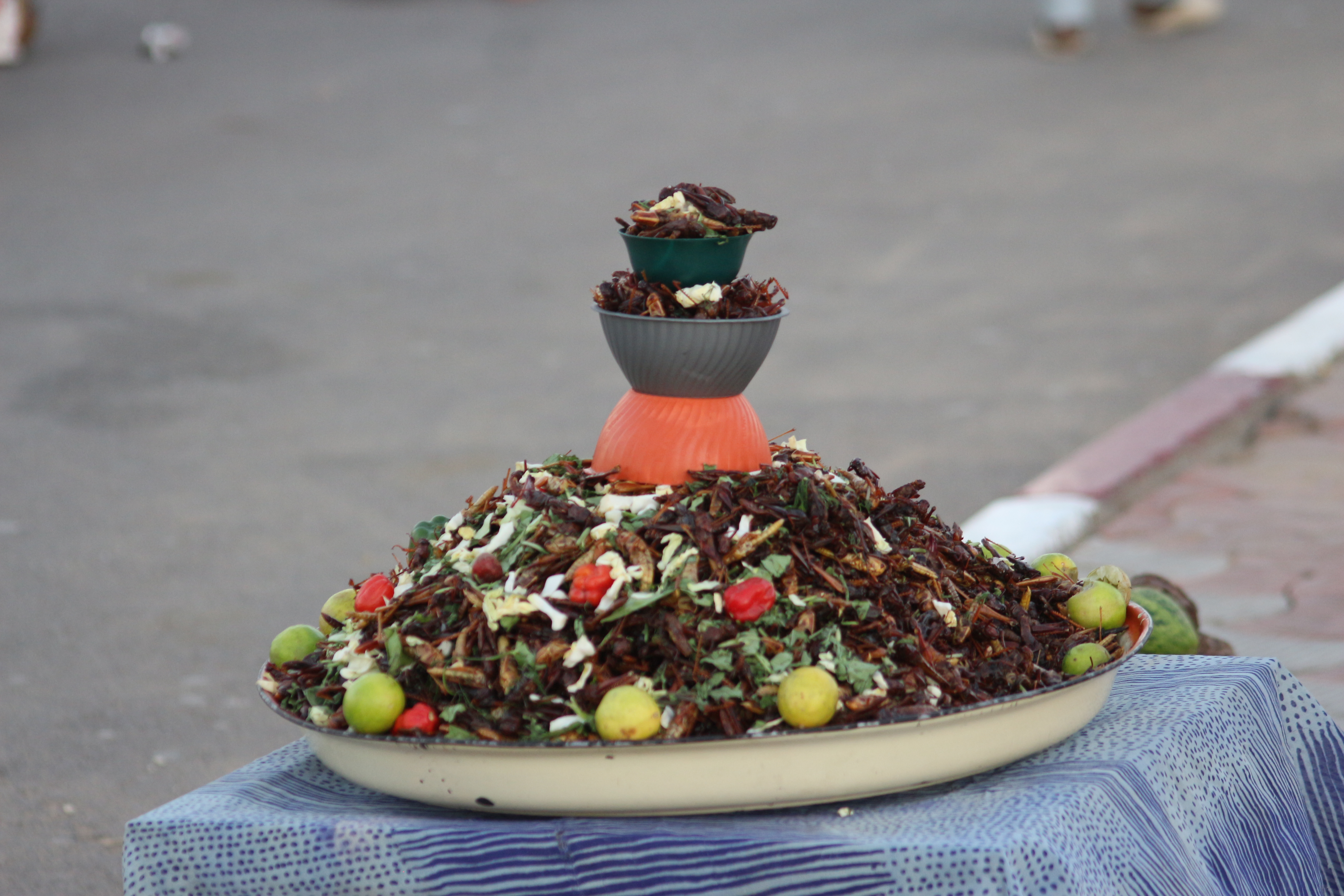
Criquets (djaratt) grillés ou frits vendus au Tchad.

Les viandes de bœuf, poulet et mouton sont disponibles dans la plupart des régions, en particulier dans le nord, où l'élevage de bétail est commun. Les musulmans ne mangent pas de viande de porc, mais celle-ci est consommée à N'Djaména et dans le Sud du Tchad. Le poisson est également populaire. Ils abondent dans les lacs et les rivières du Tchad. Le poisson le plus commun est la perche du Nil, appelée capitaine. Le salanga (petit poisson séché ou salé) et le banda (gros poisson fumé) sont populaires parmi les Tchadiens et sont exportés vers le Cameroun et le Nigeria.
Côté légumes, le gombo est très apprécié des Tchadiens et est utilisé comme base d'une sauce appelée gumbo. Les feuilles de la plante de manioc sont un autre légume commun. De nombreux fruits poussent dans le sud, comme les mangues, goyaves et bananes. Dans le nord aride, les dattes et les raisins secs, qui poussent dans les oasis, sont utilisés dans de nombreux plats. Les cacahuètes sont un en-cas populaire et sont consommées crues ou grillées. Le carcaje est un thé rouge sucré très apprécié extrait des feuilles d'hibiscus.
Le repas du soir est le repas le plus important de la journée. Il est servi dans une grande assiette posée au milieu d'une natte. Les gens se rassemblent autour de l'assiette et s'assoient sur le sol. En général, les hommes et les femmes mangent séparément.

### Musique

#### Instruments traditionnels

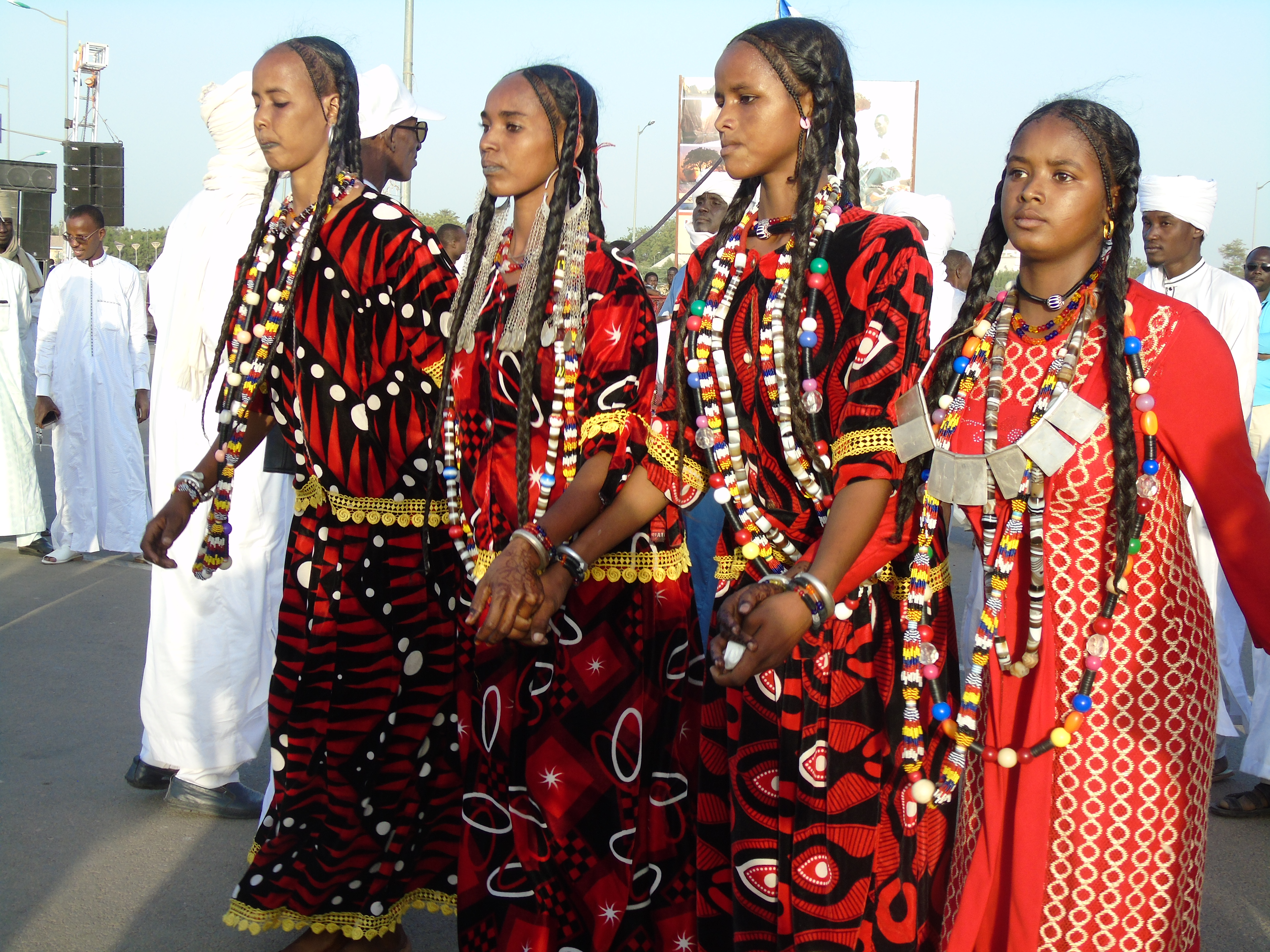
Danse folklorique du Batha.

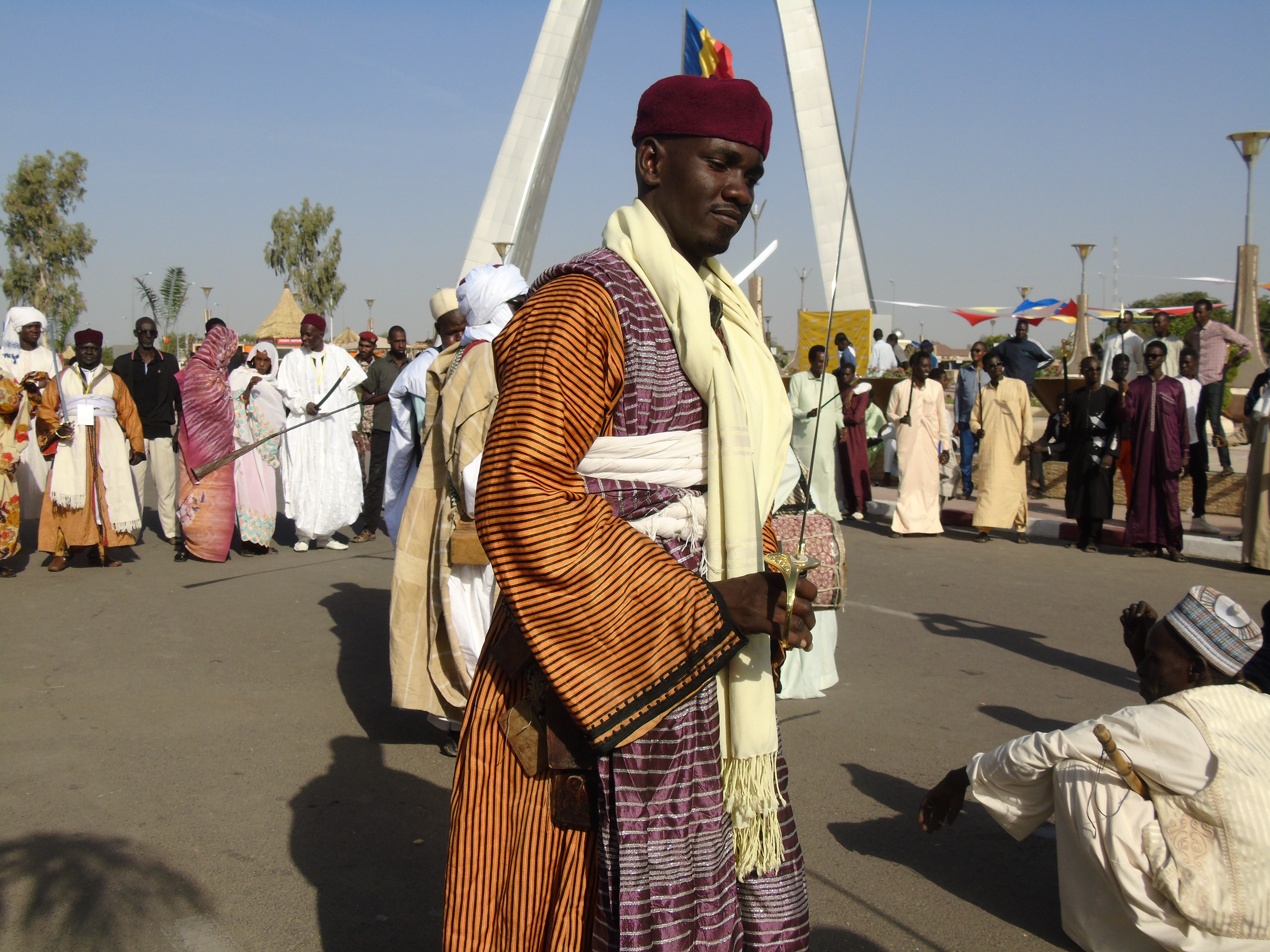
Danse folklorique du Kanem.

La musique du Tchad comprend un certain nombre d'instruments tels que le kinde, une sorte de harpe à archet, le kakaki, une longue corne en étain, et le hu hu, un instrument à cordes qui utilise des calebasses comme haut-parleurs. D'autres instruments sont davantage liés à des groupes ethniques spécifiques. Les Sara préfèrent les sifflets, les balafons, les harpes et les tambours. Les Kanembu combinent les sons des tambours avec ceux d'instruments ressemblant à des flûtes. Les Baguirmians enfin utilisent des tambours et ont une danse distinctive dans laquelle les danseurs manient de grands pilons à grains et font semblant de les utiliser sur un autre danseur.

#### Groupes de musique tchadiens

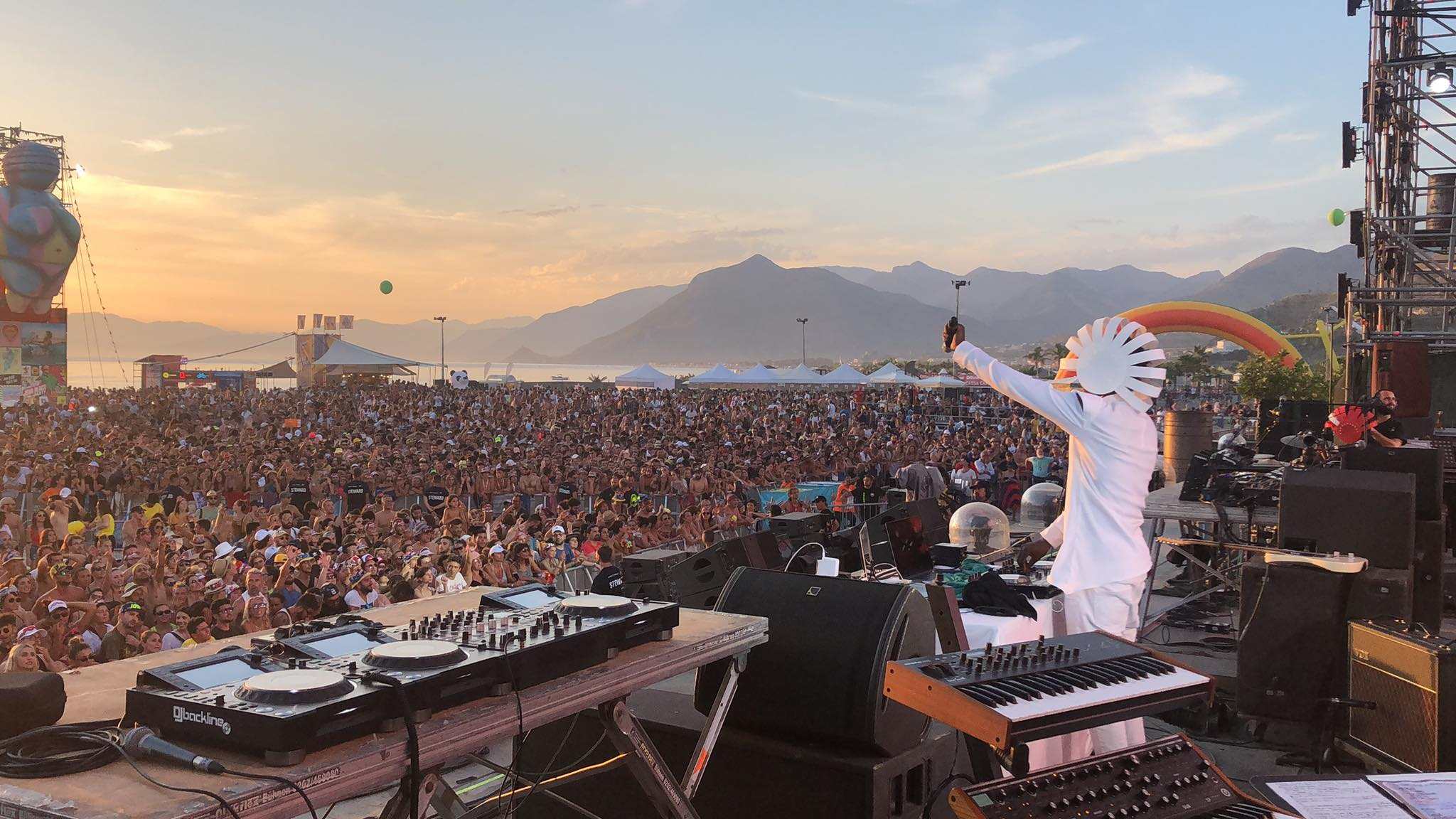
Afrotronix coiffé du Dom, symbole du savoir faire ancestral actualisé en Italie

C'est en 1964 que naît Chari Jazz, le premier groupe qui initie la scène musicale moderne du Tchad. Plus tard, des groupes renommés, comme African Melody et International Challal, fondé par Maître Gazonga, tentent de mélanger modernité et tradition en liant instruments traditionnels et électriques. Suivent Tibesti, un autre groupe bien connu, jouant du saï, un type de musique qui s'inspire des rythmes folkloriques du sud du pays ; Ahmed Pecos qui crée avec sa guitare des musiques d'inspiration soudanaise ; ou encore Clément Masdongar, un musicien et chanteur tchadien qui se produit également en France. Le très populaire groupe H'sao formé des frères Rimtobaye remporte en 2001 la médaille de bronze au Jeux de la Francophonie . Succès qui permettra à son fondateur, Caleb Rimtobaye, de lancer le projet afrofuturiste Afrotronix, lui même récipiendaire de 18 récompenses internationales, et sacré meilleur Dj africain au All Africa Music Awards en 2018 au Ghana et meilleur duo électro en 2019 au Nigéria. Aujourd'hui, la piraterie et le manque de protections légales pour les droits des artistes restent un problème de taille pour le développement de l'industrie musicale tchadienne.

### Littérature
Le Tchad est le berceau de plusieurs écrivains importants. Les contes de Joseph Brahim Seid, dont Au Tchad sous les étoiles (1962) et l'autobiographique Un enfant du Tchad (1967) sont des classiques tchadiens. Baba Moustapha, décédé en 1982 à l'âge de 30 ans, laisse plusieurs œuvres remarquables, dont Le Commandant Chaka, publiée à titre posthume en 1983, qui dénonce les dictatures militaires. Parmi les écrivains les plus connus au niveau international figurent encore Antoine Bangui et Koulsy Lamko, Nimrod, Cheik Souleyman, Don Ebert et Nassir Ali Abbasia. La poésie est également une forme d'expression populaire dans le nord.
Néanmoins, depuis les années 1970 jusqu'à 2016, on compte seulement une soixantaine d'œuvres de fiction écrite par une vingtaine d’auteurs tchadiens. C'est un rendement national très faible. Les auteurs tchadiens sont en effet souvent contraints d'écrire depuis l'exil. Ils génèrent ainsi une littérature dominée par les thèmes de l'oppression politique et du discours historique.

### Cinéma
Le développement d'une industrie cinématographique tchadienne, qui commence avec les courts métrages d'Edouard Sailly dans les années 1960, est entravé par les dévastations des guerres civiles et par le manque de cinémas. L'industrie du long métrage tchadien recommence à se développer dans les années 2000, avec le travail des réalisateurs Mahamat-Saleh Haroun, Issa Serge Coelo et Abakar Chene Massar. Mahamat-Saleh Haroun est ainsi le premier réalisateur tchadien à remporter, pour son film Daratt, le Grand Prix Spécial du Jury au 63e Festival International du Film de Venise en 2006, et pour son long métrage Un homme qui crie, le prix du jury au Festival de Cannes de 2010.
Une nouvelle vague de jeunes cinéastes fait son apparition. Néanmoins, les difficultés restent entières, comme l'explique en 2018 le réalisateur Issa Serge Coelo : « On est un peu démoralisés, parce qu'il n’y a pas de soutien ni du public ni de l'État, ni des ministères de tutelle ni des professionnels. On organise donc les choses à notre rythme, on trouve de l'argent comme on peut pour tourner quelques séquences, un petit court-métrage… On peut dire qu'il n'y a pas assez de films tchadiens, on n'en a pas fait beaucoup. On n'a pas de « cinéma », on a juste quelques films et un ou deux ou trois, quatre cinéastes, mais il n'y a pas de cinéma tchadien à proprement parler. Il n'y a pas de fonds pour la production de films, il n'y a pas de salle de cinéma à part Le Normandie qui est maintenant fermé, il n'y a pas de professionnels qualifiés : il nous manque beaucoup de choses. On n'a pas de sociétés de production ou de post-production… ».

### Objets d'art et artisanat

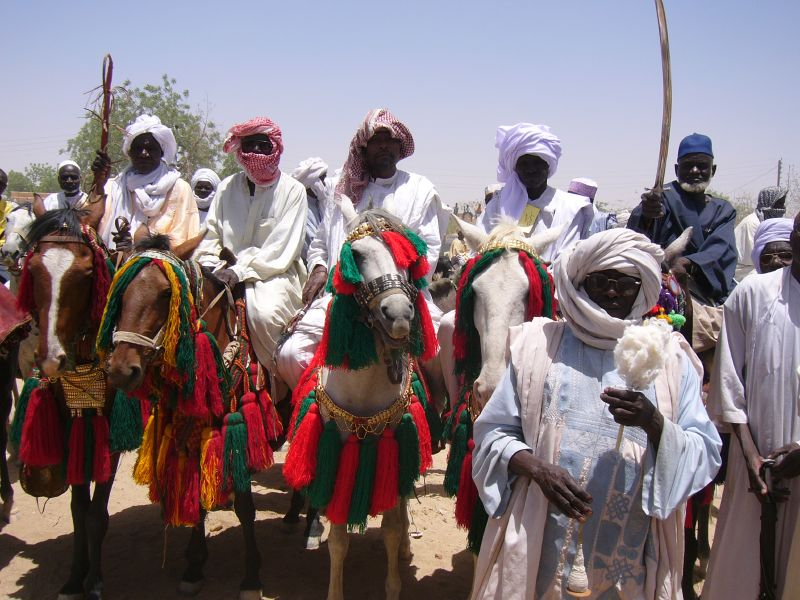
Habits traditionnels des chefs tchadiens.

En raison de sa grande variété de peuples et de langues, le Tchad possède un riche patrimoine culturel. C'est ainsi pour promouvoir cette culture et ces diverses traditions tchadiennes qu'ouvre en 1962 le Musée national du Tchad. En 2010, la collection permanente déménage dans un bâtiment flambant neuf de la capitale, qui peine néanmoins à dissimuler les espaces vides. Le pays réclame le retour de ses trésors archéologiques actuellement présents dans les musées français
L'artisanat tchadien est riche. Il comprend notamment des tapis, nattes tissées, tissus, bijoux, tapis de laine, perles, produits en cuir et sculptures en bois. Les calebasses sont façonnées et gravées pour servir de nombreux usages domestiques et pour fabriquer des instruments de musique. Le village de Gaoui, à une courte distance de N'Djaména, est par exemple connu pour sa poterie fine, mais chaque village possède ses propres formes de poteries ou de jarres.

### Sport

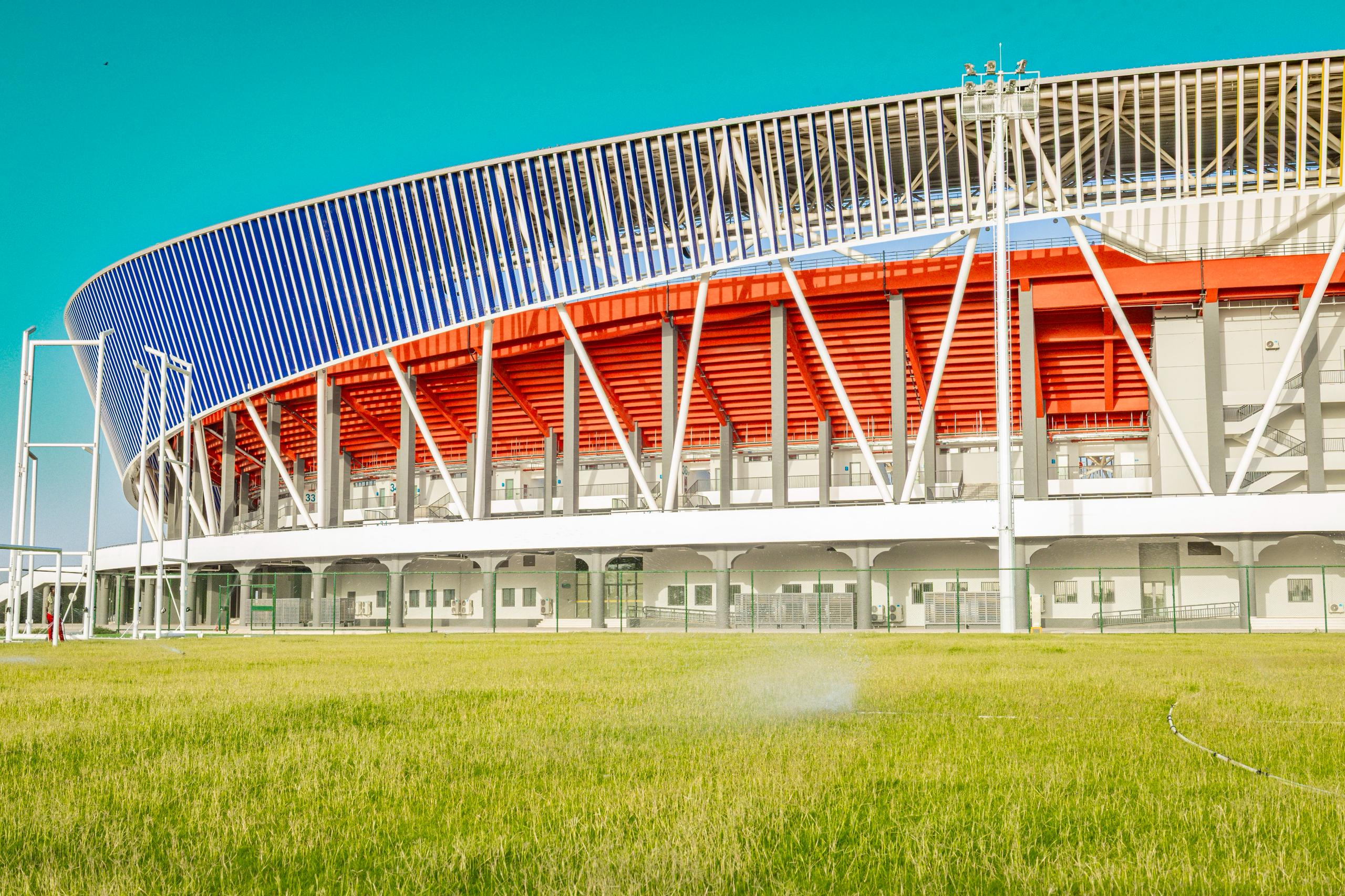
Stade MIDI à N'Djaména, Tchad 2025

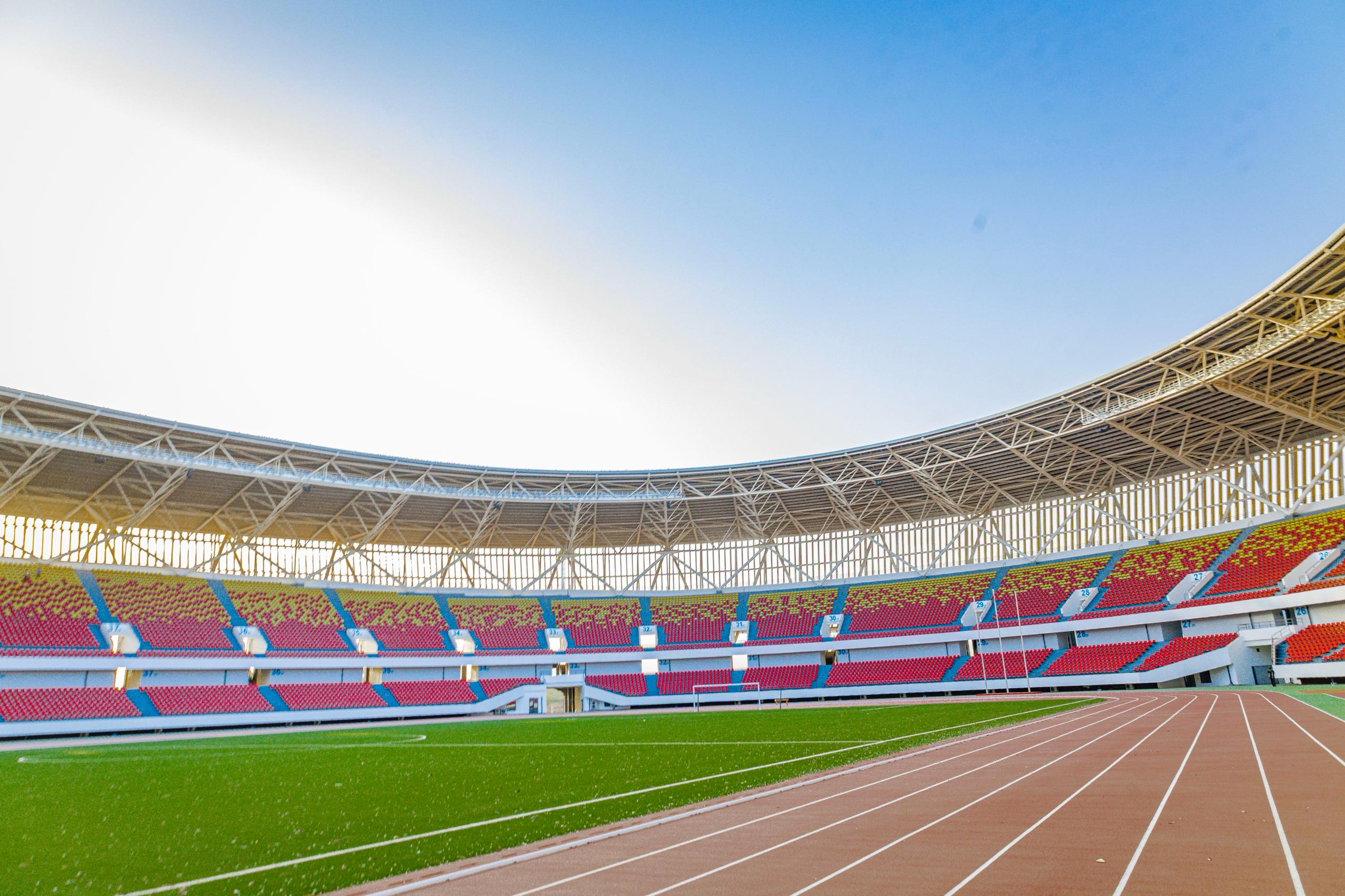
Stade MIDI à l'intérieur, 2025

Le football est le sport colectif le plus populaire du Tchad. L'équipe nationale du pays est suivie de près lors des compétitions internationales et les enfants jouent au football dès qu'ils en ont l'occasion. De nombreux joueurs de football tchadiens, comme Nambatingue Tokomon et Japhet N'Doram, ont joué pour des équipes françaises.
Le basket-ball est largement pratiqué dans les villes. De nombreux tchadiens excellent également dans la course à pied et le saut en hauteur, comme Mahamat Idriss, qui a donné son nom à un grand stade de sport à N'Djaména.
Dans tout le pays, les Tchadiens aiment la lutte libre. Les combats ont souvent lieu lorsque deux groupes se rencontrent pour abreuver leur bétail. Les participants des deux groupes se mettent par deux en fonction de leur âge. Les combattants s'habillent traditionnellement en peaux d'animaux et se couvrent de poussière. Parmi les tribus Sara Kaba du Sud du Tchad, ce type de lutte est connu sous le nom de mbilé.

### Fêtes et jours fériés
| Date                                                                                      | Nom français                              | Remarques |
| ----------------------------------------------------------------------------------------- | ----------------------------------------- | --- |
| Fêtes civiles                                                                             |                                           | |
| 1er janvier                                                                               | Jour de l'an                              | Premier jour de l'année ; |
| 1er mai                                                                                   | Fête du travail                           | Fête directement inspirée de la Fête du Travail française ; |
| 11 août                                                                                   | Jour de l'Indépendance                    | Date anniversaire de l'indépendance et fête nationale ; |
| 28 novembre                                                                               | Jour de la République                     | Proclamation de la République en 1958 ; |
| 1er décembre                                                                              | Journée de la liberté et de la démocratie | Anniversaire de la prise de pouvoir de l'ancien président Idriss Déby en 1990. Cette fête fait l'objet de polémique à cause de sa tonalité politique ;           |
| Fêtes chrétiennes                                                                         |                                           | |
| Mars / Avril                                                                              | Lundi de Pâques                           | Le lundi de Pâques est le lendemain du jour de Pâques. La fête de Pâques étant mobile, sa date est variable ;                                                    |
| Mai                                                                                       | Ascension                                 | L'Ascension est une fête chrétienne célébrée le quarantième jour à partir de Pâques ;                                                                            |
| 15 août                                                                                   | Assomption                                | Fête célébrant l'ascension de Marie, fériée dans la plupart des pays catholiques ;                                                                               |
| 1er novembre                                                                              | Toussaint                                 | Hommage aux saints ; |
| 25 décembre                                                                               | Noël                                      | Naissance du Christ. |
| Fêtes musulmanes : la date des fêtes musulmanes varie en fonction du calendrier lunaire ; |                                           | |
| Aîd Alkabir                                                                               | Aîd Alkabir                               | Fête de Tabaski ou fête de Moutons chaque année ; |
| Aïd Alfitr                                                                                | Aïd Alfitr                                | Fête du Ramadan chaque année ; |
| Achoura'a                                                                                 | Achoura'a                                 | Premier mois du calendrier musulman (année hégirienne), Achoura marque la commémoration du massacre d'al Husayn (fils de Ali et petit-fils du Prophète Muhammad) |
| Hégire (nouvel an)                                                                        | Hégire (nouvel an)                        | Nouvel an du calendrier musulman ; |
| Isra'a et Mi'raj                                                                          | Isra'a et Mi'raj                          | Commémoration de la Nuit de l'Ascension et du Voyage nocturne.                                                                                                   |

### Ouvrages
- Arol Ketchiemen, Dictionnaire de l'origine des noms et surnoms des pays africains, Favre, 2014, 316 pages, p. 290.
- Comité scientifique international pour la rédaction d'une Histoire générale de l'Afrique, Royaumes et peuples du Tchad, UNESCO, 1984 (lire en ligne)
- Marc Michel, « Afrique française libre », dans François Marcot (dir.), Dictionnaire historique de la Résistance, Paris, Robert Laffont, 2006 (ISBN 2-221-09997-4), p. 317-319.
- Gérard-François Dumont, Géopolitique et populations au Tchad, Paris, Cairn, 1er octobre 2008 (lire en ligne), p. 263-288.
- Mohamed Tozy, Les mouvements de renouveau religieux, Paris, Cairn, 1995 (lire en ligne), p. 111-135
- Gérard-François Dumont, Géopolitique et populations au Tchad, Paris, Cairn, 1er octobre 2008 (lire en ligne), p. 263-288.
- Danielle Ben Yahmed et Nicole Houstine, Atlas de l'Afrique: Tchad, Éditions du Jaguar, décembre 2012, 135 p.

### Rapports, fiches pays et banques de données
- Banque mondiale, « Superficie (kilomètres carrés) - Chad | Data » , sur donnees.banquemondiale.org (consulté le 1er avril 2022).
- « Tchad | Data », sur donnees.banquemondiale.org (consulté le 18 mars 2022).
- « Hauteur moyenne des précipitations (mm par an) - Chad | Data », sur donnees.banquemondiale.org (consulté le 20 avril 2022).
- (en) « Constitution tchadienne de 1996, revue en 2005 »  (consulté le 2 avril 2022).
- « 5e Rapport National sur la Diversité Biologique du Tchad », 2014.
- « Chad (09/06) », sur U.S. Department of State (consulté le 2 avril 2022).
- « États membres | Union africaine », sur au.int (consulté le 2 avril 2022).
- « Le Tchad dans l'espace CEDEAO, pourquoi pas ? - OCDE », sur www.oecd.org (consulté le 2 avril 2022).
- « Organisation de la Coopération Islamique », sur www.oic-oci.org (consulté le 2 avril 2022).
- « Décorations du Tchad », sur www.semon.fr (consulté le 16 mai 2019).
- « Tchad • Fiche pays • PopulationData.net », sur PopulationData.net (consulté le 11 avril 2022).
- (en) Usherbrooke, « Statistiques Tchad » , sur Usherbrooke, 1er janvier 2022 (consulté le 12 avril 2022).
- « Tchad | Data », sur donnees.banquemondiale.org (consulté le 11 avril 2022).
- « Tchad • Fiche pays • PopulationData.net », sur PopulationData.net (consulté le 20 avril 2022).
- « The World Factbook, « Chad » », sur cia.cov, 26 mai 2022 (consulté le 4 juin 2022).
- « PopulationData.net », sur PopulationData.net (consulté le 20 avril 2022).
- « Tchad | COMMISSION DE LA CEMAC », sur www.cemac.int (consulté le 11 avril 2022).
- « Chad (09/06) », sur U.S. Department of State (consulté le 11 avril 2022).
- INSEED, Deuxième recensement général de la population et de l'habitat, N'Djaména, 2009 (lire en ligne).
- « Tchad », sur www.axl.cefan.ulaval.ca (consulté le 11 avril 2022).
- « Tchad | COMMISSION DE LA CEMAC », sur www.cemac.int (consulté le 11 avril 2022).
- « Glottolog 4.5 - Languages », sur glottolog.org (consulté le 11 avril 2022).
- « Religions in Chad | PEW-GRF », sur www.globalreligiousfutures.org (consulté le 11 avril 2022).
- « Tchad - Religions 2010 », sur countryeconomy.com (consulté le 11 avril 2022).
- (en) Bureau of Public Affairs Department Of State. The Office of Electronic Information, « Chad », sur 2001-2009.state.gov (consulté le 11 avril 2022).
- (en-US) Joseph Liu, « Table: Christian Population as Percentages of Total Population by Country », sur Pew Research Center's Religion & Public Life Project, 19 décembre 2011 (consulté le 11 avril 2022).
- « En savoir plus sur la pauvreté au Tchad », sur Croissant Rouge Européen, 22 juillet 2020 (consulté le 13 avril 2022).
- « Chad », sur www.unaids.org (consulté le 13 avril 2022).
- « Tchad - Vue d'ensemble », sur World Bank (consulté le 13 avril 2022).
- « Tchad Rapport de situation, 25 sept 2020 - Chad », sur ReliefWeb (consulté le 20 avril 2022).
- « Tchad : Situation des réfugiés, déplacés internes et retournés au 31 mars 2022 », sur Haut Commissariat des Nations unies pour les réfugiés (consulté le 17 mai 2022).
- « Phase 3 », sur www.eda.admin.ch (consulté le 18 avril 2022)
- (en) « CHAD Columbia Public Health », sur www.publichealth.columbia.edu (consulté le 13 avril 2022).
- Comité des droits de l'homme des Nations Unies, « Le Comité des droits de l'homme examine le rapport du Tchad » , sur Haut Commissariat des Nations Unies pour les Droits de l'Homme, 18 mars 2014 (consulté le 12 avril 2022).
- « Chad Data », sur data.worldbank.org (consulté le 4 avril 2022).
- « Indicateurs et conjoncture - TCHAD | Direction générale du Trésor », sur www.tresor.economie.gouv.fr (consulté le 4 avril 2022).
- « Agriculture et alimentation », sur World Bank (consulté le 4 avril 2022).
- Statista Research Department, « Perception de la corruption au Tchad 2015-2019 » , sur Statista, 17 juin 2020 (consulté le 8 avril 2022).
- Bureau de la coordination des affaires humanitaires de l'ONU, Situation humanitaire au Tchad, mars 2022 (lire en ligne).
- (en) « Chad », sur SEforALL Africa Hub (consulté le 13 avril 2022).
- (en) « access to electricity », sur banque mondiale
- (en) « Indicateurs internationaux de développement humain du Tchad », sur usherbrooke.ca
- (en) « Country Reports on Human Rights Practices for 2015 », sur United States Department of State
- « Tchad • Fiche pays • PopulationData.net », sur PopulationData.net (consulté le 11 avril 2022).
- « Chad (09/06) », sur U.S. Department of State (consulté le 28 avril 2022).
- INSEED, Deuxième recensement général de la population et de lhabitat, N'Djaména, 2009 (lire en ligne)
- « Tchad Carte », sur fr.mapsofworld.com (consulté le 28 avril 2022).
- « Les 30 pays les plus grands et les plus peuplés », sur DonnéesMondiales.com (consulté le 28 avril 2022).
- « Bénéfices tirés du pétrole (% du PIB) - Chad | Data », sur donnees.banquemondiale.org (consulté le 4 avril 2022).
- « Organisation des Nations Unies pour l'alimentation et l'agriculture: Le pays en un coup d'oeil | La FAO au Tchad | منظمة الأغذية والزراعة للأمم المتحدة », sur www.fao.org (consulté le 4 avril 2022).
- « Symboles nationaux du Tchad », sur diakadi.com (consulté le 12 août 2019)
- « Tchad », sur www.point-voyages.com (consulté le 20 avril 2022).
- « Recherche géographique », sur anom.archivesnationales.culture.gouv.fr (consulté le 18 avril 2022)
- « Ministère des ColoniesSéries géographiquesTchad », sur FranceArchives (consulté le 18 avril 2022).
- « Du Tchad à la Syrie, les interventions extérieures de l'armée française depuis 1981 : chronologie », sur Vie publique.fr (consulté le 2 avril 2022).
- « Données géographiques et identité religieuse au Tchad » , sur La Croix (consulté le 7 avril 2022).
- (en) « Chad - Climate | Britannica », sur Encyclopædia Britannica (consulté le 28 avril 2022).
- « Le contexte économique du Tchad - TRADE Solutions BNPParibas », sur m.tradesolutions.bnpparibas.com (consulté le 20 avril 2022).
- « TCHAD 2020 Archives » , sur Amnesty International (consulté le 18 mars 2022).
- UNESCO Centre du patrimoine mondial, « Lacs d'Ounianga », sur UNESCO Centre du patrimoine mondial (consulté le 20 avril 2022).
- Ministère de l'Europe et des Affaires étrangères, « Tchad- Sécurité », sur France Diplomatie - Ministère de l'Europe et des Affaires étrangères (consulté le 4 avril 2022).
- « Tourism, travel, and recreation - Chad », sur www.nationsencyclopedia.com (consulté le 4 avril 2022).
- « Tchad. Gastronomie », sur www.geo.fr (consulté le 8 avril 2019)
- (en) « Perspective Monde Outil pédagogique des grandes tendances mondiales depuis 1945 », sur usherbrooke.ca
- « Tchad », sur www.axl.cefan.ulaval.ca (consulté le 28 avril 2022).
- CEMAC, « Fiche Tchad », sur www.cemac.int (consulté le 28 avril 2022).
- Encyclopædia Universalis, « TCHAD », sur Encyclopædia Universalis (consulté le 28 avril 2022).
- « Chad - Rivers », sur countrystudies.us (consulté le 28 avril 2022).

### Articles
- Henri Schirmer, « Les traités de partage de 1894 en Afrique centrale », Annales de géographie, vol. 4, no 17,‎ 1895, p. 480–498 (ISSN 0003-4010, DOI 10.3406/geo.1895.5730, lire en ligne, consulté le 18 avril 2022),
- Viviana Pâques, « Origine et caractères du pouvoir royal au Baguirmi », Journal des Africanistes, vol. 37, no 2,‎ 1967, p. 183–214 (DOI 10.3406/jafr.1967.1421, lire en ligne, consulté le 13 avril 2022).
- « Symposium on the evaluation of fishery resources in the development and management of inland fisheries », sur www.fao.org, 1972 (consulté le 13 avril 2022).
- « La Fusion du Tchad et de la Libye : une sixième tentative "d'union " », Le Monde.fr,‎ 8 janvier 1981 (lire en ligne, consulté le 18 avril 2022).
- « La Libye restitue la bande d'Aouzou », sur Les Echos, 31 mai 1994 (consulté le 18 avril 2022).
- Stephen Smith, « Le Tchad entre dans le conflit congolais. Plus de 1000 Tchadiens viennent soutenir la contre-offensive de Kabila. » , sur Libération, 30 septembre 1998 (consulté le 29 mars 2022).
- Olivier Pliez, « Le bassin du lac Tchad, un espace migratoire polarisé par la Libye ? », no 94, sur Politique africaine, février 2004 (consulté le 15 mai 2022).
- (en) Simon Massey et Roy May, « Dallas to Doba: Oil and Chad, external controls and internal politics », Journal of Contemporary African Studies, vol. 23, no 2,‎ 2005, p. 253–276 (ISSN 0258-9001, DOI 10.1080/02589000500176065)
- (en) BBC, « Chad votes to end two-term limit » , sur Site Internet de la BBC, 22 juin 2005 (consulté le 2 avril 2022).
- Anne-Claire Poirson, « Où est passé l'argent du pétrole tchadien ? », sur Le Monde diplomatique, 1er septembre 2005 (consulté le 20 avril 2022).
- Marc-André Lagrange, « Darfour : des réfugiés indésirables au Sud comme au Nord ? », no 219, sur Afrique contemporaine, mars 2006 (consulté le 15 mai 2022).
- (en) Nick Drake, « Shorelines in the Sahara: geomorphological evidence for an enhanced monsoon from palaeolake Megachad », The Holocene,‎ 3 avril 2006 (lire en ligne  [PDF])
- (en) Nick Drake, « Shorelines in the Sahara: geomorphological evidence for an enhanced monsoon from palaeolake Megachad », The Holocene,‎ 3 avril 2006 (lire en ligne  [PDF])
- « L'Obs - Actualités du jour en direct », sur L'Obs, 13 avril 2006 (consulté le 2 avril 2022).
- « Le Tchad a rompu toute relation diplomatique avec le Soudan », Le Monde.fr,‎ 15 avril 2006 (lire en ligne, consulté le 2 avril 2022).
- ORSTOM, « La végétation au Tchad », Rapport général,‎ 2007 (lire en ligne  [PDF])
- « International Market Research - CHAD COUNTRY COMMERCIAL GUIDE -- FY 2005 », sur web.archive.org, 15 octobre 2007 (consulté le 4 avril 2022).
- Johanne Favre, « Réfugiés et déplacés dans l'Est du Tchad », EchoGéo,‎ 13 novembre 2007 (ISSN 1963-1197, DOI 10.4000/echogeo.2061, lire en ligne, consulté le 4 avril 2022).
- « Tchad: combats près de N'Djamena, l'armée peine à repousser les rebelles », sur ladepeche.fr, 1er février 2008 (consulté le 2 avril 2022).
- AFP, « Tchad: les forces rebelles assiègent le palais présidentiel », sur Libération, 2 février 2008 (consulté le 2 avril 2022).
- « La France évacue ses ressortissants du Tchad », sur La Tribune, 4 février 2008 (consulté le 2 avril 2022).
- « Le Conseil de sécurité condamne les attaques contre le gouvernement tchadien », sur ONU Info, 4 février 2008 (consulté le 2 avril 2022).
- « Darfour : des milliers de Soudanais fuient vers le Tchad », sur Médecins sans frontières, 18 février 2008 (consulté le 28 avril 2022).
- « Tchad : l'ONU condamne l'assassinat du représentant de "Save the Children-UK" », sur ONU Info, 1er mai 2008 (consulté le 4 avril 2022).
- « Dans l'est du Tchad, premier incident armé entre Eufor et rebelles venus du Soudan », Le Monde.fr,‎ 16 juin 2008 (lire en ligne, consulté le 2 avril 2022).
- Gérard-François Dumont, « Géopolitique et populations au Tchad », Outre-Terre, vol. 20, no 3,‎ 29 septembre 2008, p. 263–288 (ISSN 1636-3671, DOI 10.3917/oute.020.0263, lire en ligne, consulté le 28 avril 2022).
- OECD, « Figure 2.1 Part de marché des opérateurs de réseaux mobiles virtuels en France », sur dx.doi.org, 2009 (consulté le 4 avril 2022).
- Frédéric Mérand et Haingo Mireille Rakotonirina, « La force européenne au Tchad et en Centrafrique : le baptême du feu », no 114, sur Politique africaine, février 2009 (consulté le 13 mai 2022).
- Djamil @, « Deux véhicules belges détruits par des tirs soudanais au Tchad », sur Alwihda Info - Actualités TCHAD, Afrique, International, 4 février 2009 (consulté le 2 avril 2022).
- Thomas Hofnung, « L'Eufor passe le relais au Tchad », sur Libération, 16 mars 2009 (consulté le 2 avril 2022).
- Tanguy Berthemet, « Au Tchad, la rébellion met la marche avant » , sur Le Figaro, 8 mai 2009 (consulté le 29 mars 2022).
- « Les armoiries du Tchad », sur aujourdhui.com, 21 mai 2009 (consulté le 12 août 2019)
- Vincent Nguezoumka, « Profil des femmes pratiquant les Mutilations Génitales Féminines au Tchad », International Population Conference,‎ 2010 (lire en ligne )
- Poilecot, « Le braconnage et la population d'éléphants du parc national de Zakouma (Tchad) », Bois et forêts des tropiques,‎ 2010 (lire en ligne, consulté le 18 avril 2022).
- « L'accès à l'eau dans les recompositions territoriales au Tchad oriental », sur Groupe URD, 1er mars 2010 (consulté le 4 avril 2022).
- « "Les artistes sont encore mal vus au Tchad" », sur France 24, 24 mai 2010 (consulté le 13 avril 2022).
- Le Point magazine, « Visé par des mandats d'arrêt, Omar el-Béchir arrive au Tchad et défie la CPI », sur Le Point, 21 juillet 2010 (consulté le 2 avril 2022).
- « Chronologie du Tchad indépendant », sur RFI, 10 août 2010 (consulté le 18 avril 2022).
- « Idriss Déby Itno réélu sans surprise dès le premier tour avec plus de 88 % des voix », sur France 24, 9 mai 2011 (consulté le 2 avril 2022).
- « Le cinéma tchadien, une nouvelle vague ? », sur www.imagesfrancophones.org, 2012 (consulté le 13 avril 2022).
- « Importance économique et travaux de recherche sur le gombo », sur www.fao.org, 2012 (consulté le 20 avril 2022).
- « Tchad: où est passé l'argent du pétrole ? », sur Franceinfo, 14 mars 2012 (consulté le 4 avril 2022).
- Souleymane Abdoulaye Adoum, « Tchad : des guerres interminables aux conséquences incalculables », no 248, sur Guerres mondiales et conflits contemporains, avril 2012 (consulté le 12 mai 2022).
- Jeune Afrique, « Tchad – Idriss Déby Itno : « J'ai trop longtemps prêché dans le désert » », sur JeuneAfrique.com, 23 juillet 2012 (consulté le 2 avril 2022).
- (en) PEW Research Center, « The World's Muslims: Unity and Diversity The World's M », sur web.archive.org, 9 août 2012 (consulté le 28 avril 2022).
- « Le Tchad doit-il changer de devise ? », sur Tchadactuel, 30 décembre 2012 (consulté le 20 avril 2022).
- Giuseppe Brundu et Ignazio Camarda, « The Flora of Chad: a checklist and brief analysis », PhytoKeys, no 23,‎ 2013, p. 1–17 (ISSN 1314-2011, PMID 23805051, PMCID 3690977, DOI 10.3897/phytokeys.23.4752, lire en ligne, consulté le 2 avril 2022).
- « Tchad : un Cobra très discret », sur JeuneAfrique.com, 12 mars 2013 (consulté le 20 avril 2022).
- « Le Tchad dix ans après les premiers barils de pétrole », sur JeuneAfrique.com, 19 mars 2013 (consulté le 20 avril 2022).
- « Le Tchad entre au Conseil de sécurité de l'ONU », sur RFI, 18 octobre 2013 (consulté le 2 avril 2022).
- Christophe Djekota, « Potentiel karité au Tchad » , sur Journal of Animal &Plant Sciences, Journal of Animal & Plant Sciences, 2014 (consulté le 18 mars 2022).
- Tchaïné Dionnodji, « La diffusion du français au Tchad. Les centres d'apprentissage pour arabophone », Le français à l'université. Bulletin des départements de français dans le monde, nos 18-04,‎ 8 janvier 2014 (lire en ligne, consulté le 11 avril 2022).
- Agence Ecofin, « Tchad : la filiale du groupe CNPCIC fait le ménage dans la sous-traitance », sur Agence Ecofin, 5 juin 2014 (consulté le 18 avril 2022).
- Jacquineau Azétsop et Michael Ochieng, « The right to health, health systems development and public health policy challenges in Chad », Philosophy, Ethics, and Humanities in Medicine, vol. 10, no 1,‎ 15 février 2015, p. 1 (ISSN 1747-5341, PMID 25886065, PMCID PMC4336701, DOI 10.1186/s13010-015-0023-z, lire en ligne, consulté le 13 avril 2022).
- « L'embarras du régime tchadien face au procès d'Hissène Habré », Le Monde.fr,‎ 17 juillet 2015 (lire en ligne, consulté le 18 avril 2022).
- Communiqué de presse du Haut-Commissariat des Nations unies aux droits de l'homme, « Un expert des droits de l'homme s'alarme de l'exécution de 10 personnes suite à un procès expéditif » , sur Site officiel du Haut-Commissariat des Nations unies aux droits de l'homme, 7 septembre 2015
- Falila Gbadamassi, « Réhabilitation du lac Tchad : le coup de gueule du président Déby à la COP21 » , sur France info, 1er décembre 2015 (consulté le 2 avril 2022).
- Vincent Duhem, « Tchad : Idriss Déby Itno, une force moins tranquille », sur JeuneAfrique.com, 30 décembre 2015 (consulté le 2 avril 2022)
- « Violences coloniales et résistance au Tchad (1900-1960) | Sciences Po Violence de masse et Résistance - Réseau de recherche », sur www.sciencespo.fr, 25 janvier 2016 (consulté le 18 avril 2022)
- « Tchad : le président Idriss Déby réélu pour un cinquième mandat », Le Monde.fr,‎ 22 avril 2016 (lire en ligne, consulté le 4 avril 2022).
- « Victoire d'Idriss Deby au Tchad: l'opposition annonce un recours en annulation », sur RFI, 30 avril 2016 (consulté le 2 avril 2022).
- Tchadinfos, « Massif de l'Ennedi, un écosystème unique au Sahara », sur Tchadinfos, 10 mai 2016 (consulté le 18 avril 2022).
- Marc Haber, Massimo Mezzavilla, Anders Bergström et Javier Prado-Martinez, « Chad Genetic Diversity Reveals an African History Marked by Multiple Holocene Eurasian Migrations », American Journal of Human Genetics, vol. 99, no 6,‎ 1er décembre 2016, p. 1316–1324 (ISSN 0002-9297, PMID 27889059, PMCID 5142112, DOI 10.1016/j.ajhg.2016.10.012, lire en ligne, consulté le 11 avril 2022).
- Marc Haber, Massimo Mezzavilla, Anders Bergström et Javier Prado-Martinez, « Chad Genetic Diversity Reveals an African History Marked by Multiple Holocene Eurasian Migrations », American Journal of Human Genetics, vol. 99, no 6,‎ 1er décembre 2016, p. 1316–1324 (ISSN 0002-9297, PMID 27889059, PMCID 5142112, DOI 10.1016/j.ajhg.2016.10.012, lire en ligne, consulté le 28 avril 2022).
- « Tchad : abolition de la peine de mort et des mariages précoces », sur Au Feminin, 19 décembre 2016 (consulté le 11 avril 2022).
- « ISSA SERGE COELO, pilier du cinéma tchadien », sur www.africavivre.com, 2017 (consulté le 13 avril 2022).
- « Droits d'auteur, redevances et piratage musical au Tchad », sur Music In Africa, 9 janvier 2017 (consulté le 13 avril 2022).
- « La musique populaire au Tchad », sur Music In Africa, 27 février 2017 (consulté le 13 avril 2022).
- « À la découverte des saveurs de la cuisine tchadienne », sur Afrik, 28 février 2017 (consulté le 20 avril 2022).
- Djamil Ahmat, « Référendum : Les tchadiens aux urnes avant 2021 ? », sur Alwihda Info - Actualités TCHAD, Afrique, International, 14 mai 2017 (consulté le 2 avril 2022).
- « Tibesti lance Soleil », sur Journal Le Pays | Tchad, 20 mai 2017 (consulté le 18 avril 2022).
- « Archives d'Afrique - Félix Malloum et la guerre civile de 1979 », sur RFI, 23 mai 2017 (consulté le 18 avril 2022).
- Mediacongo.net, « Tchad : Idriss Deby accuse la France de son maintien au pouvoir », sur www.mediacongo.net, 29 juin 2017 (consulté le 2 avril 2022).
- (en) Eric Dinerstein, Olson Anup et Carly Vynne, « An Ecoregion-Based Approach to Protecting Half the Terrestrial Realm », Bioscience, vol. 67, no 6,‎ 1er juin 2017, p. 534–545 (ISSN 0006-3568, PMID 28608869, PMCID 5451287, DOI 10.1093/biosci/bix014, lire en ligne, consulté le 1er avril 2022).
- Eric Dinerstein, David Olson, Anup Joshi et Carly Vynne, « An Ecoregion-Based Approach to Protecting Half the Terrestrial Realm », Bioscience, vol. 67, no 6,‎ 1er juin 2017, p. 534–545 (ISSN 0006-3568, PMID 28608869, PMCID 5451287, DOI 10.1093/biosci/bix014, lire en ligne, consulté le 28 avril 2022).
- « Kanem Bornu: "Le royaume le plus durable de l'histoire de l'Afrique" », sur Right for Education, 5 août 2017 (consulté le 18 avril 2022).
- Eva Rassoul, « 2e édition de la rentrée littéraire tchadienne à Paris le 28 octobre 2017 », sur Tchadinfos.com, 26 octobre 2017 (consulté le 13 avril 2022)
- « L'australopithèque Abel rentre au Tchad », sur VOA, 21 novembre 2017 (consulté le 18 avril 2022).
- « Tchad : Un Etat fortement décentralisé avec 12 provinces (rapport final) », sur Alwihda Info - Actualités TCHAD, Afrique, International, 25 novembre 2017 (consulté le 29 décembre 2018)
- « Toumaï est-il vraiment le plus vieil ancêtre de l'homme ? », sur Le Figaro, 25 janvier 2018 (consulté le 18 avril 2022).
- « Organisation administrative : 23 provinces, 95 départements et 365 communes », sur Tchadinfos, 8 août 2018 (consulté le 29 décembre 2018)
- Amidou Kadiom, « Les Aires Protégées au Tchad | Centre d'échange d'informations du Tchad » , sur td.chm-cbd.net, 17 avril 2018 (consulté le 2 avril 2022).
- « Au Tchad, Gaoui continue de faire vivre l'art ancestral de la poterie », sur TV5MONDE, 16 juillet 2018 (consulté le 13 avril 2022).
- Tchadinfos, « Tchad : modification de l'ordonnance portant sur le découpage administratif », sur Tchadinfos.com, 10 août 2018 (consulté le 20 avril 2022).
- « Tchad : les réseaux sociaux toujours coupés », sur TV5MONDE, 17 août 2018 (consulté le 13 avril 2022).
- « Tchad : 200 villages auront accès à la télévision numérique grâce à la Chine », sur french.xinhuanet.com, 26 août 2018 (consulté le 13 avril 2022).
- « Cultures & Cinémas - Le cinéma tchadien », sur www.c-et-c.mon-paysdegex.fr, 21 septembre 2018 (consulté le 13 avril 2022).
- Madjiasra Nako, « Tchad: le président Déby en Israël pour renforcer la coopération sécuritaire » , sur RFI, 26 novembre 2018 (consulté le 8 avril 2022).
- « Tchad: le musée national attend impatiemment d'enrichir ses collections », sur RFI, 27 novembre 2018 (consulté le 13 avril 2022).
- Vincent Hiribarren, « Pratiques de l'islam au Tchad », sur Libération, 28 novembre 2018 (consulté le 28 avril 2022).
- Mounir El Figuigui, « Tchad : la stratégie nationale de mécanisation agricole se précise » , sur La Tribune, 3 décembre 2018 (consulté le 2 avril 2022).
- « Macron et Déby "très inquiets" sur Boko Haram », sur VOA, 23 décembre 2018 (consulté le 20 avril 2022).
- Michel Paul, « Tchad: le Premier ministre israélien Benyamin Netanyahu en visite à Ndjamena » , sur RFI, 20 janvier 2019 (consulté le 8 avril 2022).
- Thomas Dietrich, « Alexandre Benalla, pour tout l'or du Tchad », sur Libération, 21 janvier 2019 (consulté le 2 avril 2022).
- al-mardi Charfadine Ousman Tor, « Tchad: la couverture santé universelle facilite l'accès à la gratuité des soins », sur Tchadinfos.com, 11 février 2019 (consulté le 20 avril 2022).
- « Tchad : lancement de la première phase du troisième recensement général de la population », sur La Tribune, 23 février 2019 (consulté le 28 avril 2022).
- « Tchad : la frontière avec la Libye (de nouveau) fermée jusqu'à nouvel ordre », sur Afrique La Tribune, 4 mars 2019 (consulté le 15 mai 2022).
- « Libye-Tchad. La France lâche les Toubous et étend la guerre », sur Orient XXI, 13 mars 2019 (consulté le 31 mai 2022).
- RFI, « Francophonie: au Tchad, français et arabe cohabitent avec plus de 120 langues » , sur RFI, 20 mars 2019 (consulté le 18 mars 2022).
- Laurent Larcher, « Contre Boko Haram, le Tchad revendique un triomphe invérifiable » , sur La Croix, 11 avril 2020 (consulté le 15 mai 2022).
- APANEWS, « Tchad : Adoption de la loi sur la couverture santé universelle », sur Apanews.net, 3 juin 2019 (consulté le 20 avril 2022).
- Jean-Pierre Bat, Antoine Duranton, Soheila ElGhaziri et Mathilde Sigalas, « Renseigner et administrer la terreur sous Hissein Habré : la Direction de la documentation et de la sécurité », Champ pénal/Penal field, no 17,‎ 27 juin 2019 (ISSN 1777-5272, DOI 10.4000/champpenal.10789, lire en ligne, consulté le 18 avril 2022).
- Projet BIOsphère et PAtrimoines du Lac Tchad (BIOPALT), « Paysage culturel et naturel du lac Tchad », sur UNESCO, 10 octobre 2019 (consulté le 28 avril 2022).
- « Reportage Afrique - Au Tchad, la malnutrition touche également les enfants de moins cinq ans », sur RFI, 7 novembre 2019 (consulté le 13 avril 2022).
- « Réuni à Pau, le G5 Sahel fixe un nouveau cadre pour l'opération « Barkhane » », sur Le Figaro, 13 janvier 2020 (consulté le 2 avril 2022).
- Jeune Afrique, « Comment Olam a redonné de la vigueur au coton tchadien », sur Jeuneafrique.com, 12 mars 2020 (consulté le 1er juin 2022).
- « Tchad : Idriss Déby Itno nomme sa fille à la Société de raffinage de N'Djamena », sur JeuneAfrique.com, 18 mars 2020 (consulté le 2 avril 2022).
- « Enfants du Tchad », sur Humanium, 1er janvier 2020 (consulté le 11 avril 2022).
- « Le G20 s'accorde sur un moratoire sur la dette des pays les plus pauvres », sur France 24, 15 avril 2020 (consulté le 20 avril 2022).
- « Classement des États du monde par travail des enfants », sur Atlasocio.com, 12 juin 2020 (consulté le 11 avril 2022).
- Aurélie Bazzara-Kibangula, « Le Tchad apporte sa pierre à la Grande Muraille verte avec ses acacias », Le Monde.fr,‎ 23 juin 2020 (lire en ligne , consulté le 2 avril 2022).
- (en) US International Trade Administration, « Chad - Country Commercial Guide » , 7 septembre 2020 (consulté le 20 avril 2022).
- « Au Tchad, les législatives reportées depuis cinq ans sont fixées au 24 octobre 2021 », Le Monde.fr,‎ 3 juillet 2020 (lire en ligne, consulté le 2 avril 2022).
- « Tchad : douze journaux suspendus pour trois mois », sur RSF, 8 septembre 2020 (consulté le 13 avril 2022).
- Tchadinfos, « DRAPEAU : L'histoire autour du tricolore tchadien », sur Tchadinfos.com, 26 octobre 2020 (consulté le 20 avril 2022).
- Hannah Ritchie, Max Roser et Pablo Rosado, « Energy », Our World in Data,‎ 28 novembre 2020 (lire en ligne, consulté le 13 avril 2022).
- (en-US) « Subsidy for feasibility study of extending railway line between Cameroon and Chad », sur Construction Review Online, 25 février 2021 (consulté le 13 avril 2022).
- « Au Tchad, les nomades menacés par le dérèglement climatique », sur JeuneAfrique.com, 4 avril 2021 (consulté le 13 avril 2022).
- « Tchad : vers un 6e mandat pour Idriss Déby », sur Franceinfo, 12 avril 2021 (consulté le 2 avril 2022).
- Khalifa Ababacar Gaye, « AUJOURD'HUI: 13 avril 1975, coup d'État contre le premier président tchadien, François Tombalbaye. », sur Senenews - Actualité au Sénégal, Politique, Économie, Sport, 13 avril 2021 (consulté le 18 avril 2022).
- « Tchad: une caméra contre les mariages précoces, le nouveau défi de Hanifa Ali Oumar », sur RFI, 18 avril 2021 (consulté le 11 avril 2022).
- « Au Tchad, le président Idriss Déby réélu », La Croix,‎ 20 avril 2021 (ISSN 0242-6056, lire en ligne, consulté le 2 avril 2022).
- La rédaction, « L'armée tchadienne annonce la mort du président Idriss Déby et promet des élections dans 18 mois » , sur France Bleu, 20 avril 2021 (consulté le 29 mars 2022).
- « Mort d'Idriss Déby : La France "perd un ami courageux", déclare l'Elysée », sur parismatch.com, 20 avril 2021 (consulté le 2 avril 2022).
- « Tchad : à l'origine de la mort du président Idriss Déby, les rebelles du FACT venaient de Libye », sur Franceinfo, 20 avril 2021 (consulté le 2 avril 2022).
- « Deby, maître du Tchad et allié stratégique de l'Occident dans la lutte contre les jihadistes », sur L'Orient-Le Jour, 21 avril 2021 (consulté le 2 avril 2022).
- « Liberté de la presse: au Tchad, la cybercensure règne », sur VOA, 3 mai 2021 (consulté le 13 avril 2022).
- « Liberté de la presse: au Tchad, la cybercensure règne », sur iVoox, 3 mai 2021 (consulté le 13 avril 2022).
- « Tchad : à la découverte du musée national », sur Tchadinfos.com, 19 mai 2021 (consulté le 4 avril 2022).
- « Tchad : des appels à l'aide à la radio DJA FM », sur Tchadinfos.com, 2 juin 2021 (consulté le 13 avril 2022).
- Nationalzik, « hymne national de Tchad », sur Hymnes nationaux, 4 juin 2021 (consulté le 20 avril 2022).
- « Dr Haroun Kabadi est désigné nouveau Sg du Mps », sur Journal Le Pays | Tchad, 12 juin 2021 (consulté le 20 avril 2022).
- « Corruption : le Tchad occupe la 160e place sur 180 pays en 2020 », sur Tchadinfos.com, 14 juillet 2021 (consulté le 4 avril 2022).
- (en) AfricaNews, « Calm and order in Chad three months after Idriss Déby's death », sur Africanews, 19 juillet 2021 (consulté le 2 avril 2022).
- Babbel.com et Lesson Nine GmbH, « Quels sont les sports les plus populaires dans le monde ? », sur Le Babbel magazine, 19 juillet 2021 (consulté le 18 avril 2022).
- « Tchad: trois mois plus tard, ce que l'on sait de la mort du président Idriss Déby Itno », sur RFI, 20 juillet 2021 (consulté le 2 avril 2022).
- Info Alwihda, « Tchad : le président du CMT nomme 52 préfets », sur Alwihda Info - Actualités TCHAD, Afrique, International, 4 août 2021 (consulté le 2 avril 2022).
- Célian Macé, « Tchad : le raid qui a tué le président Idriss Déby sans le savoir » , sur Libération, 6 septembre 2021 (consulté le 29 mars 2022).
- « Chronique Économique : les exportations et importations au Tchad », sur Tchadinfos.com, 2 octobre 2021 (consulté le 20 avril 2022).
- « Bob Denard, le dernier des « affreux » », sur parismatch.com, 17 novembre 2021 (consulté le 18 avril 2022).
- « Le Tchad accueille le championnat de lutte africaine », sur RFI, 17 octobre 2021 (consulté le 18 avril 2022).
- « Au Tchad, un camp de basket pour inculquer les valeurs civiques à la jeunesse », sur Afrik, 9 décembre 2021 (consulté le 18 avril 2022).
- « Faut-il supprimer les chefferies traditionnelles ? Deux visions s'affrontent », sur Ialtchad, 4 février 2022 (consulté le 1er juin 2022).
- « Quels sont les principaux groupes rebelles au Tchad ? » , sur Géo, 13 mars 2022 (consulté le 17 mai 2022).
- « Seulement 27% de Tchadiens vivent en ville (INSEED) », sur Tchadinfos.com, 16 mars 2022 (consulté le 11 avril 2022).
- « Le Tchad accélère son accès à l'énergie », sur World Bank, 24 mars 2022 (consulté le 20 avril 2022).
- « Seulement 27% de Tchadiens vivent en ville (INSEED) », sur Tchadinfos.com, 16 mars 2022 (consulté le 28 avril 2022).
- « Il y a urgence à finaliser la restructuration de la dette du Tchad, affirme le FMI », sur Le Figaro, 30 mars 2022 (consulté le 4 avril 2022).
- AFP, « Tchad : tout juste réélu, le président Idriss Déby tué au combat », sur Libération, Libération, 20 avril 2021 (consulté le 20 avril 2021)
- François-Xavier Fauvelle-Aymar, L'Afrique ancienne: de l'Acacus au Zimbabwe : 20000 avant notre ère-XVIIe siècle, Belin, 2018 (ISBN 978-2-7011-9836-1, lire en ligne)